# Franz Marc

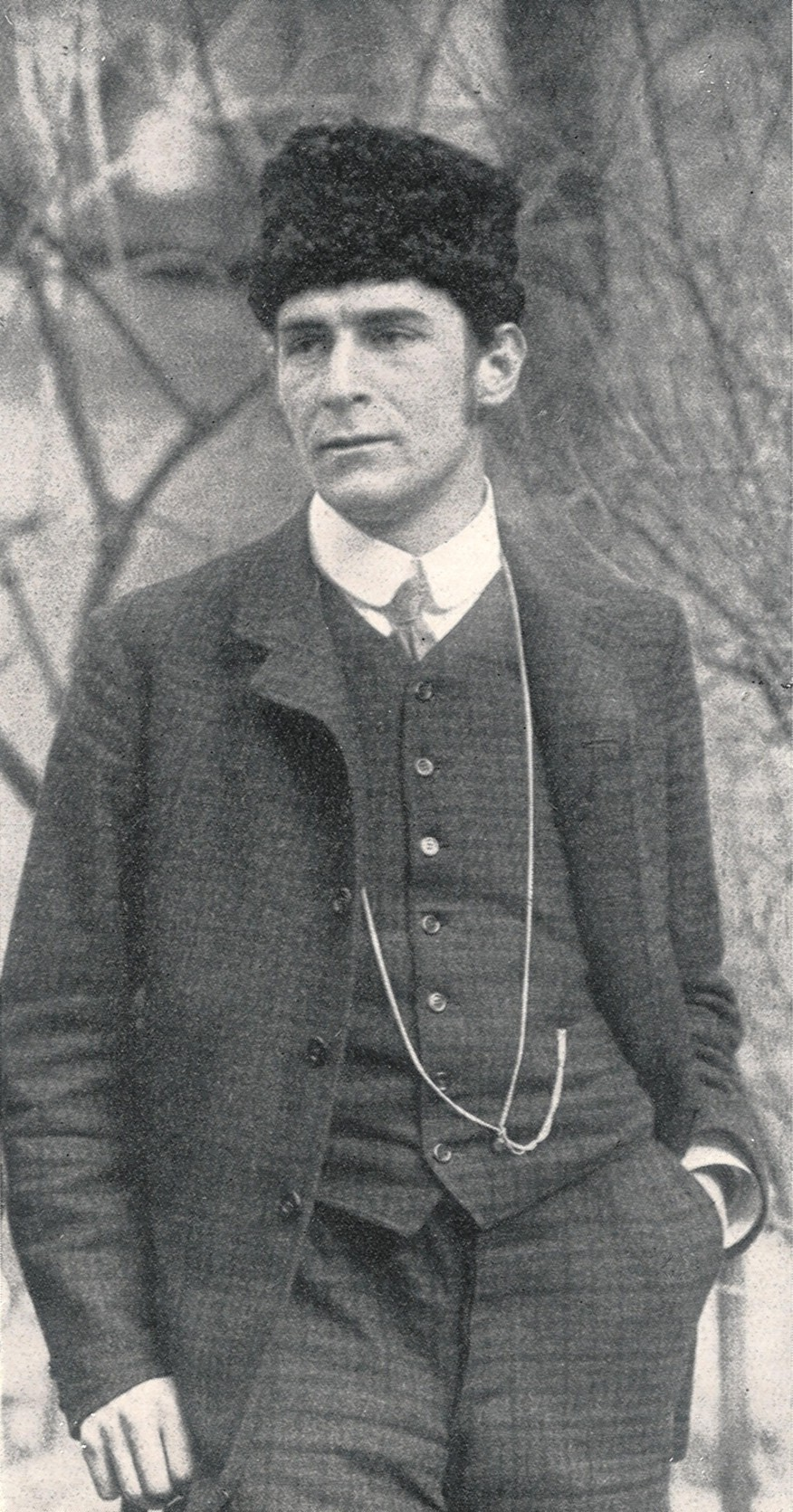
Franz Marc (1910)

Franz Moritz Wilhelm Marc (* 8. Februar 1880 in München; † 4. März 1916 in Braquis bei Verdun, Frankreich) war ein deutscher Maler, Zeichner und Grafiker. Er gilt als einer der bedeutendsten Maler des Expressionismus in Deutschland. Neben Wassily Kandinsky war er Mitbegründer der Redaktionsgemeinschaft Der Blaue Reiter, die am 18. Dezember 1911 ihre erste Ausstellung in München eröffnete. Der Blaue Reiter ging aus der Neuen Künstlervereinigung München hervor, in der Marc kurzzeitig Mitglied war. Für den Almanach Der Blaue Reiter und andere Veröffentlichungen verfasste er kunsttheoretische Schriften.
Waren Marcs frühe Werke noch dem naturalistischen Stil des Akademismus verhaftet, widmete er sich nach einem Parisbesuch im Jahr 1907 dem Postimpressionismus unter dem Einfluss von Gauguin und van Gogh. Zwischen 1910 und 1914 verwendete er Stilelemente des Fauvismus, Kubismus, Futurismus und Orphismus, trennte sich in seinem Werk jedoch nicht vollständig vom Gegenstand. In dieser Zeit entstanden seine bekannten Gemälde, die hauptsächlich Tiermotive zum Inhalt haben wie Der Tiger, Blaues Pferd I, Die gelbe Kuh, Der Turm der blauen Pferde oder Tierschicksale. Marcs erste abstrakte Gemälde wie Kleine Komposition I, Kämpfende Formen und Füchse entstanden 1913 und 1914. Zu Beginn des Ersten Weltkriegs wurde er eingezogen und fiel zwei Jahre später im Alter von 36 Jahren vor Verdun.

## Leben

### Kindheit und Schulzeit

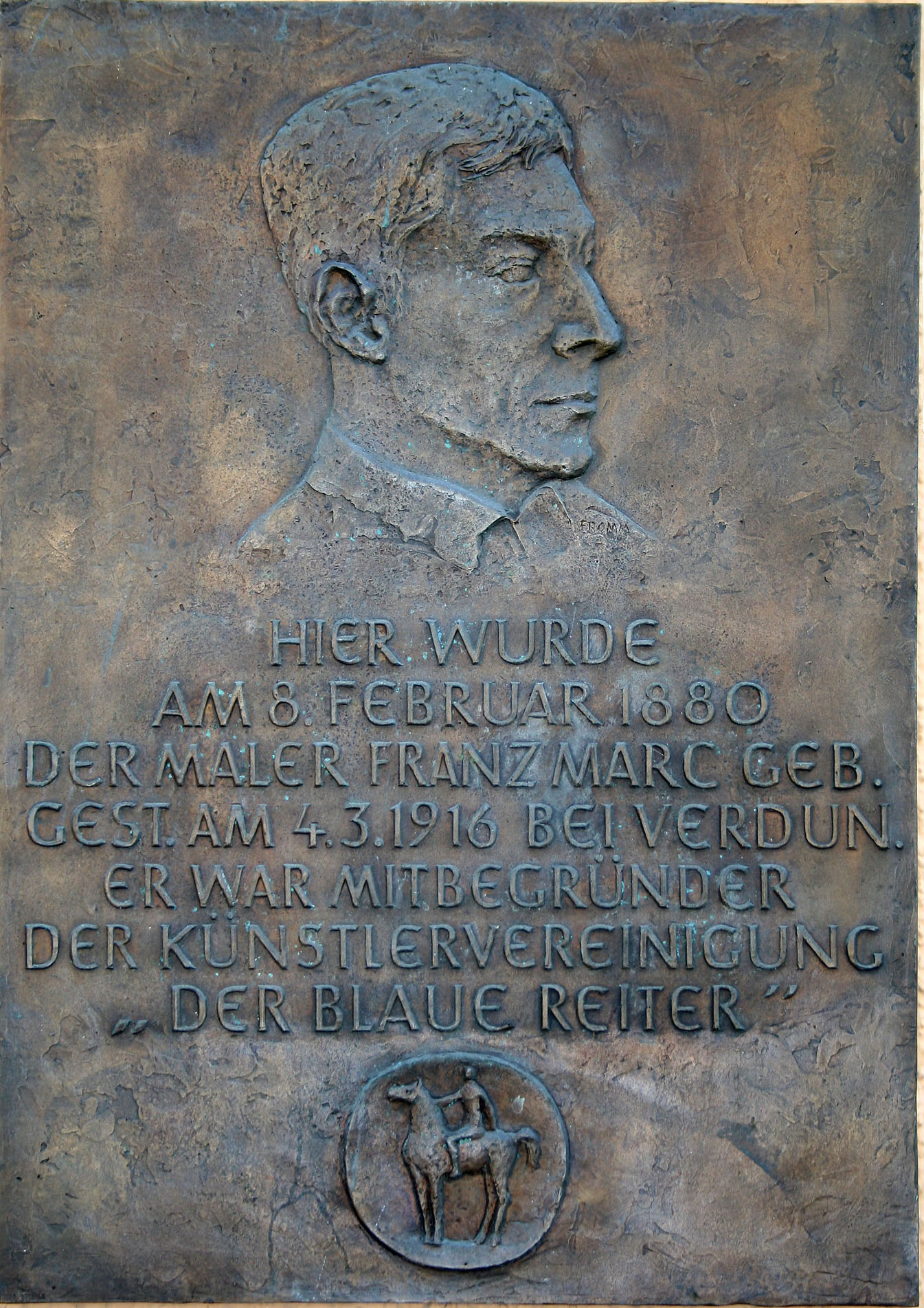
Plakette an Franz Marcs Geburtshaus

Franz Marc wurde am 8. Februar 1880 als zweiter Sohn der Familie Marc in der Schillerstraße 35 in München geboren. Sein Vater Wilhelm Marc, der zunächst ein rechtswissenschaftliches Studium abgeschlossen hatte, bevor er an der Akademie der Bildenden Künste München Malerei belegte, war ein Landschafts- und Genremaler. Er entstammte einer bayerischen Beamtenfamilie. Seine Mutter Sophie, geborene Maurice, kam aus dem Elsass und hatte ihre Kindheit in der französischen Schweiz verlebt, wo sie ein streng calvinistisches Internat besuchte. Sie hatte als Erzieherin in der Familie ihres späteren Ehemanns gearbeitet. Wilhelm und Sophie Marc hatten spät geheiratet.

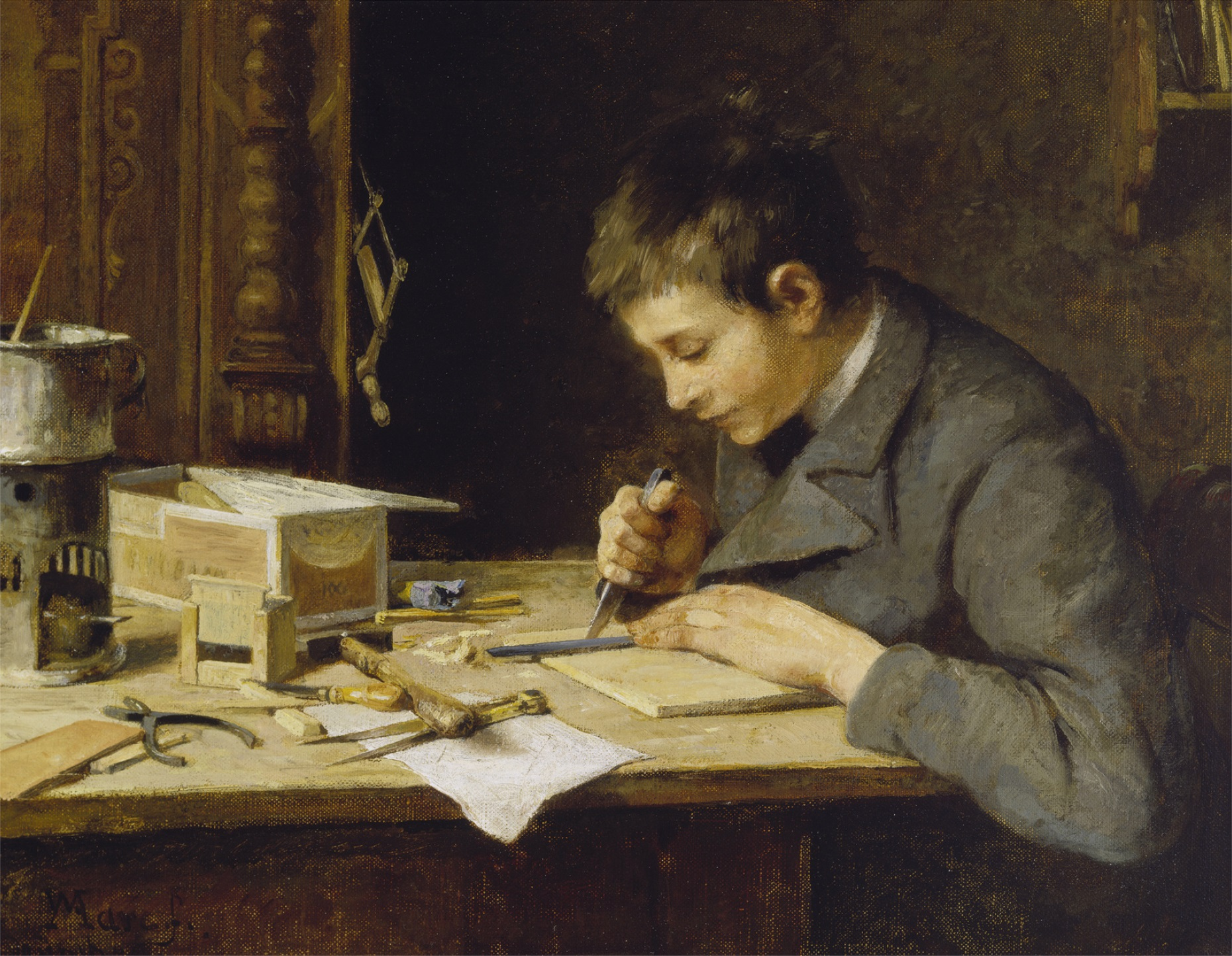
Wilhelm Marc: Franz Marc beim Holzschneiden, um 1895, Franz Marc Museum, Kochel am See

Franz und sein drei Jahre älterer Bruder Paul Marc wurden katholisch getauft, jedoch protestantisch erzogen. Sie wuchsen zweisprachig auf. Den Sommer 1884 verbrachte Marc erstmals in Kochel am See, wo sich die Familie während der nächsten Jahre fast jeden Sommer aufhielt. Beide Brüder besuchten das Königliche Luitpold-Gymnasium (nach verschiedenen Standortwechseln erhielt es 1965 den Namen Albert-Einstein-Gymnasium und ist nicht zu verwechseln mit dem heutigen Luitpold-Gymnasium in München), wo zeitweise Albert Einstein ein Mitschüler war.
Der Vater Wilhelm Marc verließ die katholische Kirche und konvertierte 1895 zum protestantischen Glauben. Franz Marc trug sich mit dem Gedanken, wie sein älterer Bruder Paul Altphilologie oder Theologie zu studieren – wie er Pastor Otto Schlier, dessen Konfirmandenunterricht ihn nachhaltig beeindruckt hatte, in einem Brief 1897 mitteilte. Als 18-jähriger Schüler befasste er sich mit Literatur und Philosophie, insbesondere mit dem Werk von Thomas Carlyle und Friedrich Nietzsche. Im Jahr 1899 legte Franz Marc das Abitur am Königlichen Luitpold-Gymnasium (heute Albert-Einstein-Gymnasium) ab.

### Wehrdienst und Studium

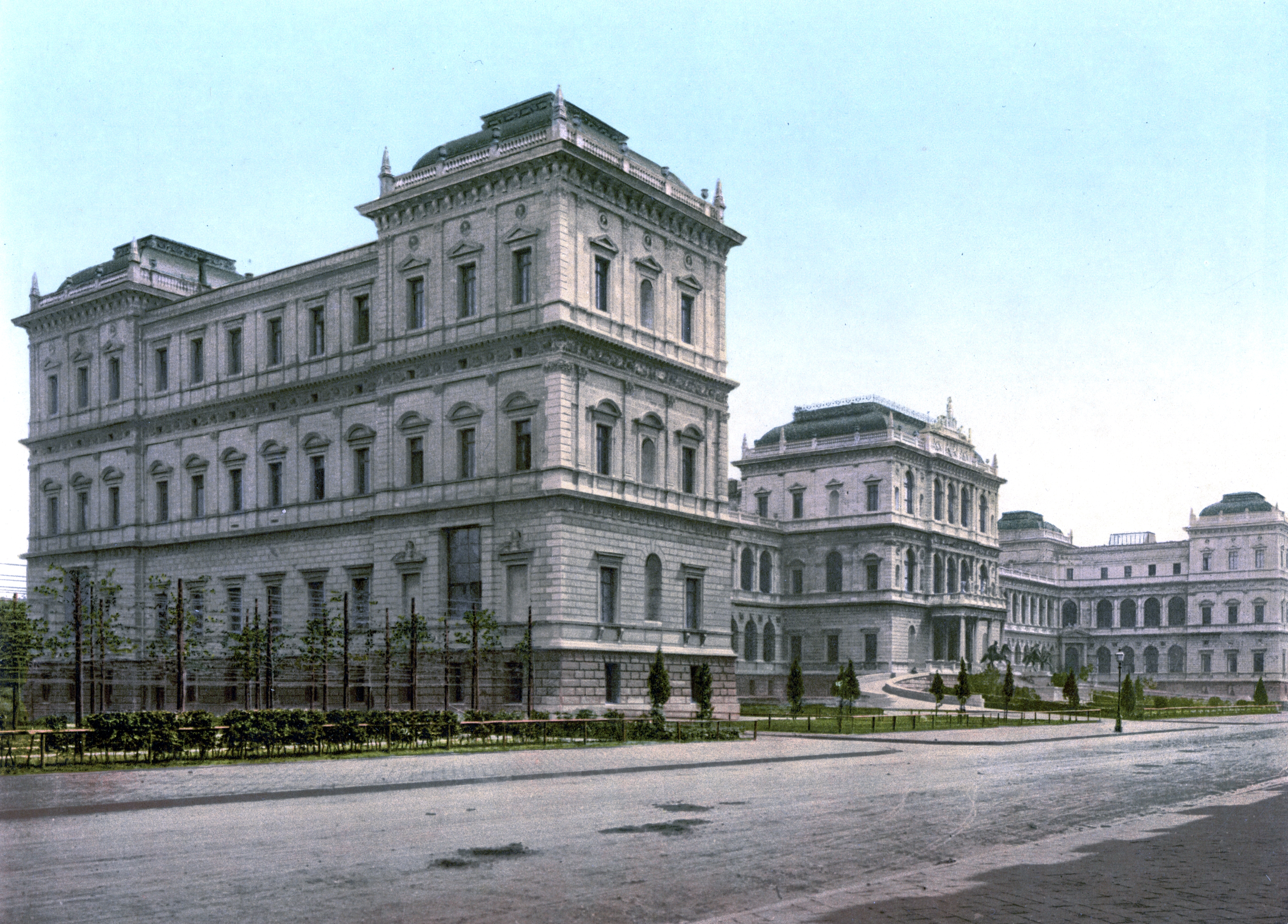
Akademie der Bildenden Künste München, um 1900, Photochrom

1899 verwarf Marc den Gedanken an einen geistlichen Beruf und schrieb sich für ein Philologiestudium an der Ludwig-Maximilians-Universität München ein. Vor Antritt seines Studiums leistete er, ab dem 1. Oktober desselben Jahres, seinen Wehrdienst als Einjährig-Freiwilliger beim kgl. bayr. 1. Feldartillerie-Regiment (mit den Garnisonorten München und Freising). Seine Dienstzeit beendete Marc am 30. September 1900, als überzähliger Gefreiter. An einer Weiterbeförderung zum Reserveoffizier war er vermutlich nicht interessiert, da er sich von der Teilnahme an den dazu notwendigen, sich an die Dienstzeit anschließenden weiteren Militärmanövern freistellen ließ. Während seines Wehrdienstes lernte Marc jedoch reiten und entdeckte so eine Liebe zu Pferden.
Marc entschied sich, den Beruf seines Vaters zu ergreifen. Im Mai 1901 immatrikulierte er sich an der Münchner Kunstakademie. Er erhielt Unterricht in Anatomie bei Gabriel von Hackl und in Malerei bei Wilhelm von Diez, die beide in der Tradition der Münchner Malerschule des 19. Jahrhunderts unterrichteten. Während der Semesterferien der Jahre 1901 und 1902 hielt er sich auf der Staffelalm in der Jachenau auf, die in der Nähe des Ferienortes der Familie in Kochel am See lag. 1902 betrieb er zeitweise Studien im nördlich von München gelegenen Dachauer Moos.
Mit seinem Studienfreund Friedrich Lauer, der über ausreichend Geldmittel verfügte, reiste er im Mai 1903 durch Frankreich. Aus dieser Zeit ist ein französischsprachiges Tagebuch erhalten. Zunächst machten sie für einige Monate in Paris Station, Ende Juli fuhren sie in die Bretagne, danach in die Normandie. In Paris besuchte Marc die Pariser Museen, insbesondere die antiken Sammlungen, kopierte Gemälde im Louvre und zeichnete in den Straßen. Er studierte die Sehenswürdigkeiten und kaufte im Kunsthandel bei Flammarion japanische Holzschnitte, deren Technik und Komposition ihn stark beeindruckt haben sollen. In der Kathedrale Notre-Dame-de-Chartres faszinierten ihn die gotischen Bleiglasfenster. Nach der Rückkehr nach München Anfang September desselben Jahres verließ Marc, vom akademischen Unterricht enttäuscht, die Kunstakademie.

### Erstes Atelier und erste Heirat

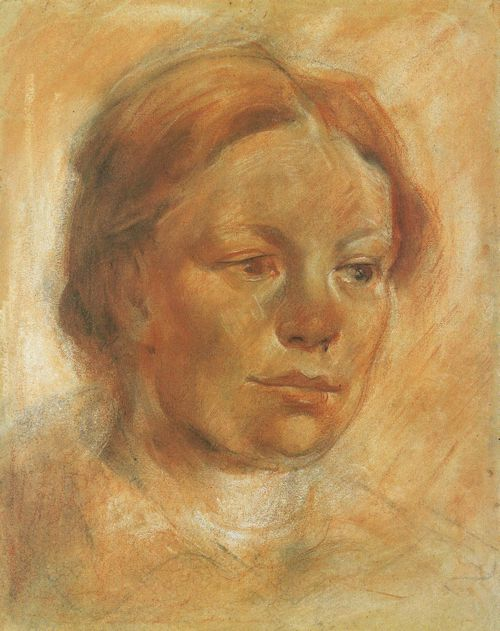
Mädchenkopf (Bildnis Maria Franck), 1906, Staatliche Grafische Sammlung, München

1904 zog Marc aus dem Elternhaus in Pasing aus und richtete sich ein Atelier in der Kaulbachstraße 68 in Schwabing ein. Er unterhielt in dieser Zeit eine Affäre mit der um neun Jahre älteren Kunst- und Antiquitätenkennerin Annette Simon, geborene von Eckardt, Frau des Münchner Professors für Indologie, Richard Simon. Als Malerin, Schriftstellerin und Kopistin verfügte sie über gute Beziehungen zum Kunsthandel und zu Antiquaren. Sie vermittelte dem unter Geldsorgen leidenden Marc Aufträge für Grafiken und die Möglichkeit, durch den Verkauf von Büchern, japanischen Farbholzschnitten und anderer Antiquitäten aus seiner Sammlung etwas zu verdienen.
Im Februar des Jahres 1905 lernte Franz Marc auf dem Bauernkirchweihball, einem Schwabinger Kostümfest, die Kunststudentin Maria Franck kennen. Da sie kurz darauf nach Berlin zurückkehrte, verloren sie sich bis Dezember 1905 aus den Augen. Gegen Ende des Jahres oder im März 1906 trennte sich Annette Simon von Franz Marc, sie blieben allerdings lebenslang freundschaftlich verbunden.

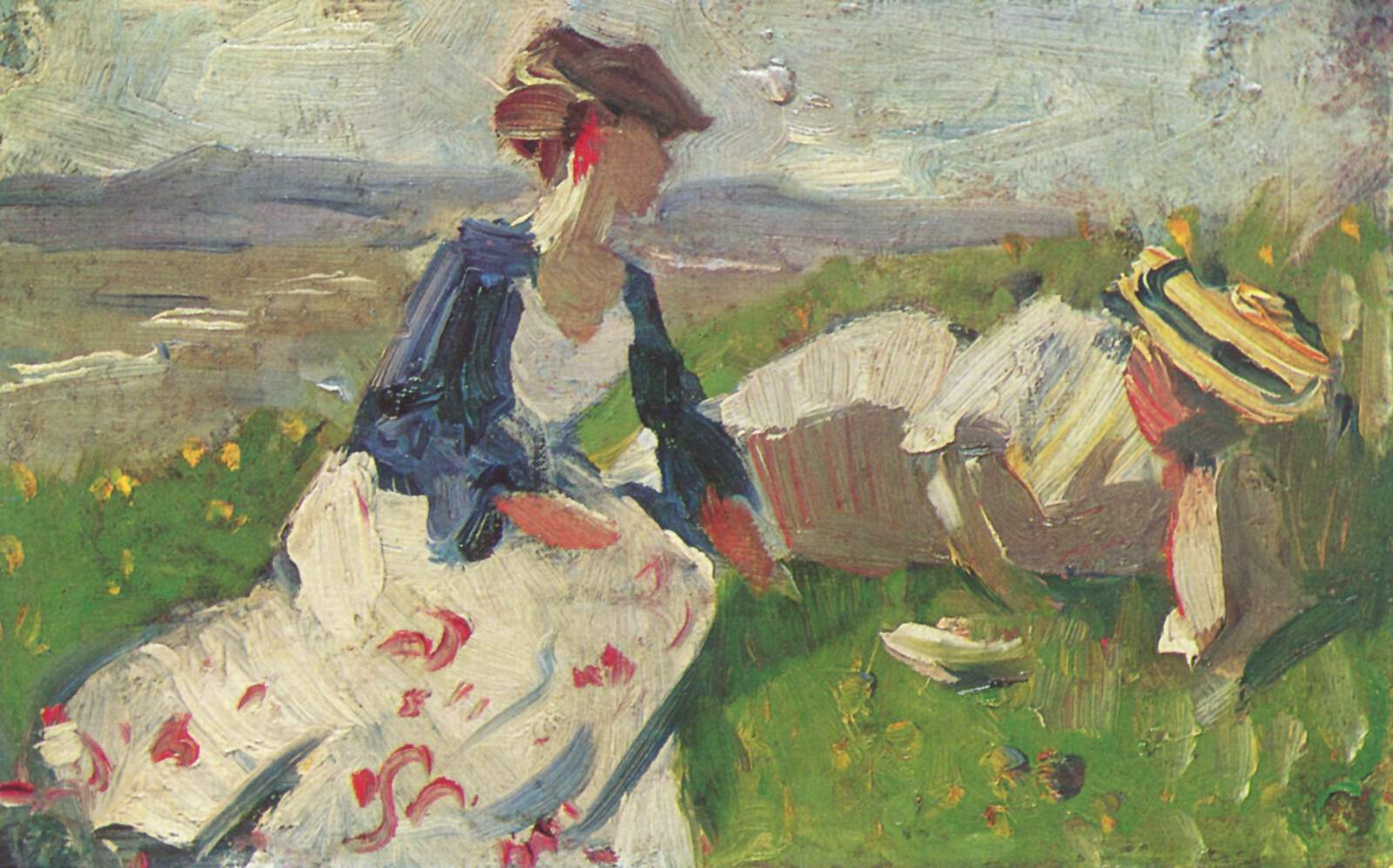
Zwei Frauen am Berg, Skizze, 1906. Sie zeigt Marie Schnür (links) und Maria Franck, Franz Marc Museum, Kochel

Um sich von der emotionalen Belastung abzulenken, reiste er im April 1906 mit seinem Bruder, der Byzantinist geworden war und eine wissenschaftliche Aufgabe in Griechenland zu erfüllen hatte, nach Saloniki und zu dem Berg Athos. Nach dieser Studienreise zog sich Franz Marc zum Arbeiten nach Kochel zurück, wo er bis in den Herbst blieb. Sowohl Maria Franck als auch eine weitere Freundin, die Malerin Marie Schnür, folgten ihm nach. Die drei ließen sich auf ein Dreiecksverhältnis ein, in dem sich Marc mehr und mehr der elf Jahre älteren Schnür zuwandte. Marie Schnür wollte ihren im Februar 1906 in Paris unehelich geborenen Sohn aus der Beziehung mit Angelo Jank (eine andere Quelle nennt August Gallinger als Vater) zu sich nehmen, und Franz Marc gab ihr ein Eheversprechen, was er Maria Franck im November 1906 mitteilte.
Franz Marc und Marie Schnür schlossen am 27. März 1907 in München die Ehe. Er reiste am selben Tag allein nach Paris, wo ihn besonders die Werke von Vincent van Gogh und Paul Gauguin beeindruckten. Seine Begeisterung über die dortige Kunst- und Ausstellungsszene fasste er in Berichte, die er Maria Franck zuschickte. Im darauf folgenden Jahr, am 8. Juli, wurde die Ehe mit Marie Schnür geschieden. Da diese jedoch Marc entgegen den Vereinbarungen des Ehebruchs mit Maria Franck beschuldigte, konnte Marc nach geltendem Recht zunächst keine zweite Ehe eingehen.

### Freundschaft mit August Macke und Bernhard Koehler

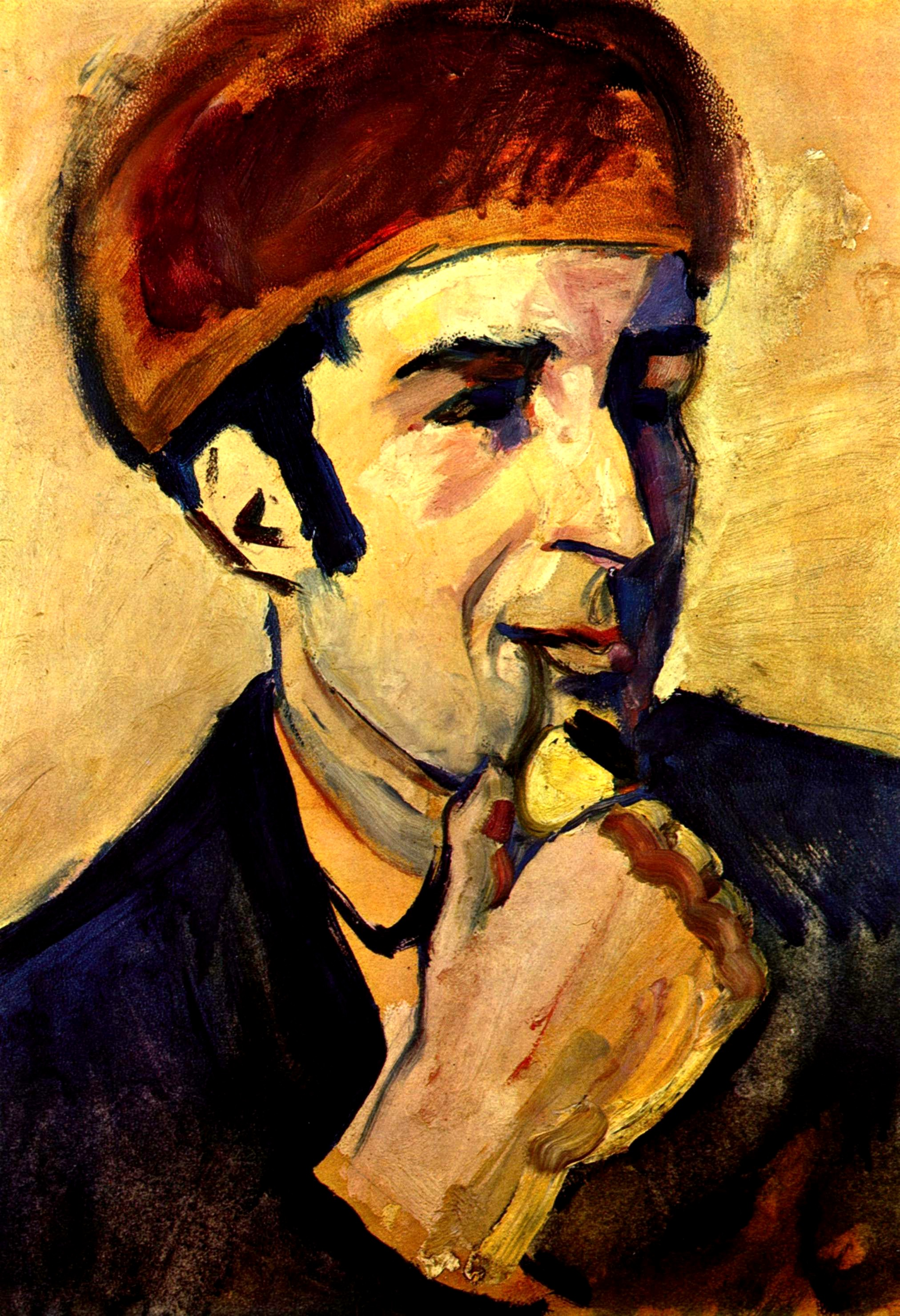
August Macke: Bildnis Franz Marc, 1910, Neue Nationalgalerie Berlin

Im Jahr 1909 beauftragte die Münchner Lehrmittelhandlung Wilhelm Plessmann Franz Marc damit, für den Plessmannschen Handwebstuhl Web-Muster zu entwerfen. Die Texte dazu schrieb seine frühere Geliebte Annette Simon-von Eckardt.
August Macke, den er Anfang 1910 kennengelernt hatte, besuchte ihn zusammen mit seinem Vetter, dem Maler Helmuth Macke und Bernhard Koehler jun. (1882–1964), dem Sohn seines späteren Mäzens Bernhard Koehler sen., in seinem Atelier in der Münchner Schellingstraße 33. Der Anlass des Besuchs waren zwei Lithographien Marcs in der Münchner Kunsthandlung von Franz Josef Brakl, die Macke begeistert hatten. Für Marc war es der erste Kontakt mit einem gleichgesinnten Künstler. 1912 entstand in Mackes Atelier in Bonn ein gemeinsam geschaffenes Wandbild mit dem Titel Paradies. Mit Macke verband ihn eine lebenslange Freundschaft, und Marc unterhielt mit ihm einen lebhaften Briefwechsel über Fragen der Kunsttheorie.

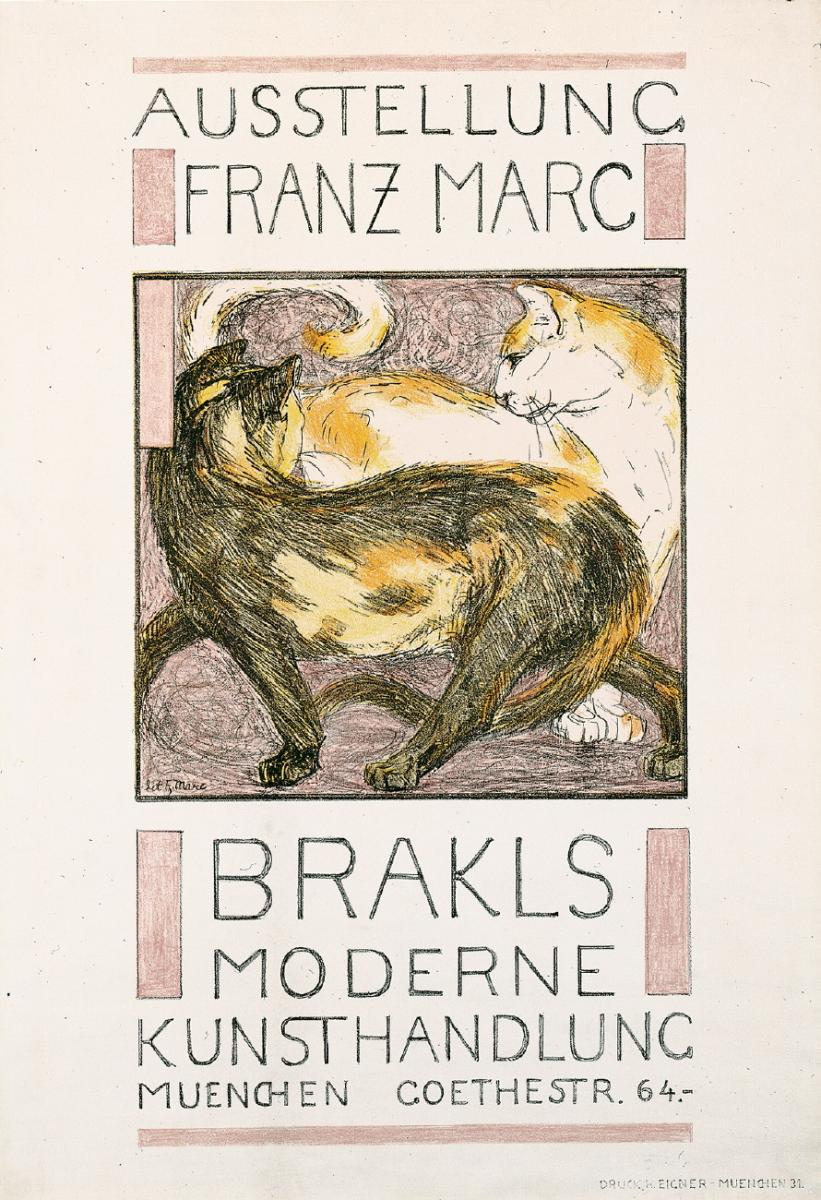
Ausstellungsplakat Franz Marc, 1910

Koehler jun. hatte seinem Vater durch Brakl einige Bilder Marcs schicken lassen. Anschließend besuchte Koehler sen. Marc Ende Januar in seinem Atelier und kaufte das 1905 entstandene Gemälde Der tote Spatz, das auf Marcs Schreibtisch stand, und von dem sich der Künstler äußerst ungern trennte. Es bildete den Grundstein zu Koehlers umfangreicher Marc-Sammlung. In der Folge unterstützte er den am Existenzminimum lebenden Künstler mit monatlich 200 Mark und erhielt als Gegenwert Bilder seiner Wahl, zunächst begrenzt auf ein Jahr.
Im Februar des Jahres 1910 hatte Franz Marc seine erste Einzelausstellung in der Kunsthandlung Brakl, die 31 Gemälde sowie Gouachen und Lithografien umfasste. Zwei Monate später zogen Marc und Maria Franck nach Sindelsdorf in das Haus des Schreinermeisters Josef Niggl, wo sie bis 1914 wohnten. Ihre Ateliers in München gaben beide auf. Dieses Haus hat heute die Adresse „Franz-Marc-Straße 1“.
1911 wurde ein von Marc erneut beantragter Dispens für eine Eheschließung mit Maria Franck verweigert, weshalb beide Anfang Juni nach London reisten, um dort eine Ehe nach englischem Recht einzugehen, was ihnen jedoch nach Aussagen Maria Marcs nicht gelang. Dennoch bezeichneten sie sich fortan öffentlich als Ehepaar.

### Mitglied der Neuen Künstlervereinigung München

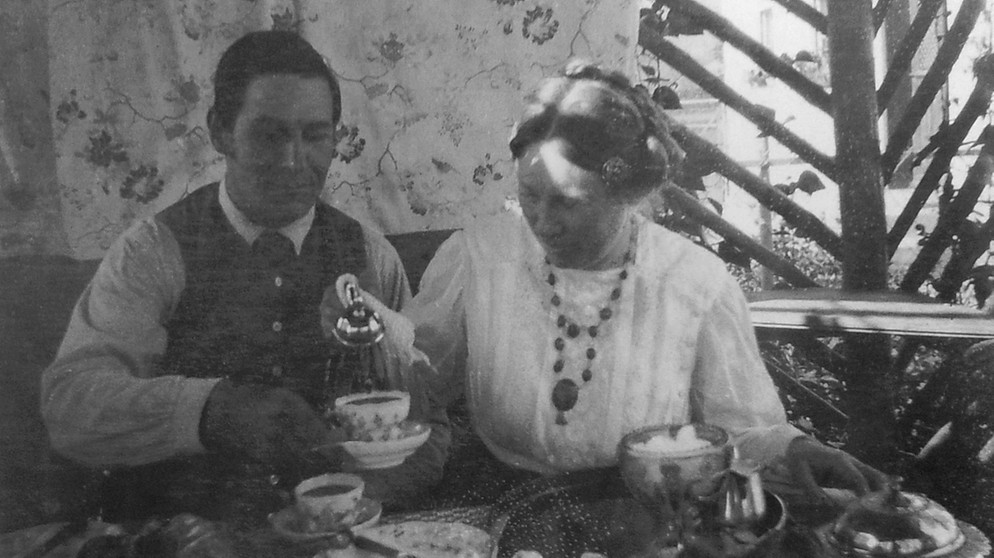
Franz Marc und Maria Franck in Sindelsdorf, 1911 fotografiert von Wassily Kandinsky

Im Dezember 1909 sah Marc mehrmals die erste Ausstellung der Neuen Künstlervereinigung München (N.K.V.M.) in der Modernen Galerie Heinrich Thannhauser im Arco-Palais in der Theatinerstraße 7. Vom 1. bis zum 14. September 1910 fand die zweite Ausstellung der N.K.V.M. statt, an der insgesamt 29 Künstler beteiligt waren. Ausgestellt wurden beispielsweise Werke von Georges Braque, Pablo Picasso und Georges Rouault. Die Ausstellung wurde – wie die von 1909 – in der Presse und in der Öffentlichkeit angegriffen, woraufhin Marc, der diese Ausstellung besucht hatte, eine positive Besprechung verfasste, die über Reinhard Piper dem Galeristen Thannhauser zukam.
Franz Marc lernte am 1. Januar 1911 in Marianne von Werefkins Atelierwohnung in der Giselastraße 23 Wassily Kandinsky und Gabriele Münter kennen und besuchte am folgenden Tag gemeinsam mit ihnen, begleitet von Alexej von Jawlensky und Helmuth Macke, ein Konzert von Arnold Schönberg in München. Unter dem Eindruck der neuartigen Musik Schönbergs malte Kandinsky kurz darauf das Bild Impression III (Konzert) und schrieb dem ihm unbekannten Komponisten einen Brief, womit er eine inhaltliche Diskussion auslöste, in der Kandinskys „Thesen von der Verwandtschaft der Dissonanzen in der Kunst in der aktuellen Malerei wie in der musikalischen Komposition von Schönberg […] aufgegriffen und fortgesetzt wurden.“ Am 4. Februar 1911 wurde Franz Marc zum 3. Vorsitzenden der N.K.V.M. ernannt. Marc stellte seine Arbeiten und die seiner Freundin Maria Franck vor.
Im Herbst 1911 verschärften sich die Spannungen zwischen den konservativen Mitgliedern und der Gruppe um Kandinsky, in deren Folge es am 2. Dezember hinsichtlich des von der Jury wegen Übergröße abgewiesenen Gemäldes Komposition V/Das Jüngste Gericht von Kandinsky zum Eklat kam. Noch am selben Tag traten Wassily Kandinsky, Gabriele Münter, Franz Marc und Alfred Kubin aus.

### Redaktionsmitglied des Blauen Reiters

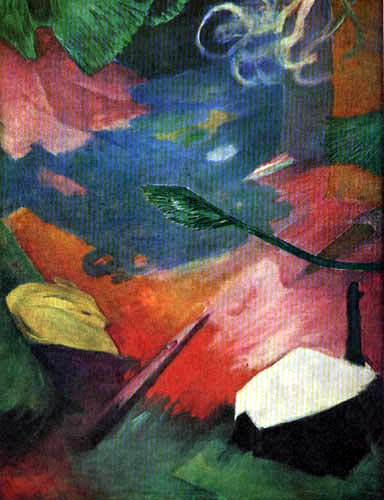
Reh im Walde I, 1911, Dauerleihgabe in der Kunsthalle Emden

Nachdem sich als Abspaltung (Secession) von der N.K.V.M. die von Kandinsky und Marc begründete Redaktionsgemeinschaft des Blauen Reiters formiert hatte, wurde am 18. Dezember 1911 die „Erste Ausstellung der Redaktion ‚Der Blaue Reiter‘“ in der Galerie Thannhauser eröffnet. Zeitgleich lief die dritte Ausstellung der restlichen acht Mitglieder der N.K.V.M. im darüber gelegenen Stockwerk. 14 Künstler waren auf der ersten Ausstellung vertreten, neben Marc und Kandinsky Künstler wie die Gebrüder Burljuk, Heinrich Campendonk, Robert Delaunay, Jean-Bloé Niestlé, Elisabeth Epstein, August Macke, Gabriele Münter, Henri Rousseau und Arnold Schönberg. Franz Marc war unter anderem mit seinen Gemälden Reh im Walde I und Die gelbe Kuh vertreten; beide sind auf einem Foto von Gabriele Münter, die die Ausstellung fotografisch dokumentierte, zu sehen.

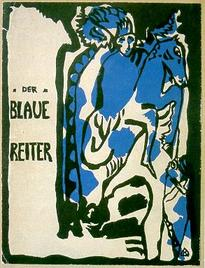
Umschlagillustration des Almanachs von Kandinsky

Die Ausstellung ging anschließend auf Tournee in weitere Städte, so nach Köln in den Gereonsklub und nach Berlin in Herwarth Waldens Galerie Der Sturm. Weitere Stationen bis zum Jahr 1914 waren unter anderem Bremen, Hagen, Frankfurt, Hamburg, Budapest, Oslo, Helsinki, Trondheim und Göteborg. In der Wanderausstellung waren zusätzlich Werke von Jawlensky und Werefkin zu sehen, die inzwischen ebenfalls aus der N.K.V.M. ausgetreten waren und sich dem Blauen Reiter angeschlossen hatten.
Die zweite Ausstellung des Blauen Reiters folgte vom 12. Februar bis zum 18. März 1912 unter dem programmatischen Titel „Schwarz-Weiß“ in der Münchner Buch- und Kunsthandlung Hans Goltz in der Brienner Straße 8. Sie zeigte ausschließlich druckgrafische Blätter und Zeichnungen, unter anderem auch Werke von Paul Klee und den Brücke-Künstlern. Hier traf Franz Marc zum ersten Mal auf Paul Klee, ein Treffen, in dessen Folge eine enge Freundschaft zwischen den beiden Künstlern entstand.
Im Mai 1912 gaben Marc und Kandinsky, finanziell unterstützt von Bernhard Koehler, den Almanach Der Blaue Reiter mit einem Titelholzschnitt Kandinskys im Piper Verlag in München heraus.

### Sonderbund und Erster Deutscher Herbstsalon

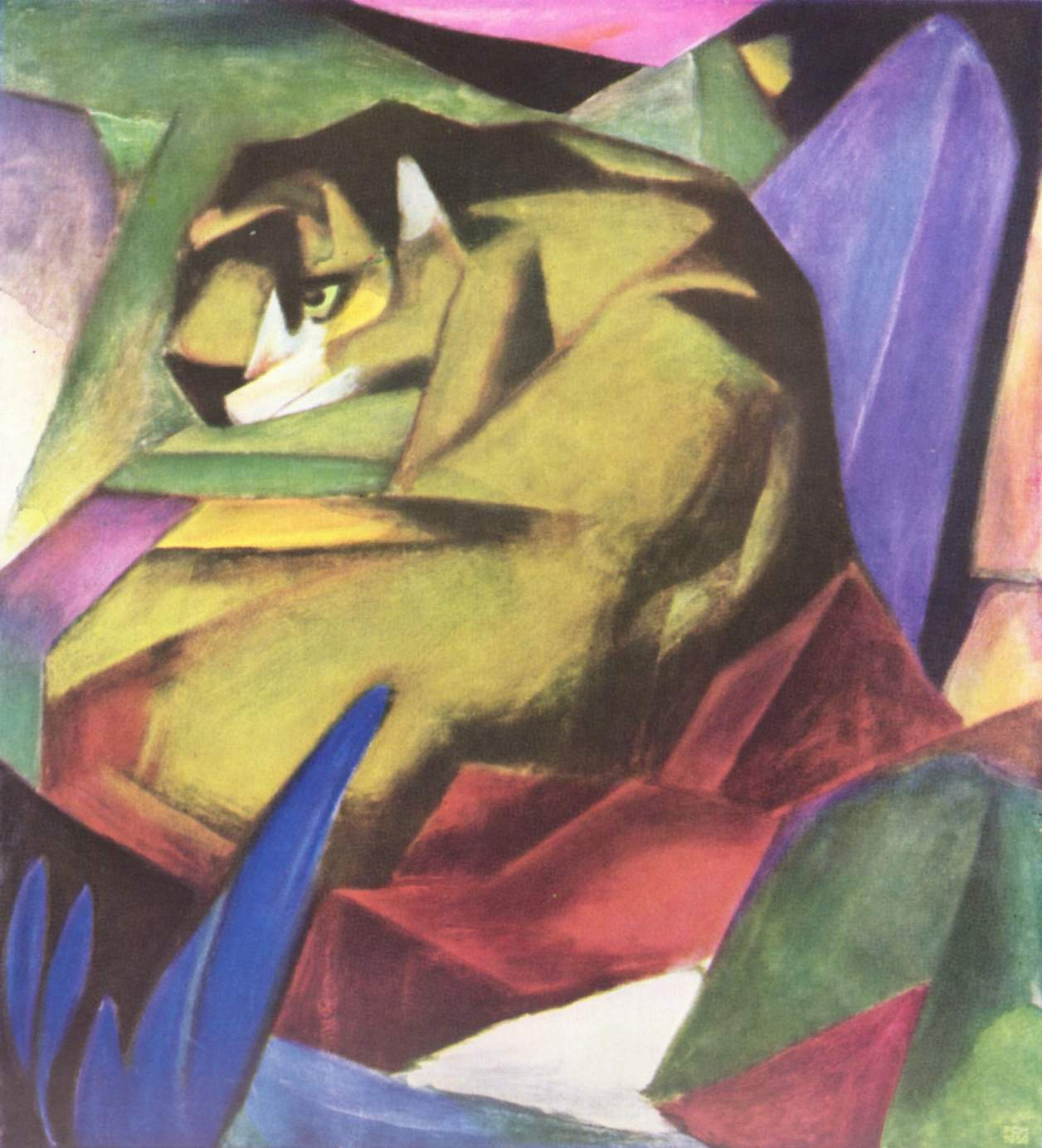
Der Tiger, 1912, Städtische Galerie im Lenbachhaus, München

Im Oktober 1912 besuchten Franz und Maria Marc das Ehepaar Macke in Bonn und sahen sich die Sonderbundausstellung in Köln an. Kurz vor der Eröffnung im Sommer hatte es zwischen Marc und dem Mitorganisator Macke wegen der Ausjurierung einiger Bilder eine Auseinandersetzung gegeben. Doch war Marc unterdessen sehr angetan von der Ausstellung. Sein Gemälde Der Tiger war in der Ausstellung als Bild Nr. 450 präsent. Die Freunde entschlossen sich zu einer Parisreise, wo sie Robert Delaunay, der beim Blauen Reiter ausgestellt hatte, persönlich kennenlernten. Dessen Werk, dem Guillaume Apollinaire den Begriff Orphischer Kubismus gegeben hatte und das, von der Farbe beherrscht, zur „reinen Malerei“, zur Trennung vom Gegenständlichen führte, beeindruckte und prägte beide Maler. Für Macke war er eine „Offenbarung“, Marc übernahm lediglich gewisse Stilmittel von Delaunay.

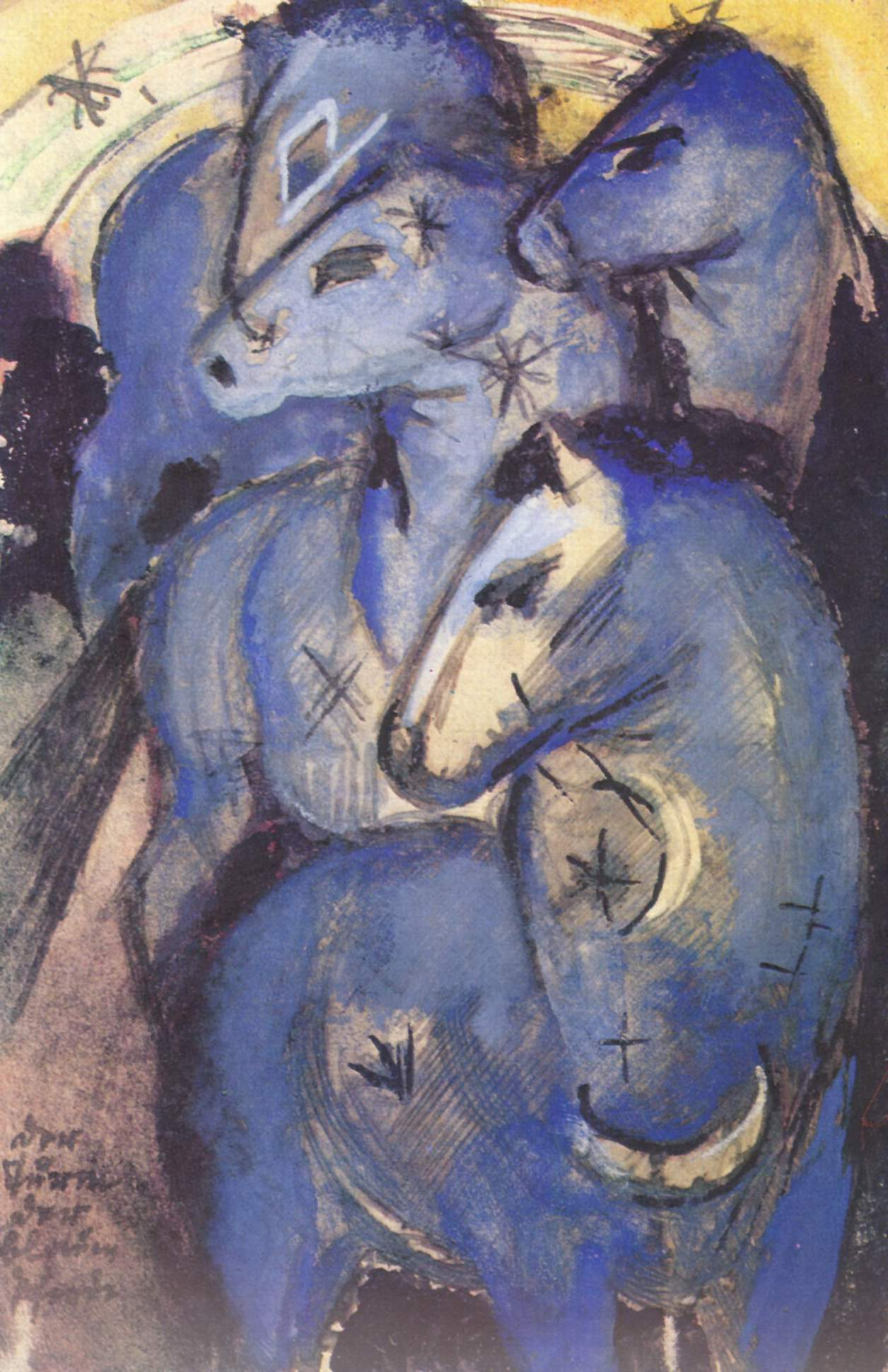
Der Turm der blauen Pferde, 1912/1913. Deckfarbe und Tusche auf Papier, Staatliche Graphische Sammlung München

Im Dezember 1912 lernte Marc im Berliner Heim seiner Schwiegereltern die Dichterin Else Lasker-Schüler kennen, die geschiedene Frau von Herwarth Walden. Es verband sie bald eine enge Freundschaft, aus der sich ein reger Briefwechsel zwischen dem Prinzen Jussuf von Theben (Else Lasker-Schüler) und Franz Marc bis zum Sommer 1914 entspann. Marc schickte ihr in den folgenden Jahren insgesamt 28 eigenhändig bemalte Postkarten. Das Aquarell Der Turm der blauen Pferde war ein Neujahrsgruß auf das Jahr 1913 und ist der einzig erhaltene farbige Entwurf für das gleichnamige, seit 1945 verschollene Ölgemälde.

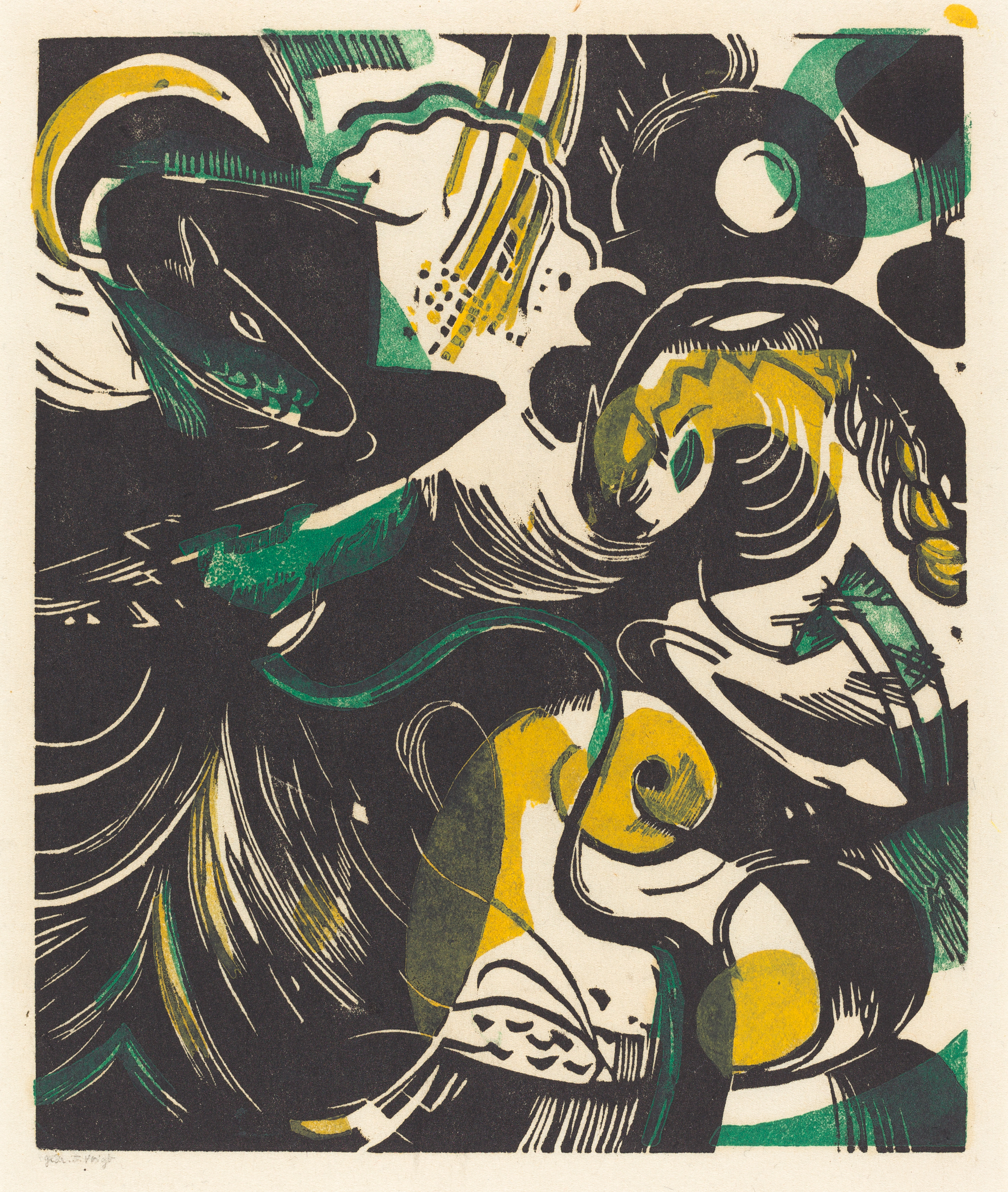
Holzschnitt Marcs zur geplanten Bibelausgabe, 1914, National Gallery of Art, Washington, D.C.

Im Frühjahr 1913 plante Marc zusammen mit Kandinsky die Herausgabe einer illustrierten Bibel, an der mit deren Zustimmung Alfred Kubin, Paul Klee, Erich Heckel und Oskar Kokoschka beteiligt werden sollten. Marc hatte sich für das Kapitel Genesis aus dem 1. Buch Mose entschieden. Es sollte im Piper Verlag als Blaue-Reiter-Ausgabe erscheinen. Die Verhandlungen über die Veröffentlichung scheiterten am Ausbruch des Ersten Weltkriegs.
Am 3. Juni 1913 fand die standesamtliche Heirat mit Maria Franck statt. Marc meldete das Ereignis am Tag danach an Kandinsky: „Ich bedaure, daß ich Ihnen und Klee nicht den Spaß gemacht habe, gestern unsere Trauzeugen zu machen, – die spielen auf dem Münchner Standesamt eine Komödie, die schon die Grenzen des Erlaubten und Vorstellbaren überschreitet.“
Im selben Jahr war Marc wesentlich beteiligt an der Ausrichtung der Ausstellung von Herwarth Waldens Erstem Deutschen Herbstsalon, die ab September 1913 in Berlin stattfand. Dort zeigten 90 Künstler aus Frankreich, Deutschland, Russland, den Niederlanden, Italien, Österreich, der Schweiz und den Vereinigten Staaten ihre Werke. Stark waren das Ehepaar Delaunay, die Mitorganisatoren Marc, Macke und Kandinsky sowie weitere Künstler des Blauen Reiters und die Futuristen vertreten. Marc hatte sieben Gemälde, darunter Der Turm der blauen Pferde, Tirol und Tierschicksale, dessen Titelgebung von Klee stammt, in die Ausstellung gegeben.

### Umzug nach Ried
Am Anfang des Jahres 1914 erhielt Marc das Angebot einer Inszenierung von William Shakespeares Der Sturm von Hugo Ball, zu dieser Zeit Dramaturg der Münchner Kammerspiele. Doch bereits am 18. April resignierte er nach kritischen Zeitungsberichten und schrieb an Hugo Ball: „Es müßte doch unbedingt ausgesprochen werden, […] daß wir die Scene selbst […] neu organisieren und nach unserem künstlerischen Vorstellungsleben gestalten wollen.“
Ende April 1914 erwarb Marc eine Villa in Ried bei Benediktbeuern – seit 1918 zu Kochel am See gehörig – im Tausch gegen sein Elternhaus in Pasing. Mit der finanziellen Unterstützung seiner Schwiegermutter kaufte er ein Stück Land hinzu, um den ebenfalls erworbenen Rehen ein Gehege zu bieten. Zum Ausbau eines Ateliers kam es nicht mehr; dennoch entstanden in Ried seine letzten großen Gemälde, teils abstrakt, teils gegenständlich.

### Kriegseinsatz und Tod
Unmittelbar nach Ausbruch des Ersten Weltkriegs wurden die beiden vormaligen Einjährig-Freiwilligen und gestellungspflichtigen Reservisten Marc und Macke von ihren Stammeinheiten einberufen; Marc rückte als Gefreiter der Landwehr ein, Macke als Vizefeldwebel der Reserve. Noch im August 1914 erfolgte Marcs Beförderung zum Unteroffizier, Ende März 1915 jene zum Vizewachtmeister. Im August 1915 erhielt er das Eiserne Kreuz II. Klasse. Am 13. Oktober 1915 wurde Marc schließlich Leutnant der Landwehr des I. Aufgebots der Feldartillerie bei der leichten Munitions-Kolonne der Reserve.
Frühere Biografien identifizierten Marc und Macke als Kriegsfreiwillige, neuere Veröffentlichungen widersprechen jedoch dieser Behauptung. Marcs Truppe wurde Ende August an die französische Front verlegt. Wie viele Künstler und Intellektuelle jener Zeit neigten beide dazu, den Ausbruch des Krieges als „positive Instanz“ zu überhöhen. Macke, inzwischen Leutnant der Reserve, fiel bereits Ende September 1914. Sein Tod traf Marc tief, änderte aber zunächst nichts an seiner Einstellung. In seinem Nachruf, der erst nach dem Krieg veröffentlicht wurde, drückte er die Trauer um den Freund aus, hielt aber an dieser Opferbereitschaft fest. In seinen „Briefen aus dem Feld“ wird deutlich, dass er ein krankes Europa sah, das durch den Krieg geläutert werden müsse. Ein Sinneswandel setzte erst später ein, wie auch bei vielen anderen Menschen, etwa Max Beckmann. Im Oktober 1915 schrieb Marc einen Brief an Lisbeth Macke, die Witwe seines Freundes. Darin bezeichnete er den Krieg als den „gemeinsten Menschenfang, dem wir uns ergeben haben“.

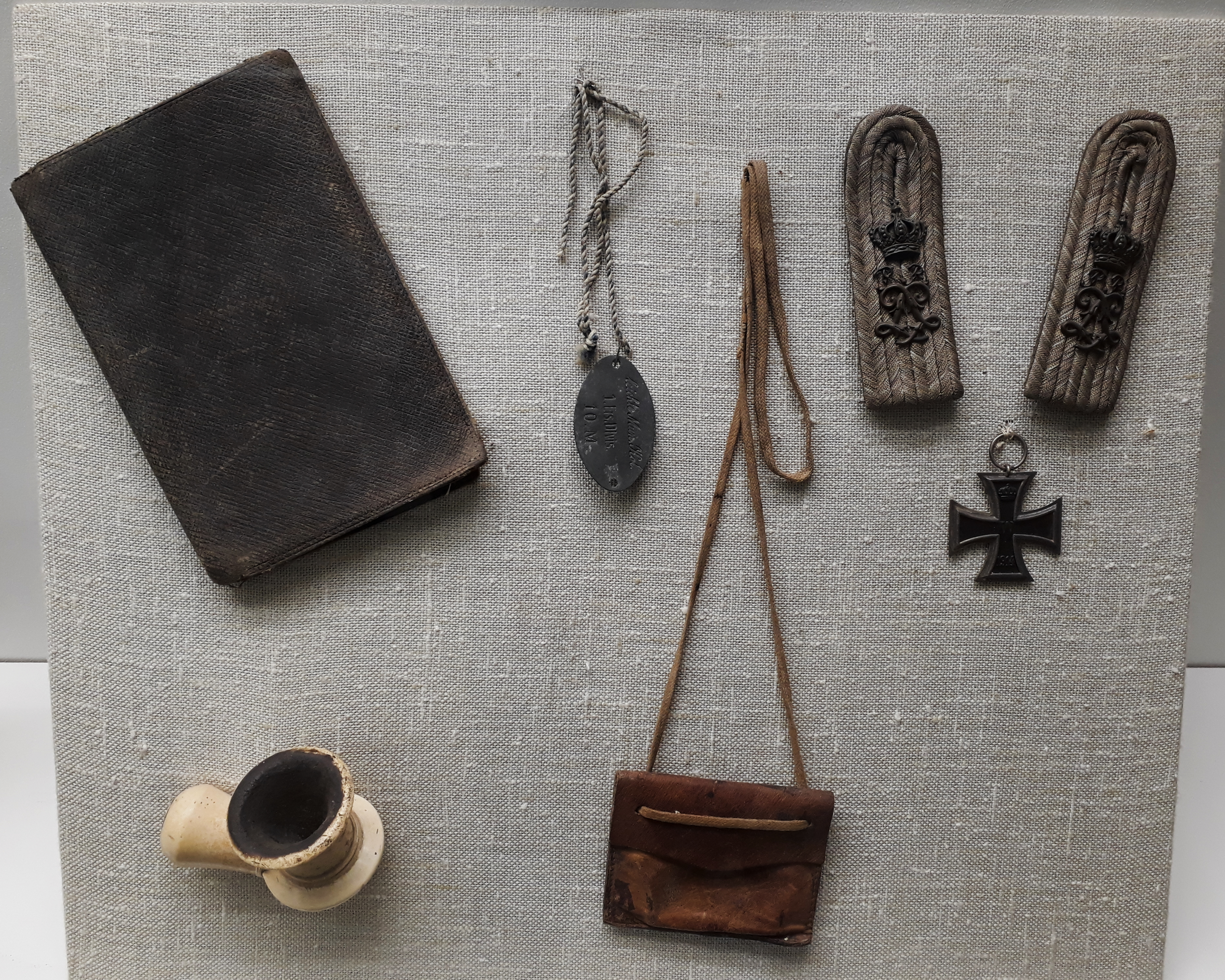
Franz Marcs militärischer Nachlass (v.o.l. im Uhrzeigersinn): Notizbuch, Erkennungsmarke, Brustbeutel, Leutnants-Schulterstücke des kgl. bay. 1. FAR, EK II, Pfeifenkopf (Bayerisches Armeemuseum, Ingolstadt)

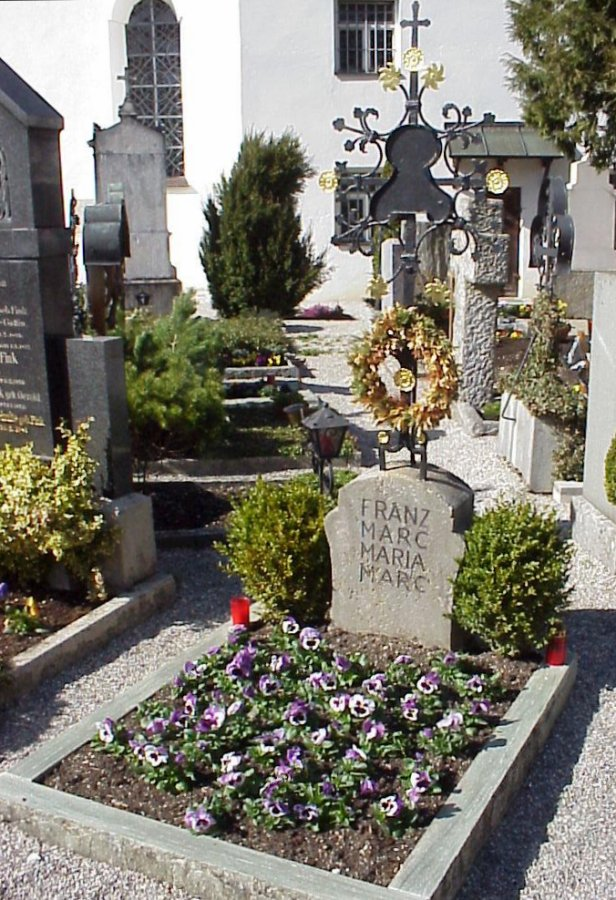
Grab von Franz und Maria Marc in Kochel

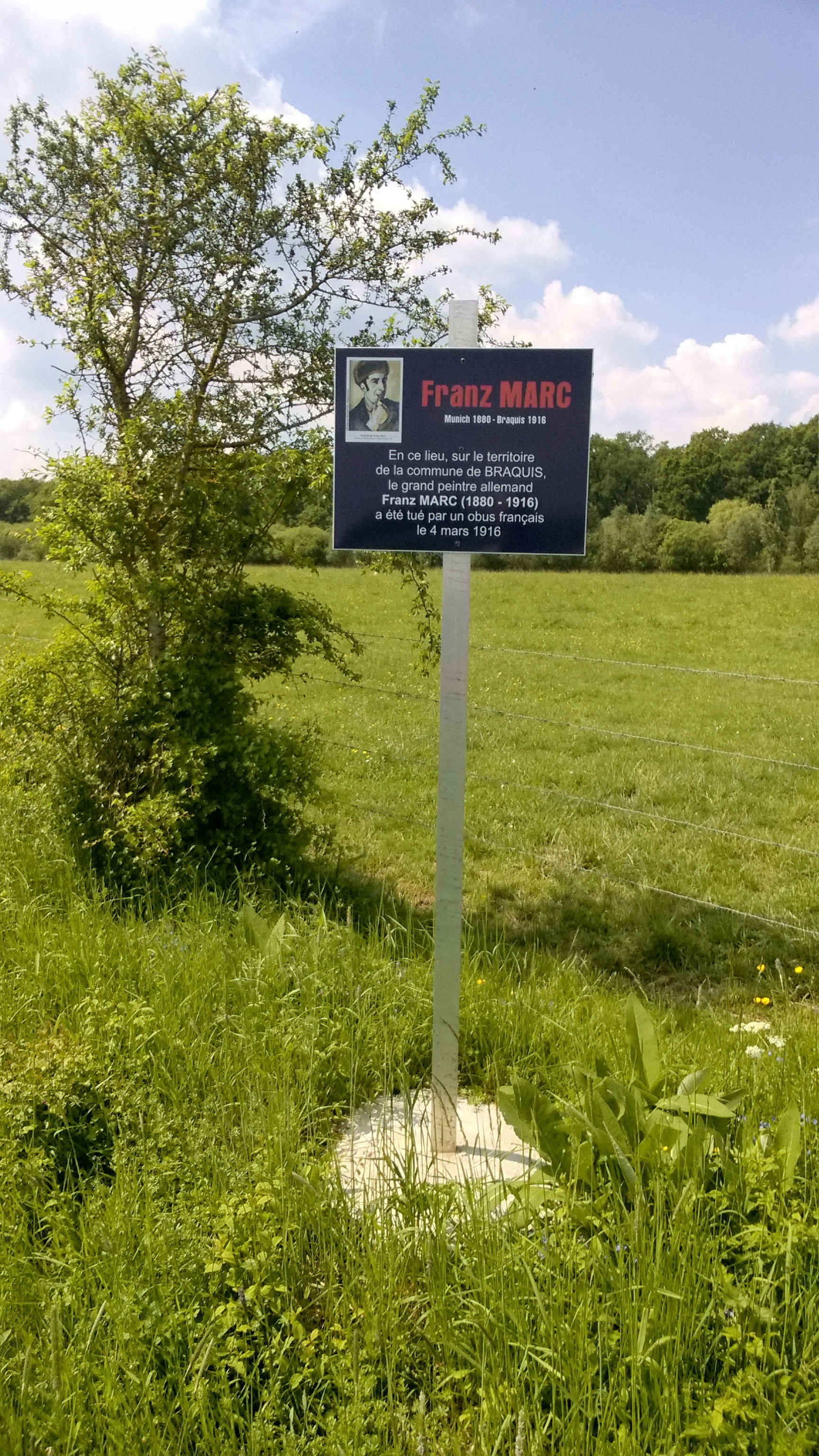
Gedenktafel am Todesort

Ein Antrag Anfang 1916 auf „Freistellung“ vom Kriegsdienst, der später abgelehnt wurde, blieb bedeutungslos: Am 4. März 1916 fiel Franz Marc, während eines Erkundungsritts nordwestlich von Braquis, , knapp 20 km östlich von Verdun. Ihn hatte ein Granatsplitter am Kopf getroffen. Am nächsten Morgen wurde Franz Marc im Park des Schlosses Gussainville bei Braquis unter einem schlichten Gedenkstein beigesetzt. Der Kunstkritiker und Journalist Max Osborn schilderte als Kriegsberichterstatter seinen zufälligen Besuch an der Ruhestätte:

„Dies Grab ist ganz frisch aufgeschüttet. Fest umzäunt. Noch steht kein Kreuz darauf, aber ein grüner Kranz liegt da, wo das Haupt des Vollendeten unter der Erde ruht. […] Ein Soldat sieht mich vor dem jungen Hügel. ‚Der ist erst dieser Tage gefallen,‘ sagte er. ‚Wer ist es denn?‘ – ‚Marc hieß er,‘ lautete die Antwort. ‚Er war Führer einer Kolonne.‘ Es durchschauert mich. ‚Marc?‘ frage ich. ‚Wissen Sie zufällig, was er sonst war?‘ ‚Jawohl, er war Kunstmaler!‘ ‚Und der Vorname Franz?‘ ‚Jawohl, Franz.‘“

1917 ließ Maria Marc seinen Leichnam nach Kochel am See überführen. An seinem Todesort an der D108 zwischen Braquis und Herméville-en-Woëvre erinnert eine Gedenktafel an ihn. Die Übersetzung der Inschrift lautet: „An dieser Stelle, auf dem Gebiet der Gemeinde Braquis, wurde der bedeutende deutsche Maler Franz Marc (1880–1916) am 4. März 1916 von einer französischen Granate getötet.“

„Nun ist ein Künstler gefallen, der nicht fallen
 kann. Sein Reich ist nicht von dieser Welt. Aber
 die Erde war ihm heimisch. Die Erde, die Lebendiges
 erzeugt und Lebendiges trägt. Ihm schien
 die Erde, ihm redeten die Tiere, die Wälder und
 die Felsen.“

## Werk
Franz Marc verwendete Techniken wie Ölfarben, Gouachen, Bleistift, Aquarell und schuf Holzschnitte. Seine bevorzugten Motive waren die Tiere als Sinnbild von Ursprünglichkeit und Reinheit, da sie die Idee der Schöpfung verkörpern und im Einklang mit der Natur leben. Er drückte mit diesen Bildern seine Utopie einer paradiesischen Welt aus. Der Farbeinsatz in seinen Werken ist nicht nur expressiv, sondern auch symbolisch, da Marc eigene Farbgesetze aufstellte.
Insgesamt sind 244 Ölgemälde im Werkverzeichnis I, erschienen bei Beck, aufgeführt. Das fortschreibende Werkverzeichnis II führt 261 Zeichnungen und Aquarelle auf, 94 Postkarten, 8 Glasbilder, 17 kunstgewerbliche Entwürfe auf Papier und 11 kunsthandwerkliche Arbeiten, 9 Stickereien und 15 plastische Arbeiten. Einige Arbeiten konnten von den Kunstexperten nicht Franz Marc zugeschrieben werden.

### Die künstlerischen Anfänge

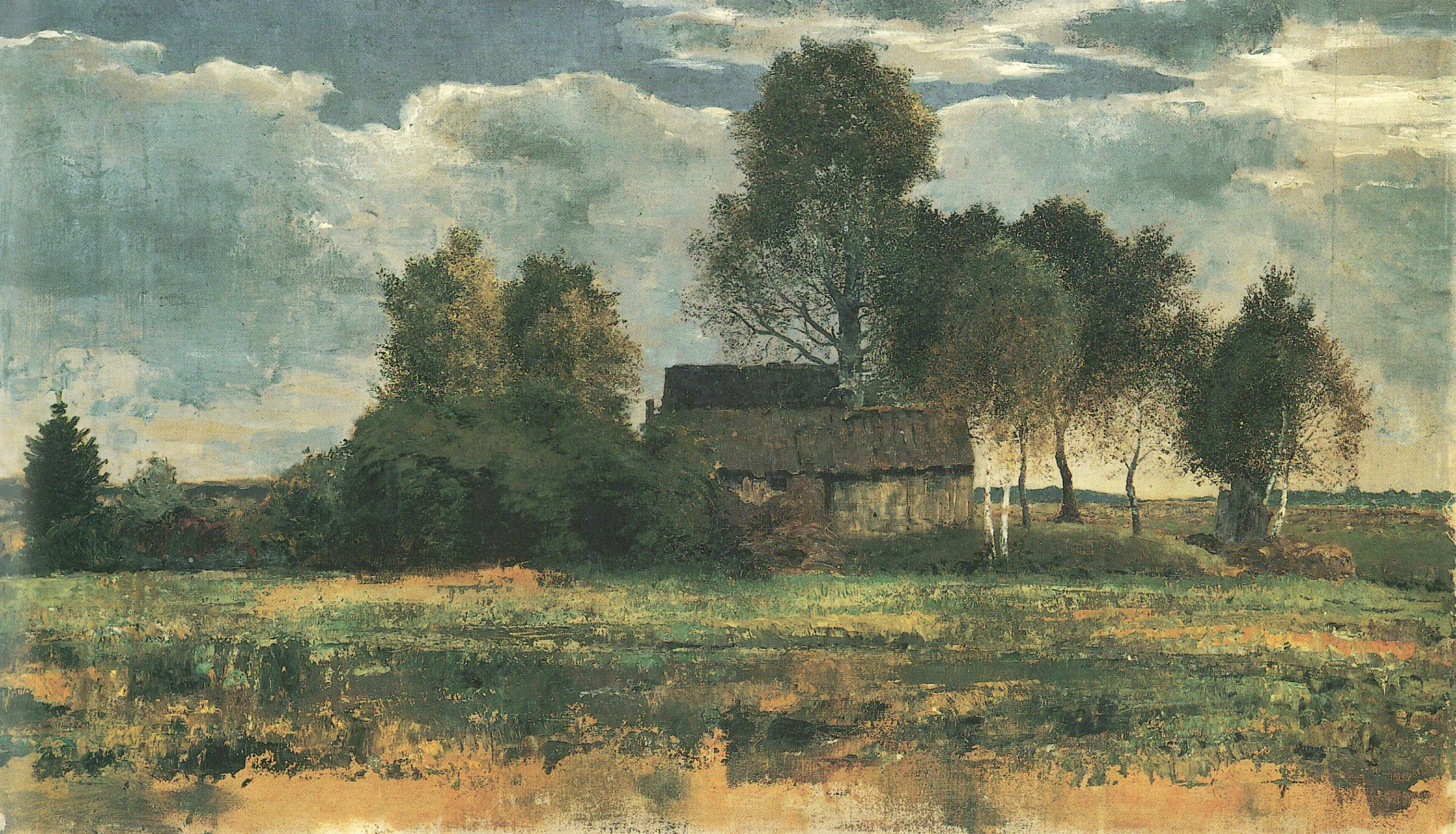
Moorhütten im Dachauer Moos, 1902, Franz Marc Museum, Kochel am See

In der Malklasse des aus der Münchner Schule stammenden Künstlers Wilhelm von Diez, der eine virtuose, dunkeltonige Historienmalerei entwickelt hatte, arbeitete Marc 1901 intensiv, wenngleich zurückgezogen. Während aus den Anfängen von Marcs Werk Papierarbeiten ab 1897 bekannt sind, datieren Ölgemälde erst ab 1902. Die Landschaften, die im Sommer 1902 auf der Staffelalm oberhalb von Kochel am See und im Dachauer Moos entstanden, sind vom Naturalismus geprägt. Ein Beispiel seiner traditionellen Malerei ist das Gemälde  Moorhütten im Dachauer Moos aus dem Jahr 1902, das – akribisch gemalt – von dunklen Braun- und Grüntönen beherrscht wird.

### Im Vorfeld des Expressionismus
Zwischen 1904 und 1907 suchte Marc nach seinem eigenen Stil. In einem Illustrationszyklus zu einem Band mit Texten von Dichtern wie Richard Dehmel, Carmen Sylva und Hans Bethge setzte er sich mit dem Jugendstil auseinander. Das Buch erschien in einer Auflage von 110 Exemplaren unter dem Titel Stella Peregrina postum 1917 beim Verlag Franz Hanfstaengl in München. Annette Simon-von Eckardt hatte 18 Faksimile-Illustrationen Marcs aus dieser Zeit handkoloriert, die Einleitung stammte von Hermann Bahr.

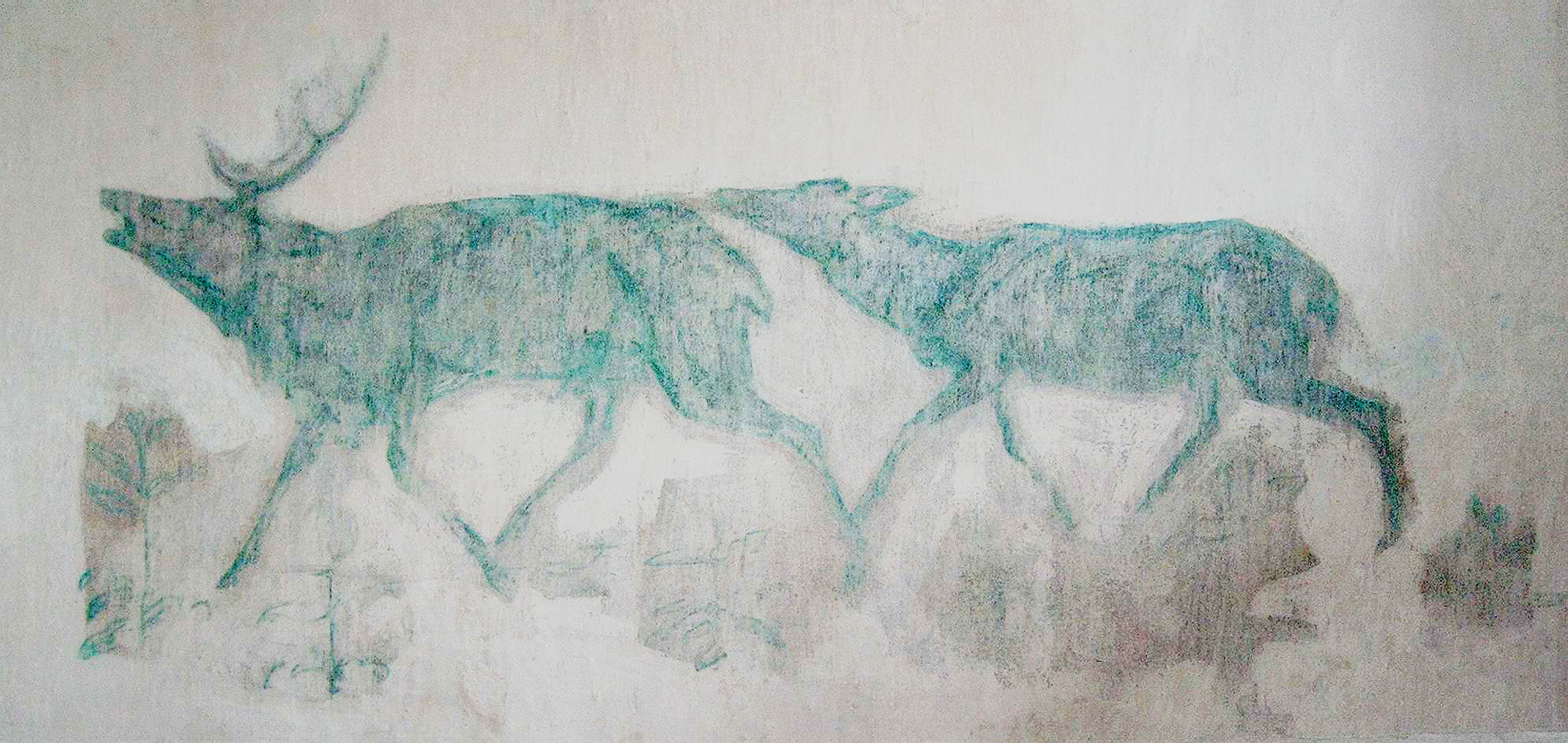
Fresko von Franz Marc auf der Staffelalm, 1904–1908

1905 schloss Marc mit dem jungen Schweizer Tiermaler Jean-Bloé Niestlé Freundschaft. Dieser regte ihn dazu an, die Vorliebe für Tiere derart umzusetzen, dass sie nicht als zoologische Darstellungen abzubilden seien; vielmehr solle sich der Künstler in das Tier hineinversetzen und sein Wesen in der Malerei einfangen. Die Begegnung mit Niestlé gab Marc den Anstoß dazu, die Tiermalerei als ein Mittel künstlerischen Ausdrucks fortzuentwickeln. Im selben Jahr entstand als erstes Beispiel Der tote Spatz.
Zurückgezogen verbrachte er den Sommer 1905 wieder auf der Staffelalm, wo er Bilder in einem wenig farbigen Stil in herkömmlicher Weise mit Licht und Schatten malte. In diesem Jahr kam er über Marie Schnür in Kontakt mit den Künstlern der Scholle, deren Maler in der Nachfolge des Impressionismus eine Variante der Jugendstilmalerei praktizierten. Im Herbst traf er sich in Dachau mit Adolf Hölzel, dem Mitbegründer der Künstlerkolonie Dachau, die damals die Freilichtmalerei pflegte, von der Marc bis Dezember 1910 nicht loskommen sollte.
Franz Marc und Maria Franck verbrachten den Sommer 1908 mit intensiver Malerei in Lenggries. Der Eindruck, den die Kunst van Goghs auf ihn machte, wurde im Dezember 1909 verstärkt durch eine Ausstellung im Kunsthaus Brakl in München, wo er beim Hängen der sieben gezeigten Gemälde aushalf. Er setzte sich mit van Goghs Formensprache auseinander, und das Ergebnis wird mit dem zwischen Dezember 1909 und Anfang Januar 1910 entstandenen Gemälde Katzen auf rotem Tuch dokumentiert. Während eines Besuchs in Berlin im Mai 1910 sah er Werke der fauvistischen Maler Henri Matisse und Kees van Dongen und setzte sich anschließend in dem Gemälde Akt mit Katze mit dem fauvistischen Stil auseinander. Für das Gemälde diente seine Geliebte Maria Franck als Modell.

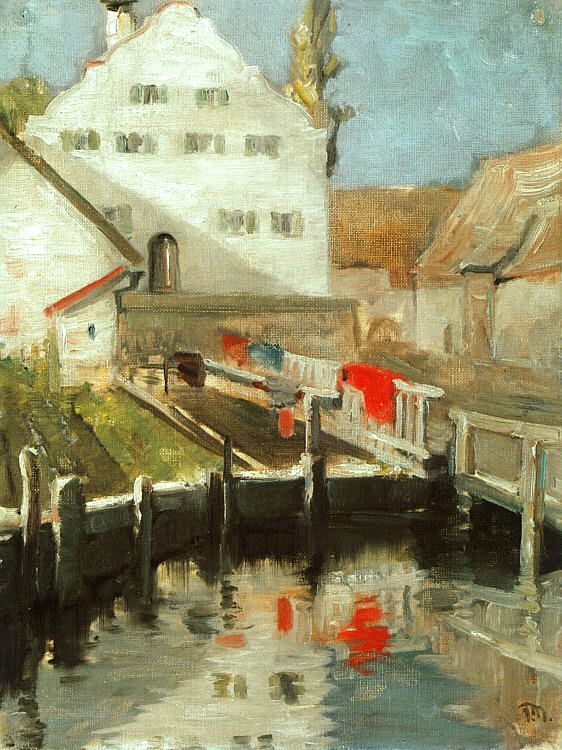
Indersdorf, 1904, Städtische Galerie im Lenbachhaus, München
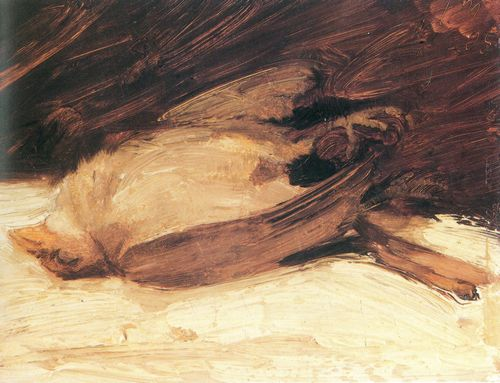
Der tote Spatz, 1905, Privatbesitz
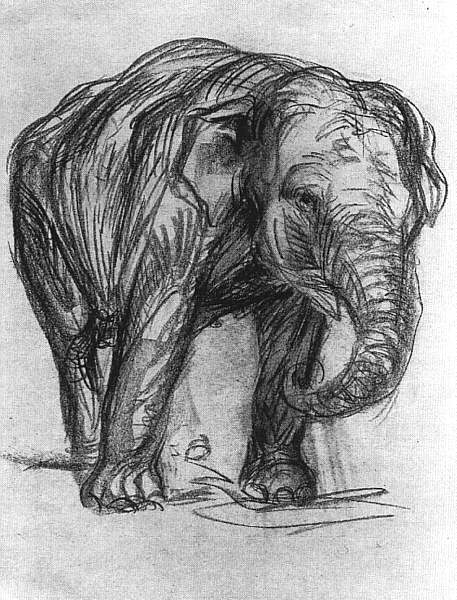
Elefant, 1907, Hamburger Kunsthalle
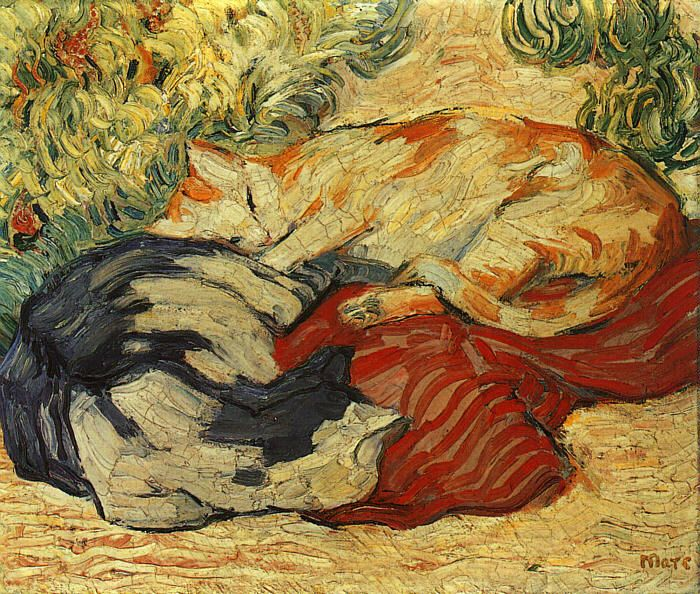
Katzen auf rotem Tuch, 1909/10, Privatbesitz
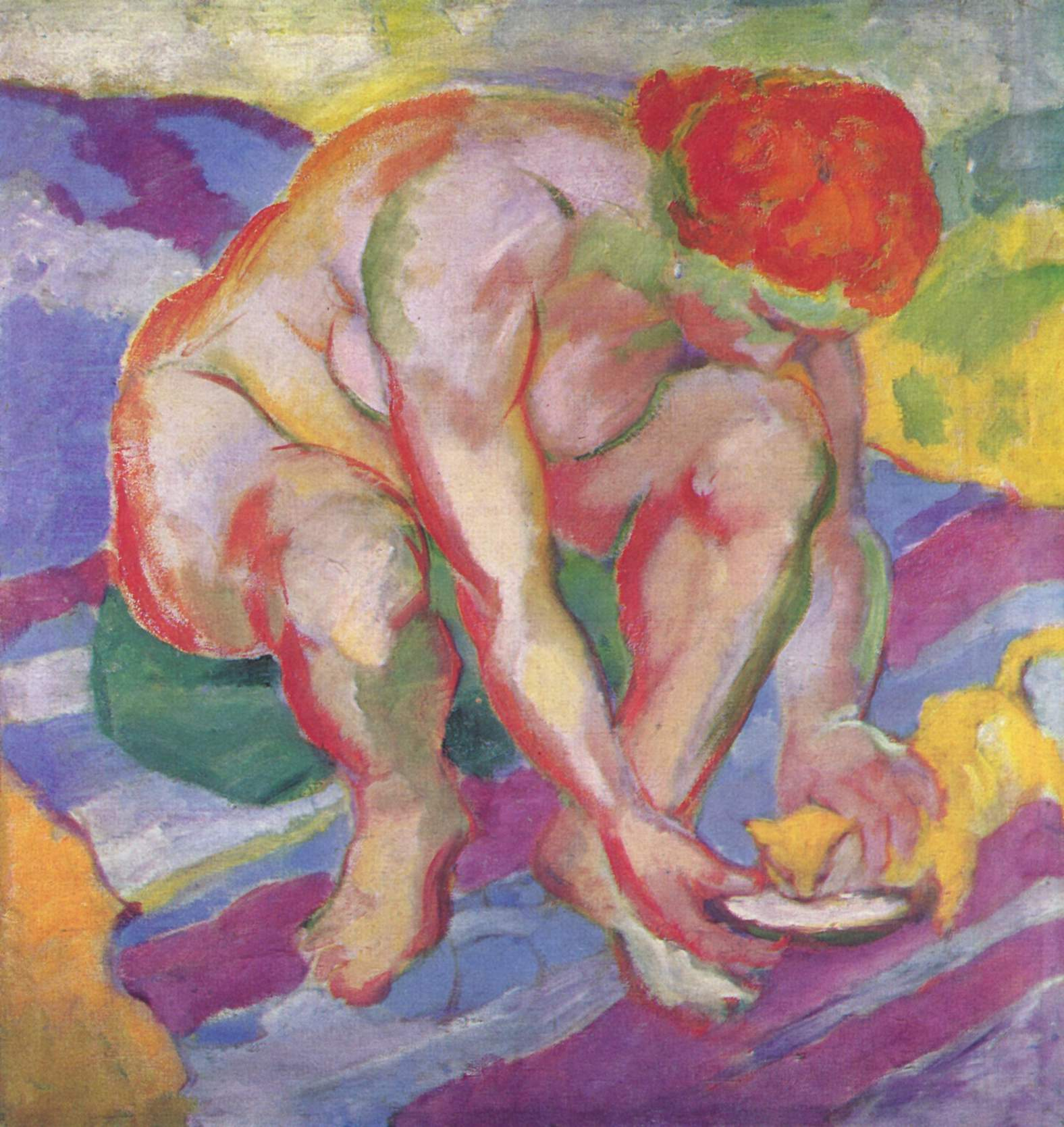
Akt mit Katze, 1910, Städtische Galerie im Lenbachhaus, München

### Animalisierung der Kunst

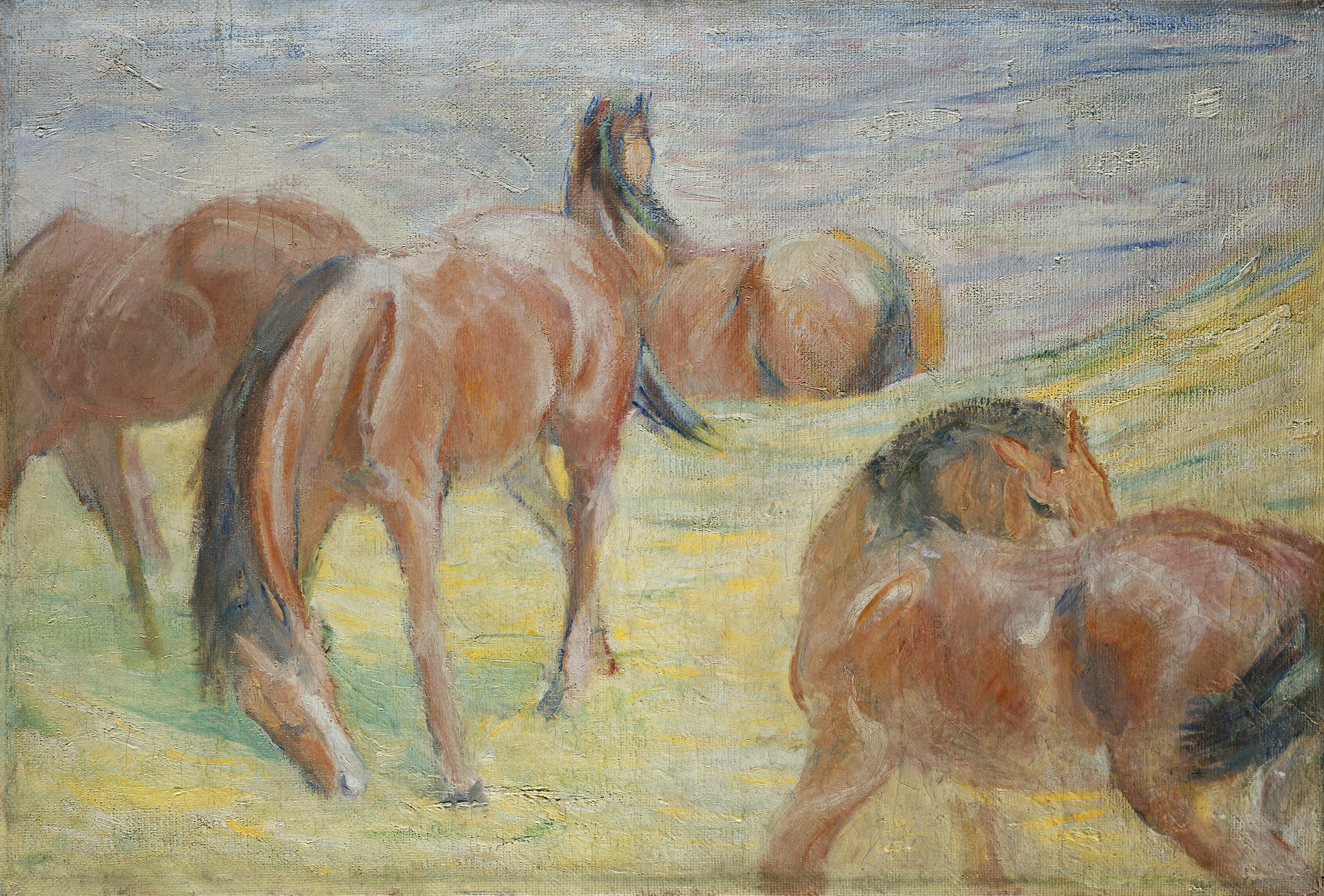
Weidende Pferde I, 1910, Städtische Galerie im Lenbachhaus, München

Ab 1910, nach seinem Umzug nach Sindelsdorf, konzentrierte sich Marc, für den das Tier zunehmend eine Metapher für kreatürliche Reinheit und Unschuld wurde, in der ländlichen Abgeschiedenheit auf das Tierbild. Nach naturalistischen Anfängen und Erfahrungen mit dem Impressionismus kam er in seinen Bildern und Plastiken um 1909 seinem Ziel der „Animalisierung der Kunst“ um einige Schritte näher. In einem Aufsatz für das 1910 bei Reinhard Piper herausgegebene Buch Das Tier in der Kunst schildert Marc:
„Ich suche mein Empfinden für den organischen Rhythmus aller Dinge zu steigern, suche mich pantheistisch einzufühlen in das Zittern und Rinnen des Blutes in der Natur, in den Bäumen, in den Tieren, in der Luft.“

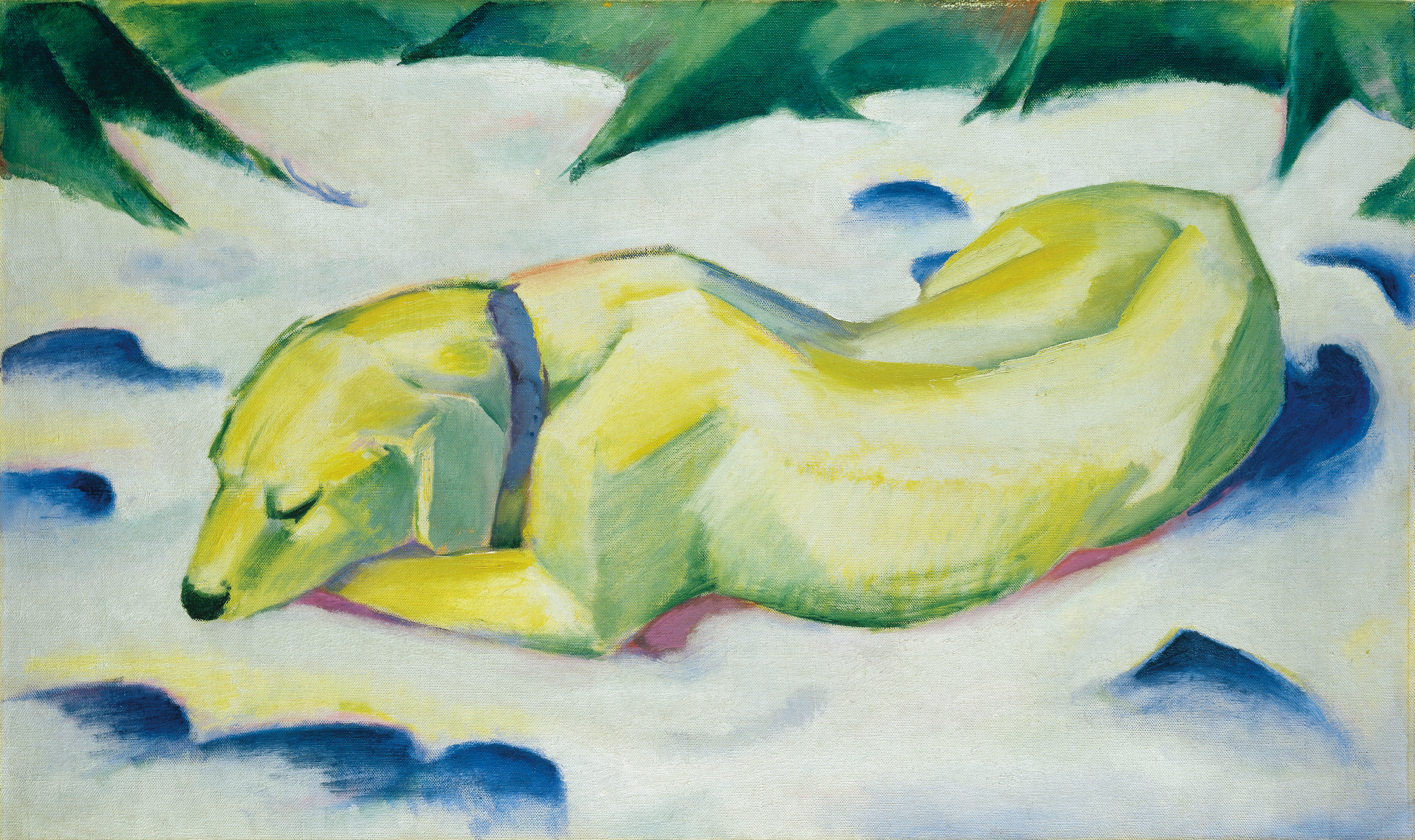
Liegender Hund im Schnee, ca. 1911, Städel Museum in Frankfurt am Main

In dieser Phase suchte Marc, die „Animalisierung“, die Verlebendigung seiner Bilder, durch Schwingungen und Parallelisierungen der Linien zu erreichen, wodurch das Innere, das organische Leben der Tiere in ihrem harmonischen Zusammenhang mit der Umgebung sichtbar wurde. Motive hierfür sind für mehrere Jahre die rhythmisch angeordneten Pferdegruppen auf der Weide, wie es seine in noch naturalistischer Farbigkeit gehaltenen Weidenden Pferde I zeigen. Schon Jakob Johann von Uexküll hatte 1909 in seiner Publikation Umwelt und Innenwelt der Tiere, das der belesene Franz Marc womöglich damals bereits zur Kenntnis genommen hatte, ausführlich das „Innenleben“ der Tiere behandelt. Bei Marc führte dies zu der Frage, wie ein Pferd, ein Adler, ein Reh oder ein Hund die Welt sieht, was zu einer selbstkritischen Einordnung seiner eigenen Konventionen führte – „die Tiere in eine Landschaft zu setzen, die unsren Augen zugehört, statt uns in die Seele des Tieres zu versenken, um dessen Bildkreis zu erraten“.
Das Gemälde Liegender Hund im Schnee, eine Darstellung von Marcs sibirischem Schäferhund Russi, strahlt beispielsweise völlige Harmonie im Miteinander von Tier und Natur aus; es spiegelt das Einssein zwischen der ihn umgebenden Natur, dem Ruhen des Schnees und dem Ruhen des Hundes auf ihm wider – „eine gemeinsame Stille von belebter und unbelebter Natur.“

### Farbgebung in Marcs Werk

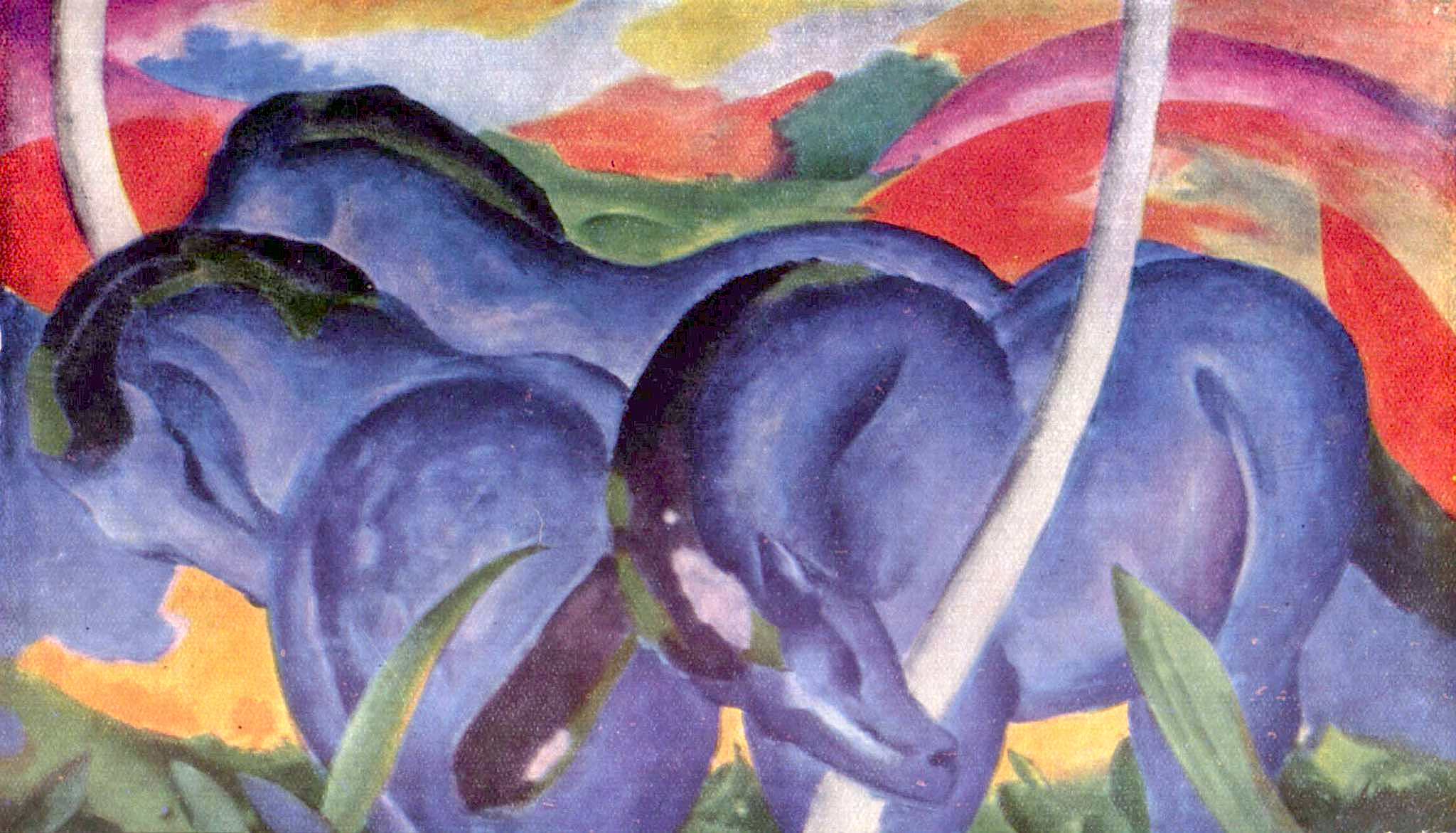
Die großen blauen Pferde, 1911, Walker Art Center, Minneapolis

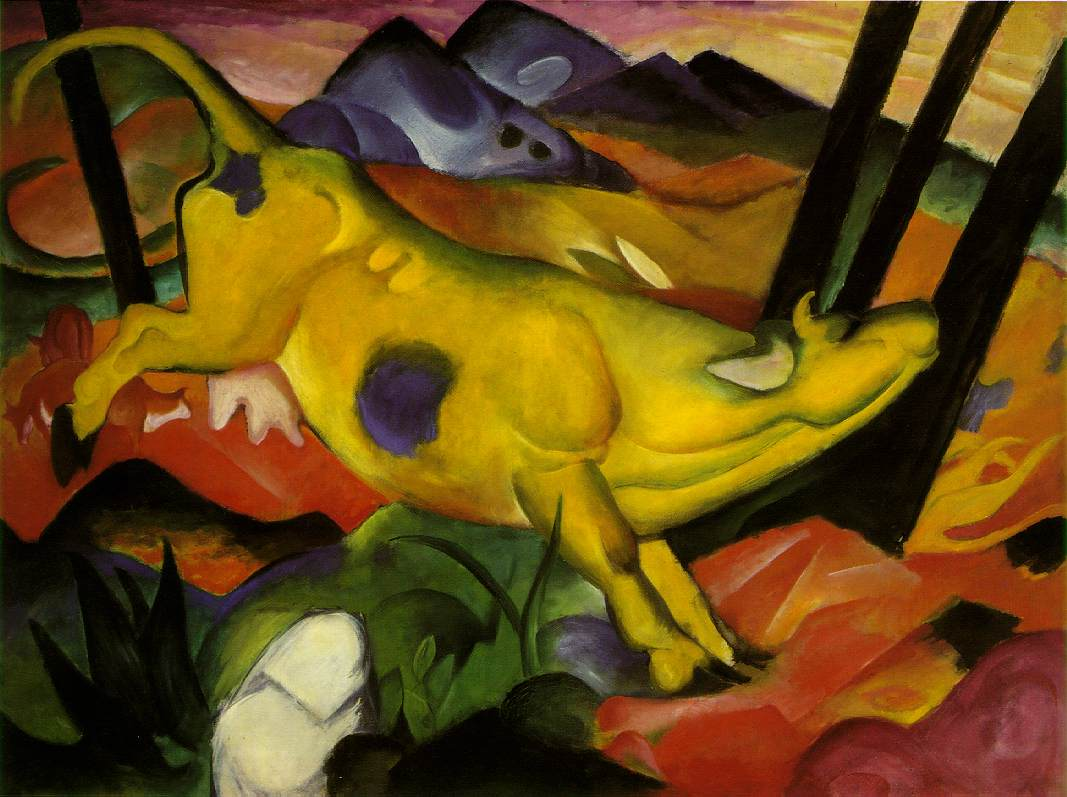
Die gelbe Kuh, 1911, Solomon R. Guggenheim Museum, New York

1910 rang Marc noch darum, „aus der Beliebigkeit der Farbe herauszukommen“, und gestand am 6. Dezember des Jahres: „[…] aber dazu muß man über die Farbe noch viel mehr wissen und nicht so planlos Beleuchtung fummeln“. Zwei Tage später entsann er sich eines Gesprächs, in dem Marianne von Werefkin Helmuth Macke darüber aufklärte, dass „fast alle Deutschen den Fehler begehen, das Licht für Farbe zu nehmen, während die Farbe etwas ganz anderes ist und mit Licht, d. h. Beleuchtung, überhaupt nichts zu tun hat.“ Durch diese Bemerkung angeregt, begann Marc sich mit der Farbenlehre Johann Wolfgang von Goethes und Wilhelm von Bezolds ebenso auseinanderzusetzen wie mit der Farbensymbolik Philipp Otto Runges, wobei Adolf Erbslöh ihm mit einer „Kleinausgabe des Chevreul“ aushalf.
In regem Briefverkehr mit August Macke schilderte er ausführlich seine Erkenntnisse und die Absicht, sich daraus seine eigene Farblehre zu schaffen. Er formulierte sie in einem Brief an Macke vom 12. Dezember 1910:

„Blau ist das männliche Prinzip, herb und geistig. Gelb das weibliche Prinzip, sanft, heiter und sinnlich. Rot die Materie, brutal und schwer und stets die Farbe, die von den anderen beiden bekämpft und überwunden werden muß! Mischst Du z. B. das ernste, geistige Blau mit Rot, dann steigerst Du das Blau bis zur unerträglichen Trauer, und das versöhnende Gelb, die Komplementärfarbe zu Violett, wird unerläßlich. […] Mischst Du Rot und Gelb zu Orange, so gibst Du dem passiven und weiblichen Gelb eine megärenhafte, sinnliche Gewalt, daß das kühle, geistige Blau wiederum unerläßlich wird, der Mann, und zwar stellt sich das Blau sofort und automatisch neben Orange, die Farben lieben sich. Blau und Orange, ein durchaus festlicher Klang. Mischst Du nun aber Blau und Gelb zu Grün, so weckst Du Rot, die Materie, die Erde, zum Leben.“

### Beginn der Abstraktion

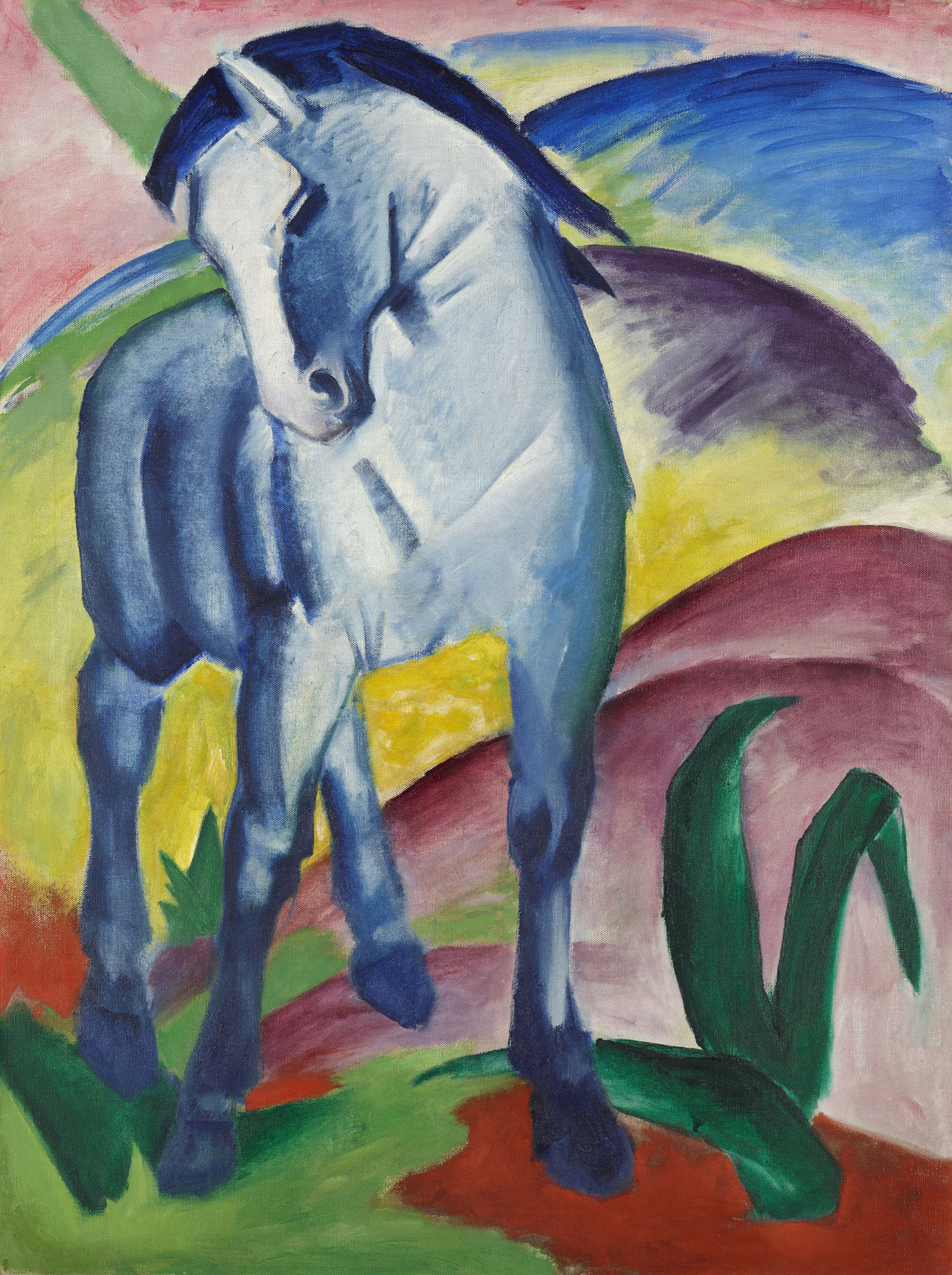
Blaues Pferd I, 1911, Öl auf Leinwand, Städtische Galerie im Lenbachhaus, München

1911 entstanden die Gemälde Blaues Pferd I (Städtische Galerie im Lenbachhaus, München) und Blaues Pferd II (Kunstmuseum Bern). In ihnen macht Marc das Blau von einer „Erscheinensfarbe“ zu einer „Wesensfarbe“. Er fand mit dem Tierbild ein Sinnbild für eine „Spiritualisierung der Welt“. Das Blaue Pferd drückt wie die Blaue Blume der Romantik die Suche nach Erlösung von irdischer Schwere und materieller Gebundenheit aus. Im Gegensatz zum Blau verwirklichte Marc seine Vorstellung von Gelb als „das weibliche Prinzip, sanft, heiter, sinnlich“ in dem Gemälde der Gelben Kuh, ebenfalls aus dem Jahr 1911, das Lebensfreude ausdrückt. Der Tiger aus dem Jahr 1912 weist eine kubistische Formensprache auf, die Marc auf der zweiten Ausstellung der N.K.V.M. in den Bildern von Pablo Picasso und Georges Braque kennengelernt hatte. Er wandelte sie expressiv um.

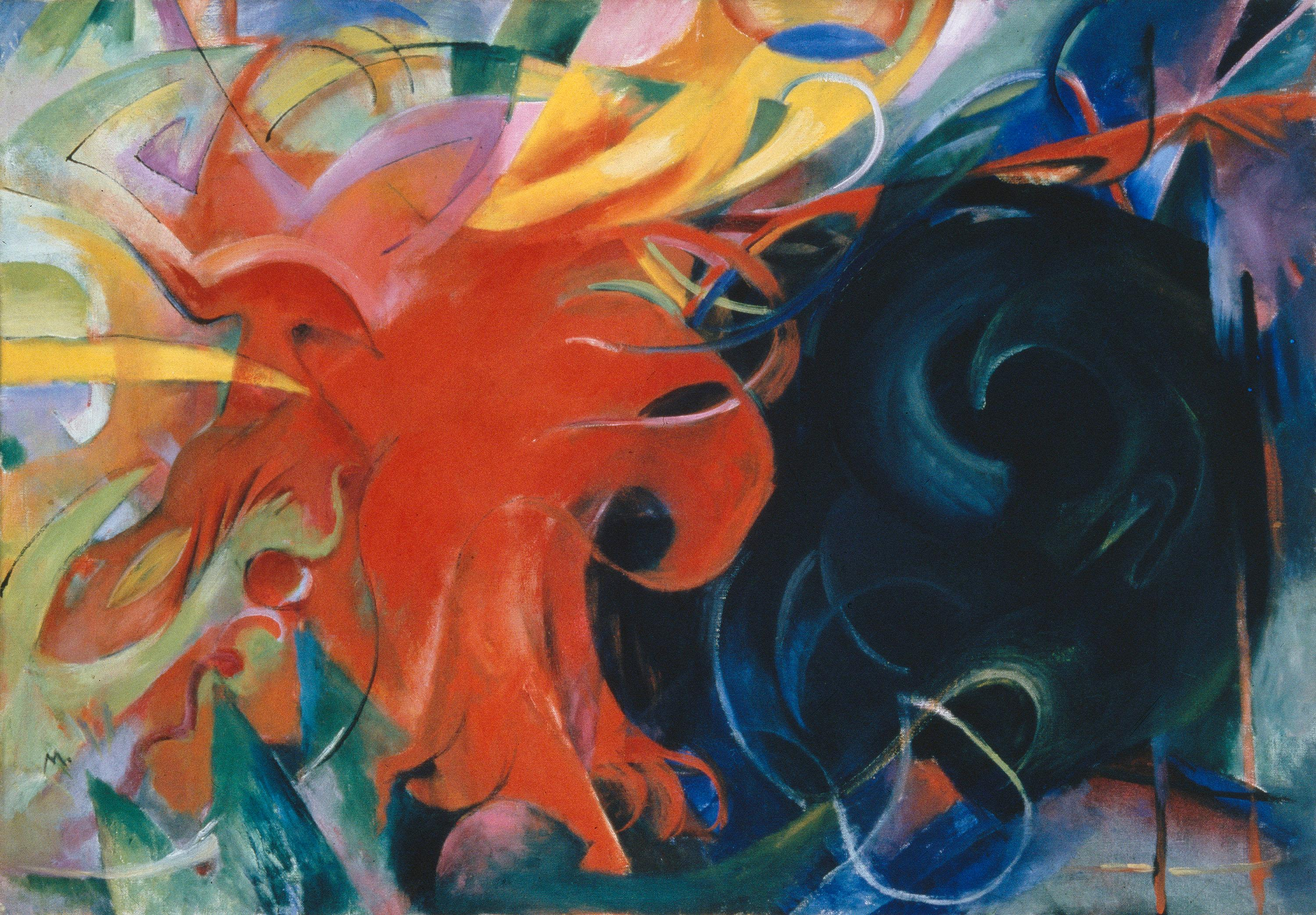
Kämpfende Formen, 1914, Pinakothek der Moderne, München

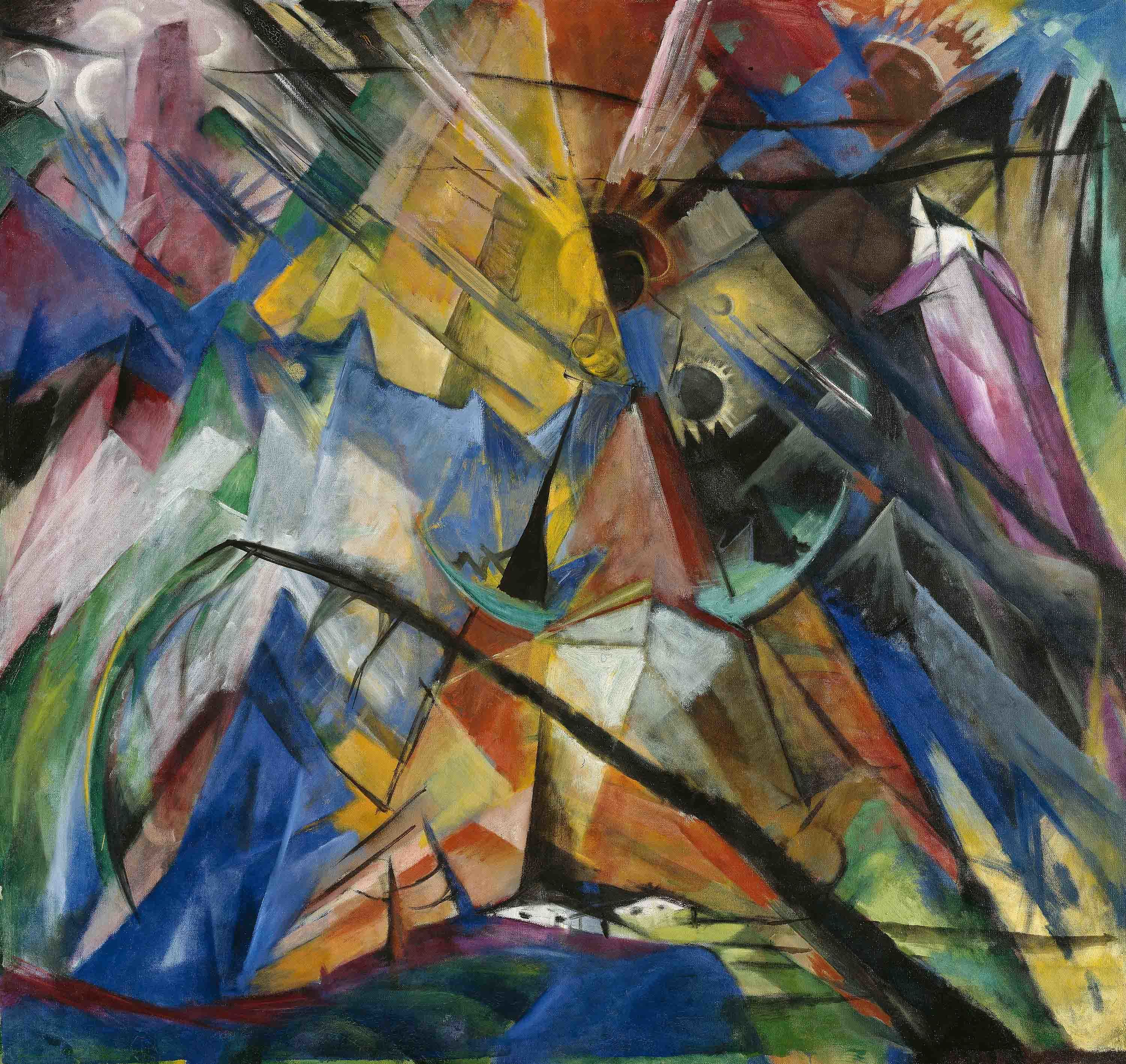
Tirol, 1914, Staatsgalerie Moderne Kunst, München

Die bis 1914 entstandenen Bilder nähern sich einer „prismatischen“ und „kristallinen“ Abstraktion an, die aus einer Verschmelzung der Formen des italienischen Futurismus und des Orphismus von Robert Delaunay entstehen. Beispiele hierfür sind die ungegenständlichen Kleinen Kompositionen, die in vier Motiven zwischen Ende 1913 und Anfang 1914 entstanden.
Die Pferdekörper auf dem seit 1945 verschollenen Werk Der Turm der blauen Pferde aus dem Jahr 1913 wirken bereits abstrahiert, setzen sich aus geometrischen Formen zusammen, und der landschaftliche Hintergrund besteht nur noch aus abstrakten Formationen. Stärker noch zeigt sich sein abstrakter Malstil in dem Gemälde Tierschicksale aus demselben Jahr, auf dem zwischen spitzen, bedrohlich wirkenden Formen undeutlich Pferde, Schweine und Wölfe hinzustoßen und im Mittelpunkt ein blauweißes Reh erkennbar ist, das seinen Kopf extrem nach oben reckt. Auf der Rückseite des Bildes vermerkte Marc: „Und alles Sein ist flammend Leid“; diesen Text interpretierte er in einem Brief 1915 an seine Frau als Vorahnung des Krieges.
Aus dem Jahr 1914 stammen vier in Ried entstandene ungegenständliche Werke, die Gemälde Heitere Formen, Spielende Formen, Kämpfende Formen und Zerbrochene Formen. In den Titeln zeigt sich die Zwiespältigkeit seiner Gefühle. Eine Interpretation der Kämpfenden Formen vergleicht die rote Farbfläche links mit einem Adler, der sich auf ein nicht näher definiertes dunkles Wesen stürzt. Gegenständlicher als die Formen ist Tirol, auf dem eine Madonna erkennbar ist. Das letzte Gemälde ist Rehe im Walde II, das in stark abstrahierter Form drei Rehe auf einer Waldlichtung zeigt. Das Tier hatte für ihn an Bedeutung verloren; in einem Brief aus dem Feld an seine Frau vom 12. April 1915 schrieb Marc:

„Ich empfand schon sehr früh den Menschen als ‚häßlich‘; das Tier schien mir schöner, reiner; aber auch an ihm entdeckte ich soviel gefühlswidriges u. häßliches, sodaß meine Darstellungen […] instinktiv immer schematischer, abstrakter wurden.“

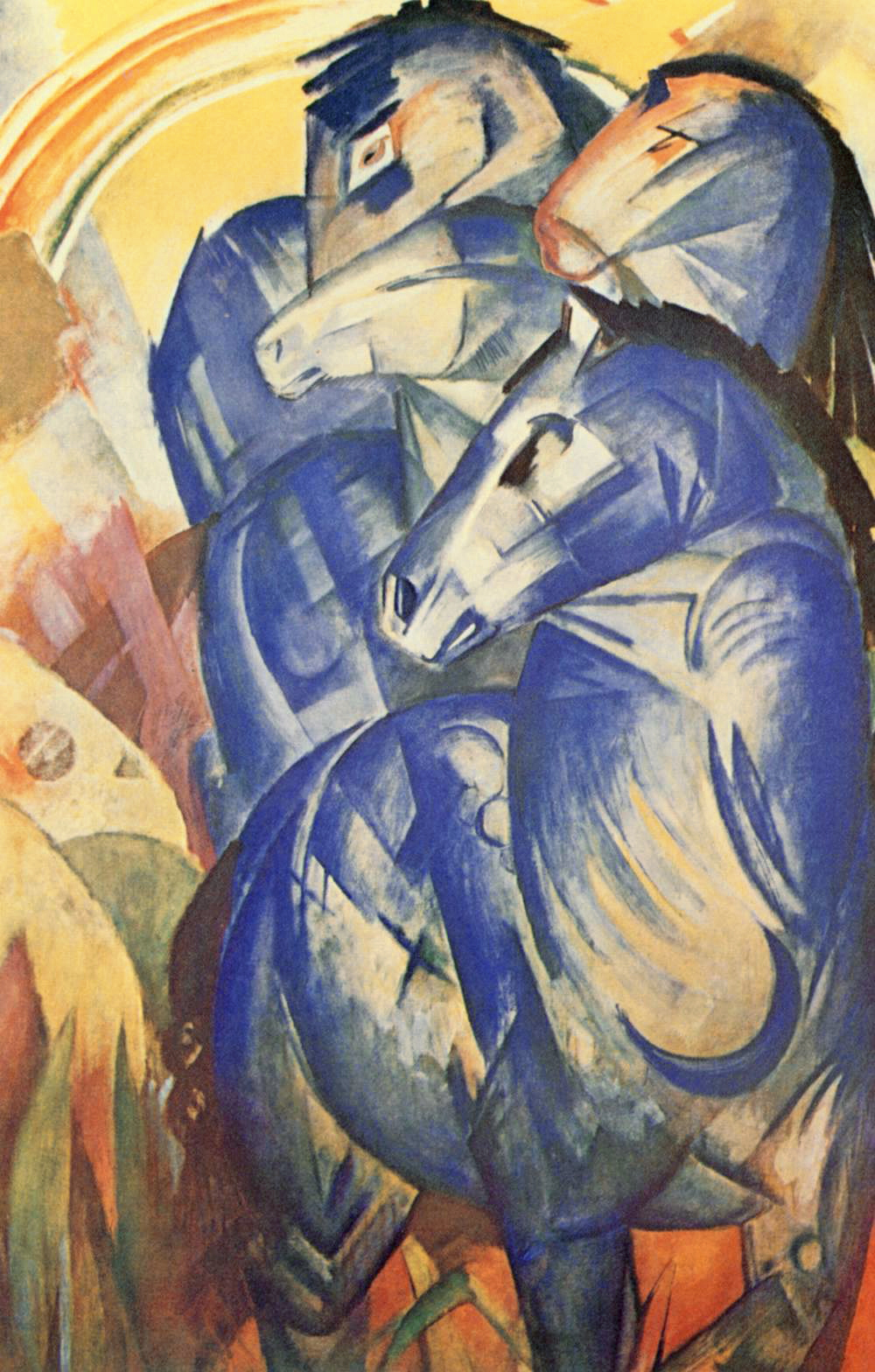
Der Turm der blauen Pferde, 1913, verschollen
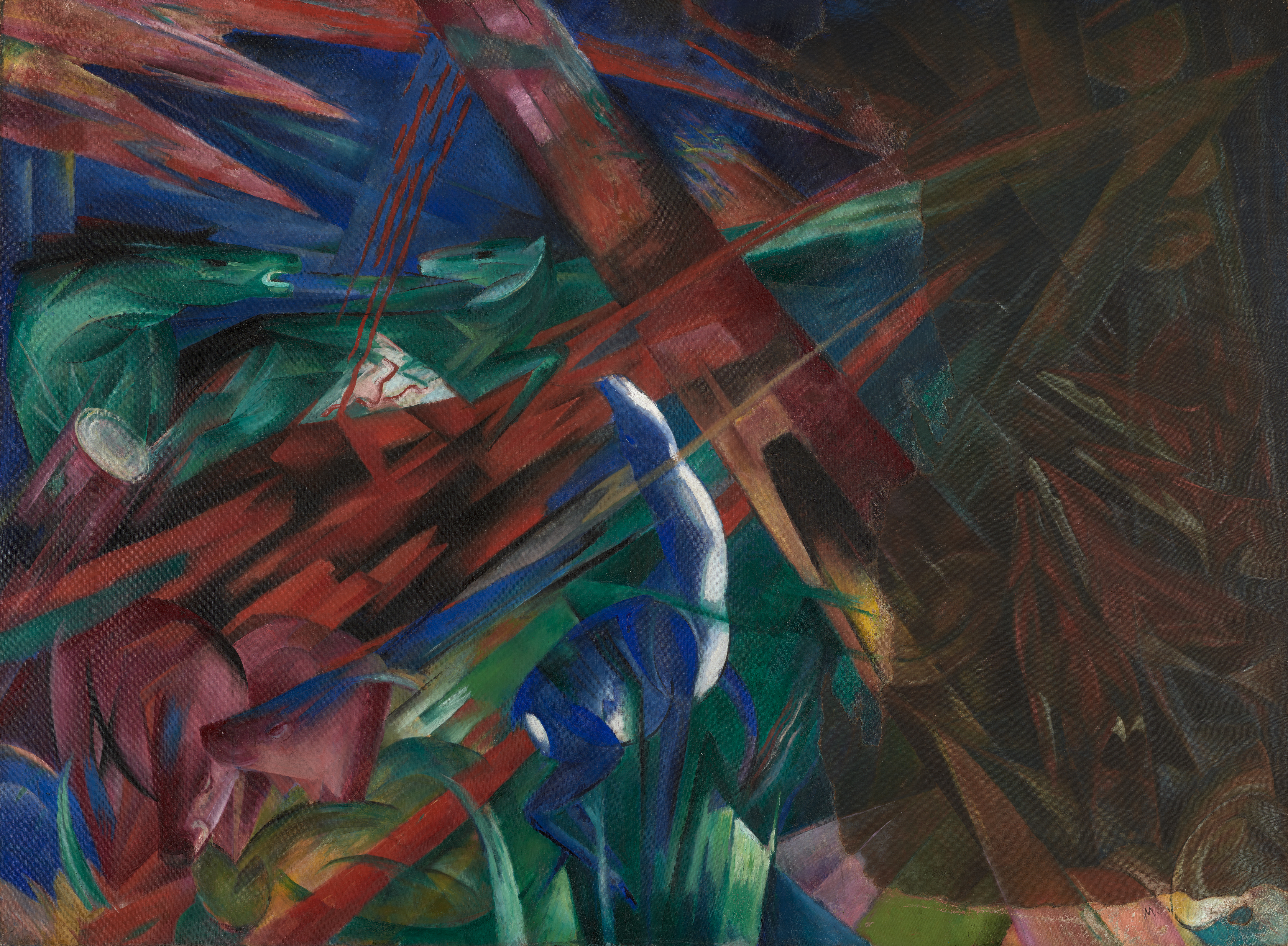
Tierschicksale, 1913, Kunstmuseum Basel
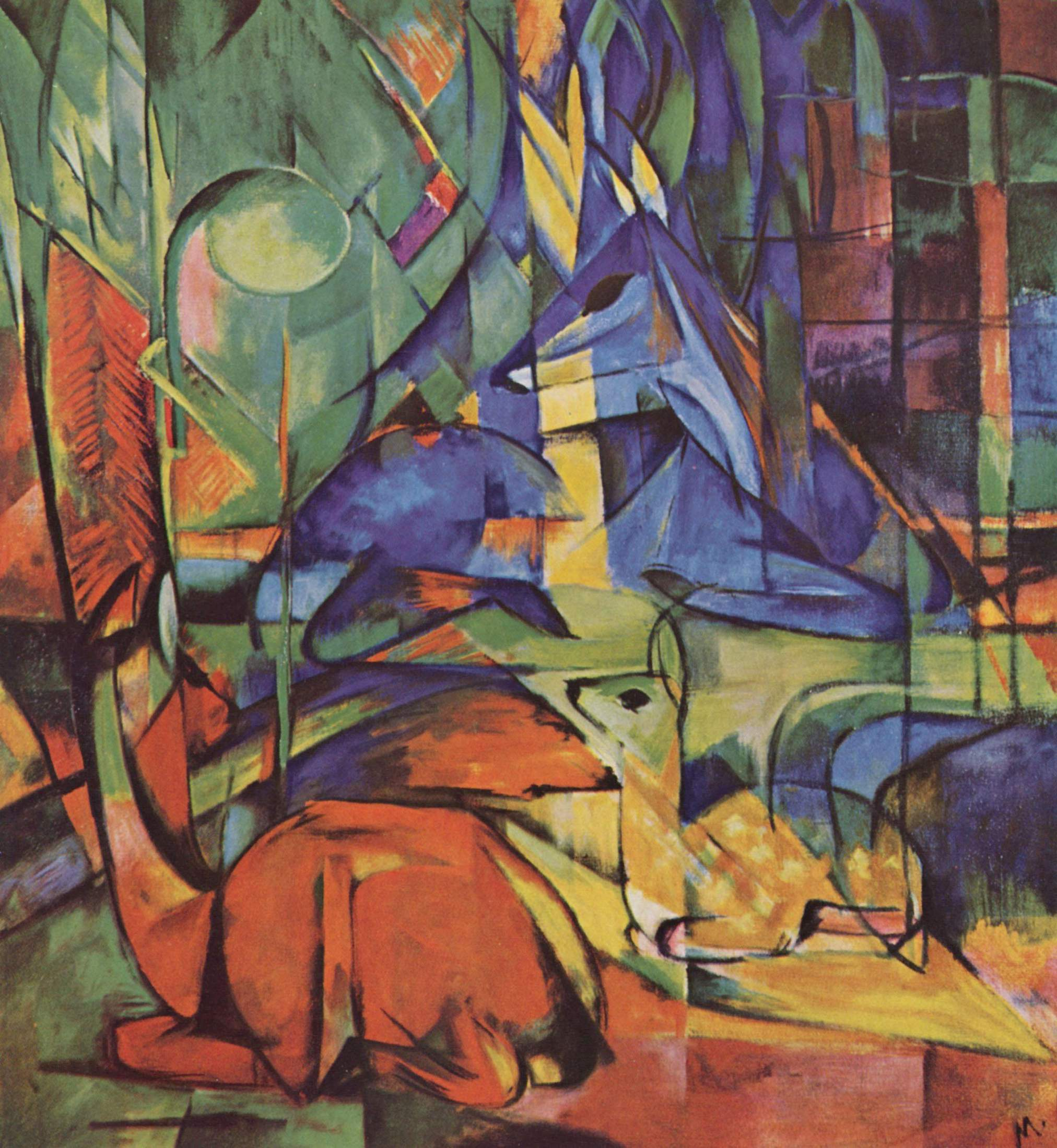
Rehe im Walde II, 1914, Kunsthalle Karlsruhe
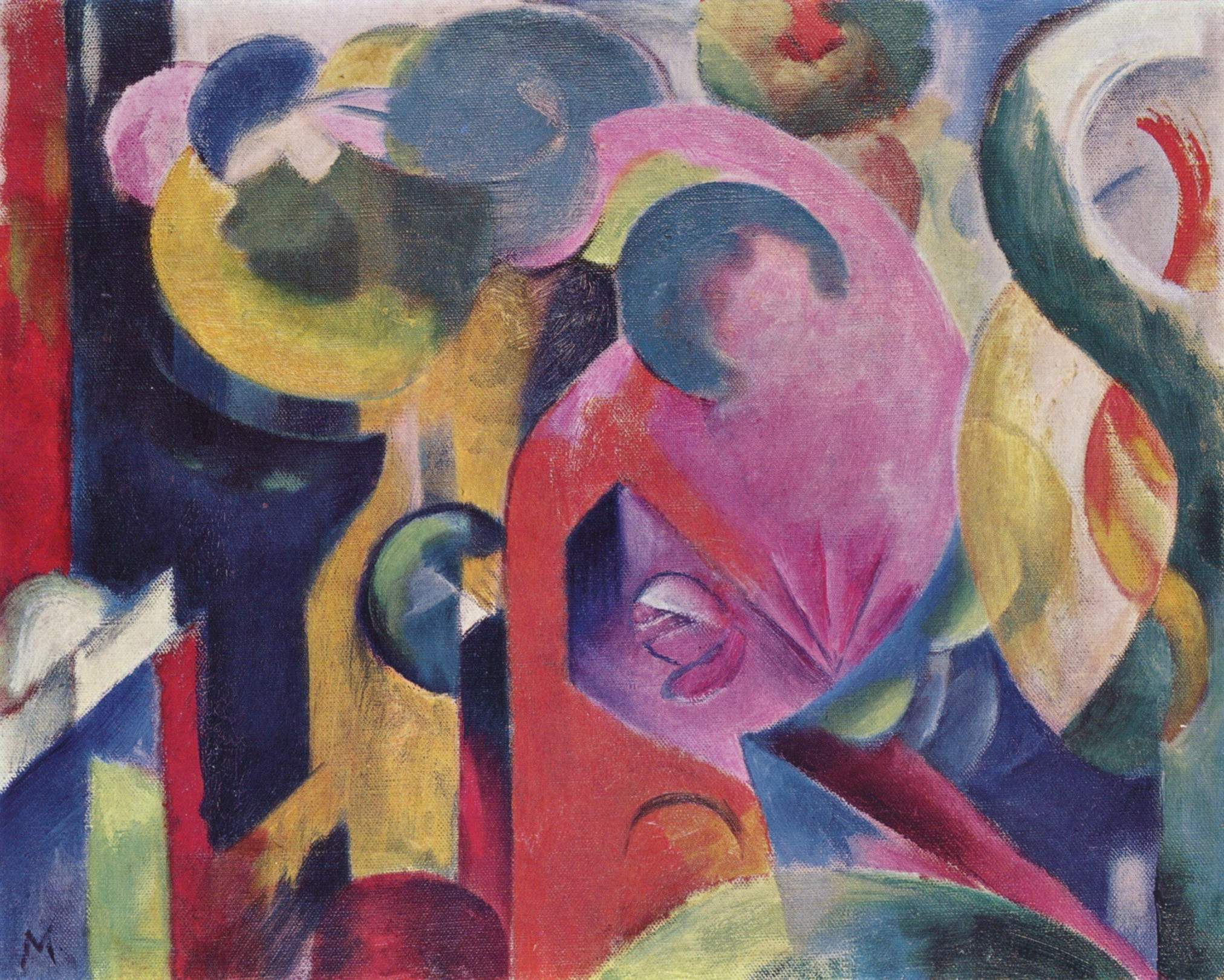
Kleine Komposition III, 1914, Osthaus Museum Hagen

### Schriften

#### 1910–1912

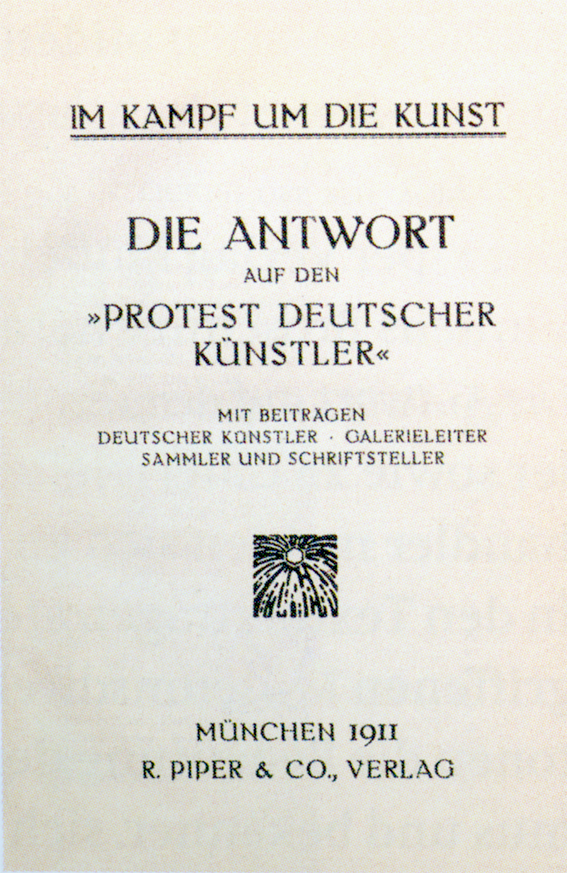
Im Kampf um die Kunst

Reinhard Piper veröffentlichte 1910 in seinem Verlag Marcs Essay Über das Tier in der Kunst. Marc schrieb an den Verleger:

„‚Meine Ziele liegen nicht in der Linie besonderer Tiermalerei. Ich suche einen guten, reinen und lichten Stil, in dem wenigstens ein Teil dessen, was mir moderne Maler zu sagen haben werden, restlos aufgehen kann‘. Weitere kunsttheoretische Schriften wie beispielsweise Die konstruktiven Ideen der neuen Malerei vom März 1912 sind über die folgende Fußnote in Auszügen erreichbar.“

Im Sommer 1911 erschien die Schrift Im Kampf um die Kunst beim Piper Verlag, in der Kandinsky und Marc neben anderen Künstlern, Galerieleitern und Schriftstellern als Antwort Beiträge gegen die polemische Schrift Ein Protest deutscher Künstler von Carl Vinnen verfassten. Vinnen hatte sich anlässlich des Ankaufs eines van-Gogh-Gemäldes durch den Direktor der Kunsthalle Bremen, Gustav Pauli, im April 1911 gegen die „Überfremdung deutscher Kunst“ gewandt, und er gewann in seinem Aufruf unter anderem die Unterschriften von Thomas Theodor Heine, Franz von Stuck und Käthe Kollwitz. Die Kontroverse wurde bekannt unter dem Begriff Bremer Künstlerstreit.
Im März 1912 erschien in der Kunstzeitschrift Pan Marcs Artikel über „Die Neue Malerei“, in dem er nachweisen wollte, dass seine als „neu“ bezeichnete Malerei nicht auf den Impressionismus zurückzuführen sei, sondern höchstens, und dann auch nur bedingt, auf Paul Cézanne. Jede Zeit habe ihre Qualität und über den künstlerischen Wert oder Unwert der neuen malerischen Ideen müsse diskutiert werden. Max Beckmann, der Marc bei Im Kampf um die Kunst noch beigestanden hatte, kritisierte im folgenden Pan die Ausführungen von Marc, indem er die Werke von Gauguin, Matisse und Picasso in die Nähe des Kunstgewerbes rückte und mit dem Satz schloss: „Die Gesetze der Kunst sind ewig und unvergänglich, wie das moralische Gesetz in uns“. Marc antwortete im Pan, doch es prallten zwei Standpunkte aufeinander, die auch in der Gegenwart noch ausgefochten werden.

#### AlmanachDer Blaue Reiter1912

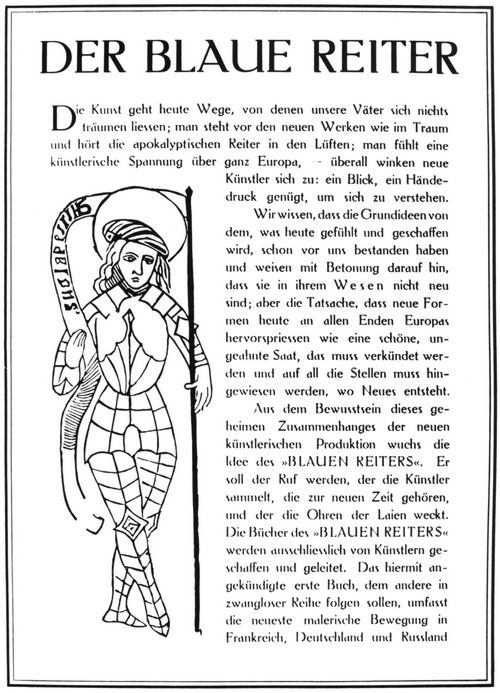
Subskriptionsprospekt zum Almanach Der Blaue Reiter, 1912

Im Mai 1912 erschien der Almanach Der Blaue Reiter mit einer Widmung für Hugo von Tschudi in einer Auflage von 1200 Exemplaren, den Kandinsky mit drei langen Beiträgen abschloss. Das Wort „Almanach“ musste auf Wunsch des Verlegers Piper aus dem Titelholzschnitt von Kandinsky vor Drucklegung entfernt werden. Das Werk wurde nicht, wie ursprünglich geplant, ein jährlich erscheinendes Organ, sondern erlebte 1914 nur einen Nachdruck. 141 Bildreproduktionen, 19 Textbeiträge und drei Musikbeilagen waren im Buch gelistet. Marc war mit Abbildungen seiner Gemälde und mit drei kurzen einleitenden Kapiteln vertreten.

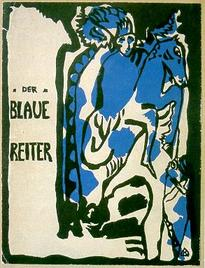
Umschlagillustration des Blauen Reiters von Kandinsky, 1912

In Geistige Güter klagte er darüber, dass geistiges Gut weniger geschätzt werde als materielles. Im zweiten Artikel, Die „Wilden“ Deutschlands, erklärte er, dass die modernen Künstler – die „Wilden“, angelehnt an die Fauves – der Brücke, der Neuen Secession in Berlin und der Neuen Künstlervereinigung München konsequent den Weg der geistigen Erneuerung der Kunst gingen:

„Die schönsten prismatischen Farben und der berühmte Kubismus sind als Ziel der ‚Wilden‘ bedeutungslos geworden. Ihr Denken hat ein anderes Ziel: durch ihre Arbeit ihrer Zeit Symbole zu schaffen, die auf die Altäre der kommenden geistigen Religion gehören und hinter denen der technische Erzeuger verschwindet.“

Im letzten Kapitel Zwei Bilder stellte Marc eine Illustration aus Grimms Märchen von 1832 dem Gemälde Lyrisches von Kandinsky aus dem Jahr 1911 gegenüber. Beide Bilder seien „von ganz gleich tiefer Innerlichkeit des künstlerischen Ausdrucks“. Die Autoren neben den beiden Herausgebern Marc und Kandinsky wie Delaunay, Macke und Schönberg lieferten Texte und Bildbeispiele aus unterschiedlichen Bereichen der Bildenden Kunst, Volkskunst, Musik und des Theaters. Der Almanach von Künstlern für Künstler wurde eine der wichtigsten deutschsprachigen programmatischen Schriften für die Kunst des 20. Jahrhunderts; er wurde in allen Weltsprachen veröffentlicht.

#### 1913–1916

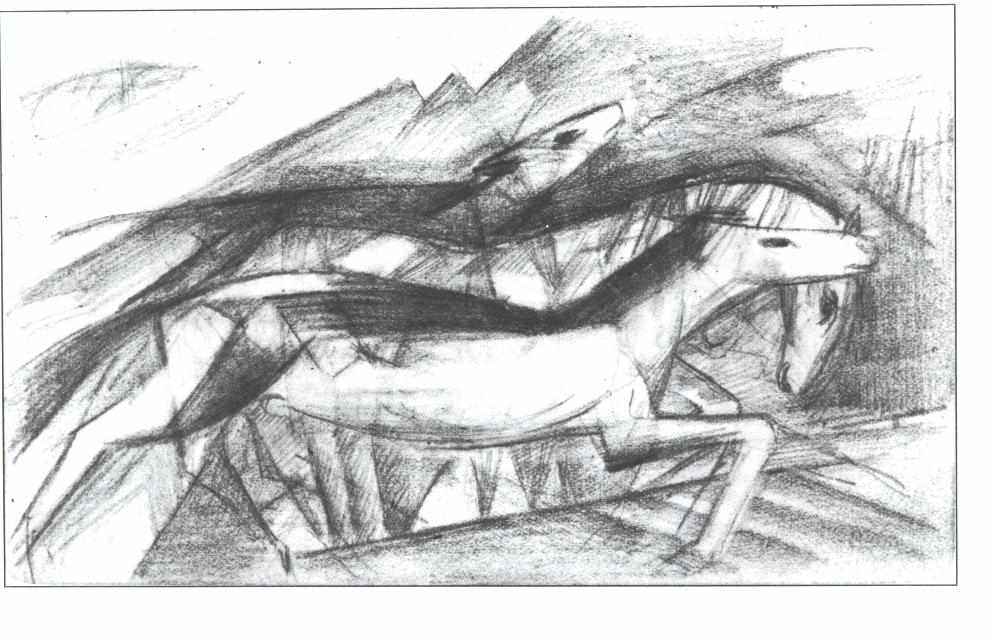
Zeichnung aus Marcs Skizzenbuch aus dem Felde, veröffentlicht 1920

Für den Ersten Deutschen Herbstsalon im September 1913 schrieb Marc stellvertretend für seine ausstellenden Künstlerkollegen, neben Herwarth Waldens Vorrede, ein Vorwort für den Katalog.
Unter dem Titel Im Fegefeuer des Krieges erschien am 15. Dezember 1914 in der Vossischen Zeitung Franz Marcs erste Kriegsschrift; er hatte sie im Oktober desselben Jahres während eines wegen Dysenterie erforderlichen Aufenthaltes im Lazarett verfasst. Im darauffolgenden Jahr erschien unter dem Titel Das geheime Europa seine zweite Kriegsschrift. Darin: „Der Krieg geht umher. Europa ist krank am alten Erbübel und will gesund werden, darum will es den furchtbaren Blutgang […] Um Reinigung wird der Krieg geführt und das kranke Blut vergossen.“
Marcs Briefe aus dem Felde und sein Skizzenbuch, die einzige bildliche Äußerung aus der Kriegszeit, wurden unter dem Titel Franz Marc, Briefe, Aufzeichnungen und Aphorismen im Jahr 1920 bei Paul Cassirer in Berlin herausgegeben.

## Rezeption

### Zeitgenossen über Franz Marc

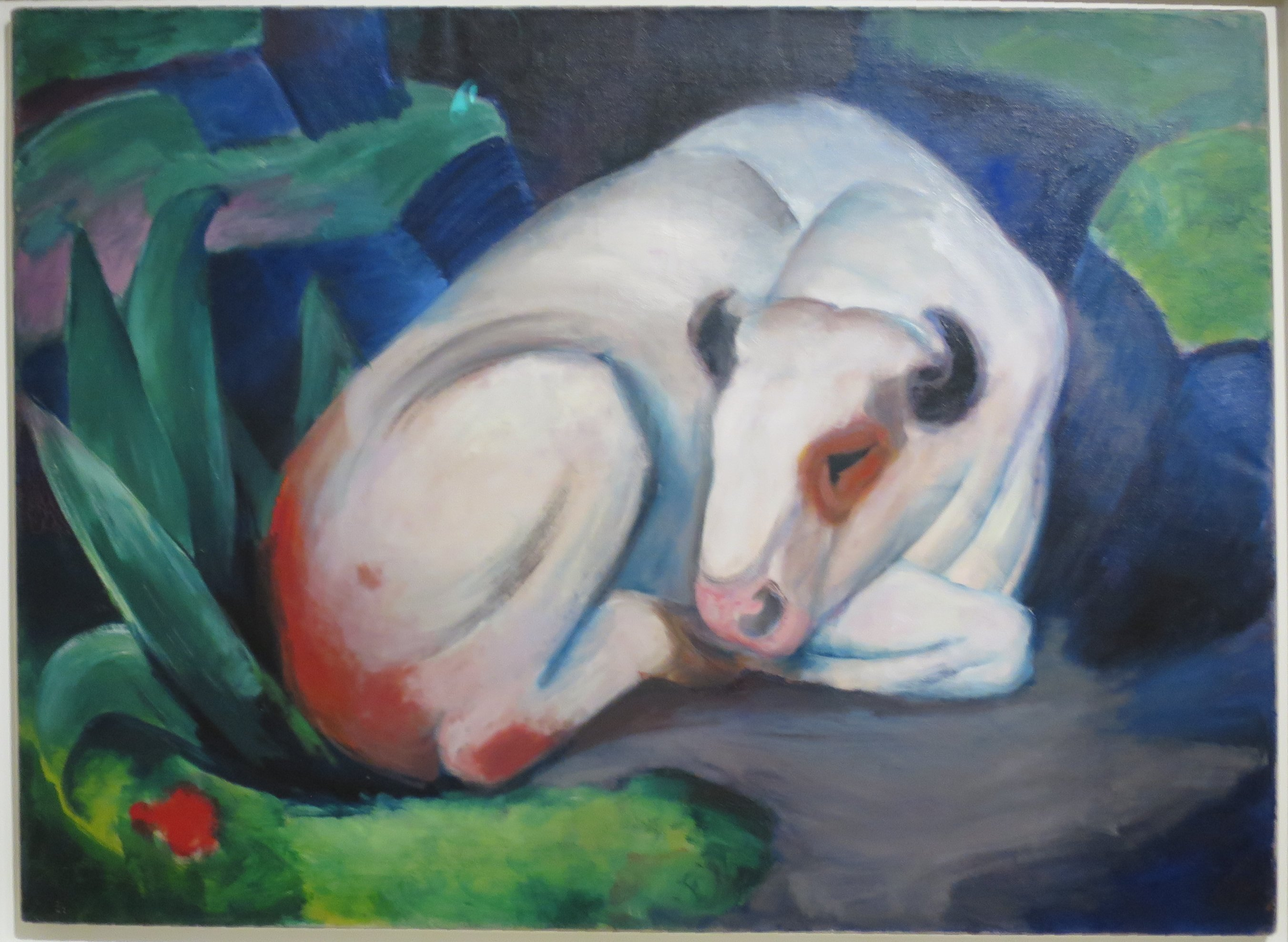
Der Stier, 1911, Solomon R. Guggenheim Museum, New York

In seinem Beitrag Über die Formfrage hob Kandinsky im Almanach die Bedeutung Marcs für die abstrakte Kunst anhand des dort abgebildeten Gemäldes Der Stier hervor und betonte das „starke abstrakte Klingen der körperlichen Form“, das nicht nach Zerstörung des Gegenständlichen verlange, sondern vielmehr „seine einzelnen Teile“ zu einem „gesamten abstrakten Hauptklang“ vereine.
Paul Klee schrieb 1916 in Gedenken an Franz Marc in sein Tagebuch: „Wenn ich sage, wer Franz Marc ist, muss ich zugleich bekennen, wer ich bin, denn vieles, woran ich teilnehme, gehört auch ihm. Menschlicher ist er, er liebt wärmer, ausgesprochener. Zu den Tieren neigt er sich menschlich. Er überhöht sie zu sich.“
Die Lyrikerin Else Lasker-Schüler veröffentlichte im Berliner Tageblatt vom 9. März 1916 einen Nekrolog, beginnend mit den Zeilen: „Der blaue Reiter ist gefallen, ein Großbiblischer, an dem der Duft Edens hing. Über die Landschaft warf er einen blauen Schatten. Er war der, welcher die Tiere noch reden hörte; und er verklärte ihre unverstandenen Seelen“. Einen weiteren Nachruf publizierte sie im folgenden Jahr: Als der blaue Reiter war gefallen …, ein Gedicht, das seine Entstehung dem vermeintlichen Verlust des Bildes Tierschicksale, das 1917 bei einem Brand schwer beschädigt worden war, verdankte. 1919 erschien ihr Franz Marc gewidmeter Roman Der Malik. Eine Kaisergeschichte mit Bildern und Zeichnungen im Verlag Paul Cassirer in Berlin.
In einem Brief an Marie-Anne von Goldschmidt-Rothschild vermerkte Rainer Maria Rilke im Herbst 1916 nach einem Besuch der Münchner Gedächtnisausstellung, „endlich wieder einmal ein oeuvre“ gesehen zu haben, „eine im Werk erreichte und errungene Lebens-Einheit.“

### Erste postume Ausstellungen
Vom 14. September bis zum 15. Oktober 1916, ein halbes Jahr nach Marcs Tod, wurde in der Münchener Neuen Secession – dem Ausstellungsgebäude der 1913 entstandenen Künstlergruppe – die „Franz Marc-Gedächtnis-Ausstellung“ gezeigt. Es folgte im November die Gedächtnisausstellung in Herwarth Waldens Sturm-Galerie in Berlin, die fast 200 Werke des Künstlers, einschließlich der Tierschicksale, enthielt. Bei einer Zwischenlagerung wurde das Gemälde 1917 durch einen Brand teilweise zerstört und 1919 von Paul Klee restauriert. Auf der 16. Biennale in Venedig im Jahr 1928 waren Werke von ihm ausgestellt.

### Zeit des Nationalsozialismus

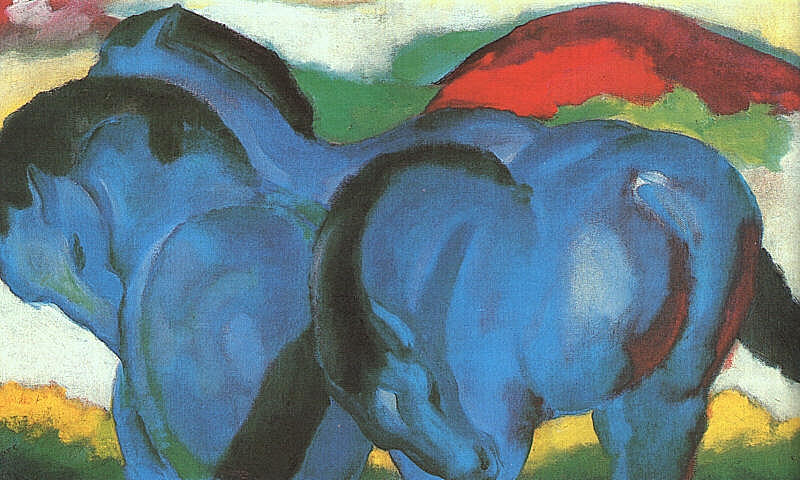
Die kleinen blauen Pferde, 1911

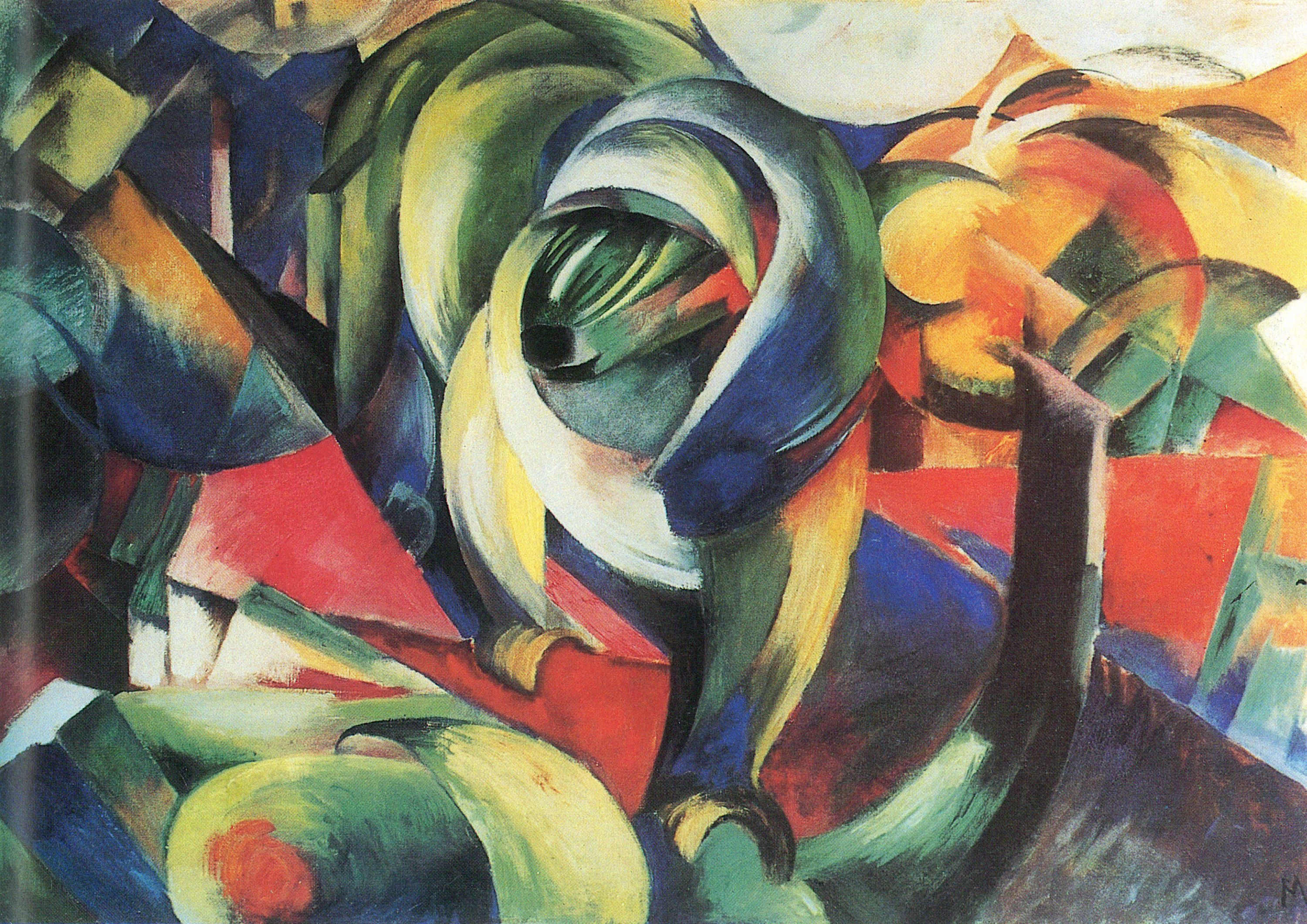
Der Mandrill, 1913. 1937 aus der Hamburger Kunsthalle konfisziert, heute Pinakothek der Moderne, München

In der Zeit des Nationalsozialismus bestand bis zum Ende der Olympischen Spiele im Sommer 1936 für die Kunstwelt eine Schonfrist. Zum 20. Todestag Franz Marcs veranstaltete die Kestnergesellschaft in Hannover vom 4. März bis zum 14. April 1936 eine Gedächtnisausstellung, in der 165 Werke des Künstlers gezeigt wurden. Sie waren Bestandteil des ersten Werkverzeichnisses von Marc, das der Kunsthistoriker Alois Schardt zusammen mit seiner Frau und Marcs Witwe, Maria Marc, verfasste und noch 1936 in Berlin herausbrachte. Es enthält insgesamt 996 Arbeiten. Nach Hannover war sie ab dem 4. Mai in den Galerien Nierendorf und von der Heyde in Berlin zu sehen. Der Einführungsvortrag von Alois Schardt am Vorabend der Eröffnung wurde von der Gestapo verboten, Schardt verhaftet und sein gerade erschienenes Buch über Marc konfisziert. Das Gemälde Die kleinen blauen Pferde von 1911 war in beiden Gedächtnisausstellungen zu sehen und hängt heute in der Staatsgalerie Stuttgart. Das Bild gehörte dem Kunstsammler und Mäzen Alfred Hess, und die Eigentumsverhältnisse sind, wie bei einigen weiteren Bildern Marcs, noch nicht abschließend geklärt.
1936/37 wurden 130 Werke von Franz Marc aus deutschen Sammlungen konfisziert. Insgesamt 650 Werke verschiedener Künstler aus 32 deutschen Museen wurden ab dem 19. Juli 1937 zeitgleich mit der Großen Deutschen Kunstausstellung im neu eröffneten Haus der Deutschen Kunst im nahegelegenen Galeriegebäude am Hofgarten in der Ausstellung „Entartete Kunst“ ausgestellt. Von Marc wurden sechs Gemälde gezeigt. Noch vor der Veräußerung der Werke ins Ausland wählte Hermann Göring 13 Gemälde für seine Sammlung aus, darunter Hirsche im Walde und Der Turm der blauen Pferde. Beide Bilder sind seit 1945 verschollen.

### Nach dem Zweiten Weltkrieg

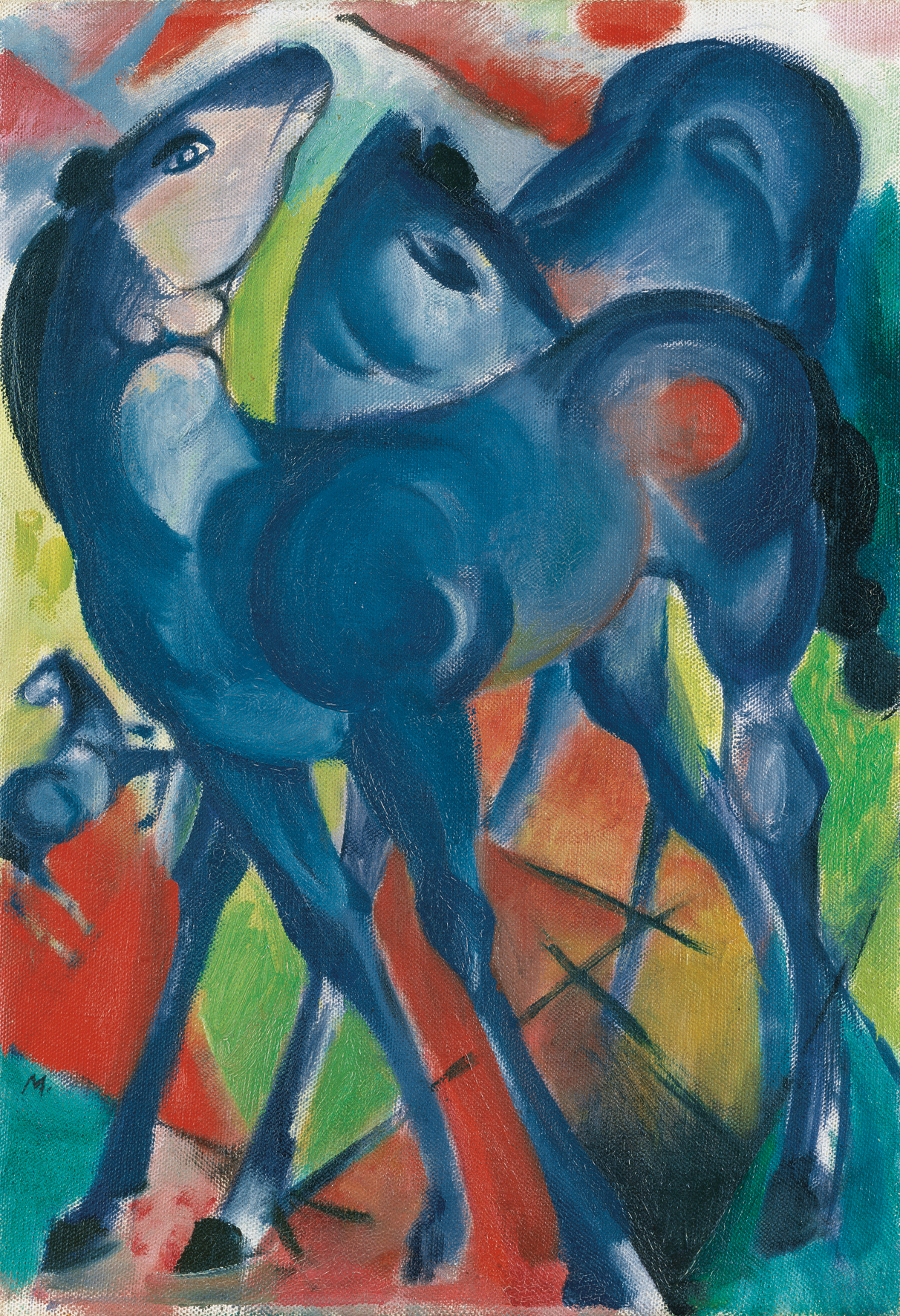
Die blauen Fohlen, 1913, Kunsthalle in Emden

Nach dem Zweiten Weltkrieg begann die Malerei Franz Marcs populär zu werden, und die Tierbilder aus den Jahren 1911/12 hingen als Kunstkopien bald in vielen Wohnungen. Einige seiner Werke wurden auf der documenta 1 (1955), der documenta II (1959) und der documenta III im Jahr 1964 in Kassel gezeigt. Die Bedeutung des Künstlers als einer der Vorreiter der abstrakten Kunst in seinen späteren Werken erschloss sich jedoch erst ab 1976 durch die Monografie von Klaus Lankheit und die Gedächtnisausstellung 1980 im Münchner Lenbachhaus. Dort fand bereits im August bis Oktober 1963 eine Einzelausstellung statt.

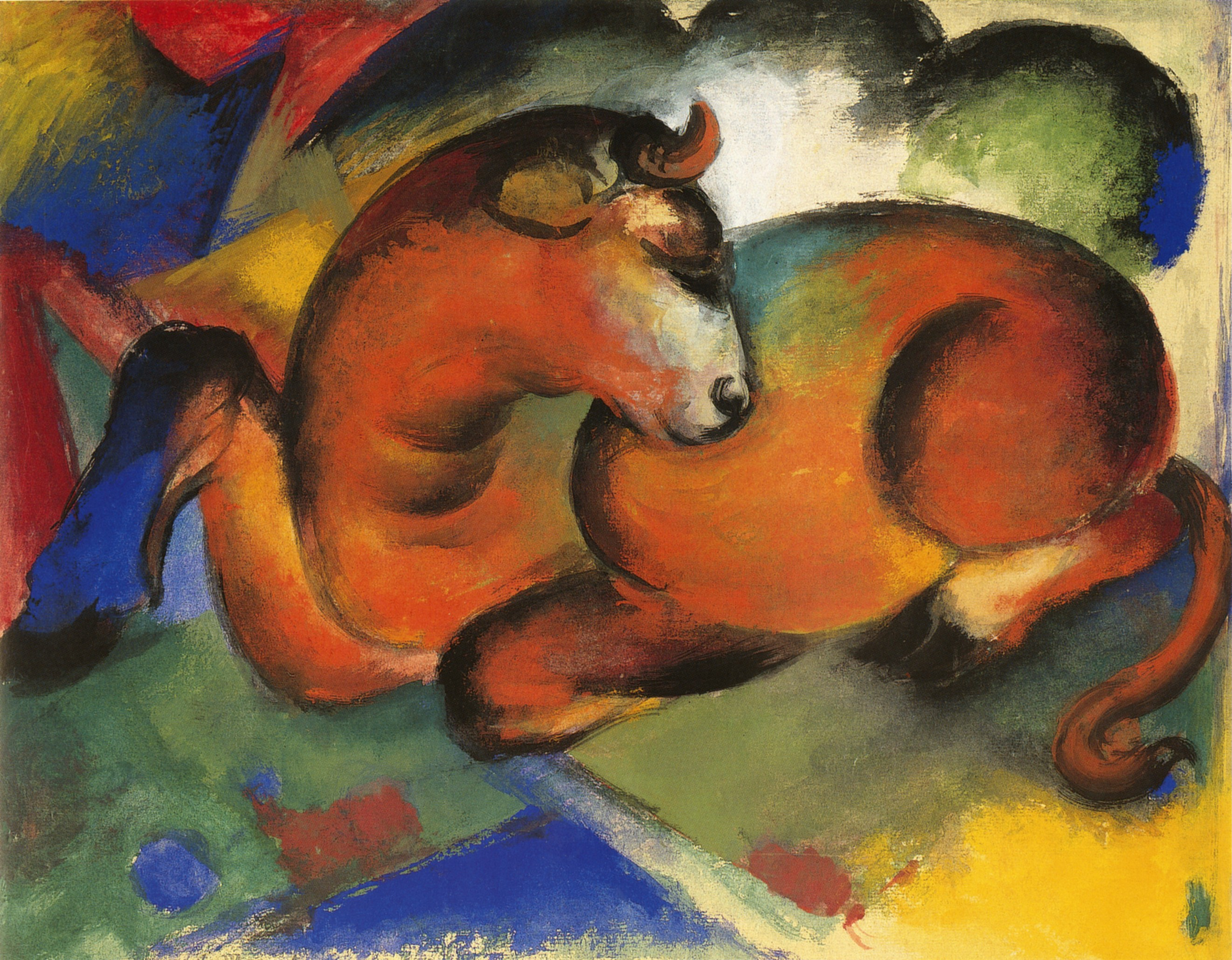
Roter Stier, 1912, Puschkin-Museum, Moskau. Werkbeispiel Marcs für die Ausstellung Die Maler des „Blauen Reiter“ und Japan im Schloßmuseum Murnau

Eine Retrospektive des malerischen und grafischen Werks von Franz Marc, die größte nach der Gesamtschau im Jahr 1916, wurde am 17. September 2005 im Lenbachhaus und im zugehörigen Kunstbau eröffnet. Sie erreichte bis zum 8. Januar 2006 mit rund 300.000 Besuchern einen Besucherrekord.
Das Blaue Jahr – 100 Jahre Blauer Reiter, unter diesem zusammenfassenden Titel bot das Franz Marc Museum in Kochel im Jahr 2011 neben Sammlungspräsentationen unter anderem Sonderausstellungen von Ernst Ludwig Kirchner und Paul Klee sowie ab dem 18. September 2011 Franz Marc und Joseph Beuys. Im Einklang mit der Natur. Die Ausstellung, die anschließend ab dem 8. Dezember 2011 bis zum 12. Februar 2012 im Sinclair-Haus der Altana-Kulturstiftung in Bad Homburg zu sehen war, machte deutlich, dass Joseph Beuys und Franz Marc in ihrem Denken und Werk durch Naturverbundenheit geprägt sind und sich in ihren Werken gemeinsame Ausgangspunkte eines in der Tradition der deutschen Romantik verwurzelten Naturbegriffs widerspiegeln. Wie das Pferd oder das Reh bei Marc zum Symbol des Spirituellen wird, so sind bei Beuys Hirsch, Schwan, Biene und Hase Symbolträger einer eigenen Mythologie, erwachsen aus christlichen, literarischen und naturwissenschaftlichen Zusammenhängen und mit einer gesellschaftlichen Relevanz aufgeladen.

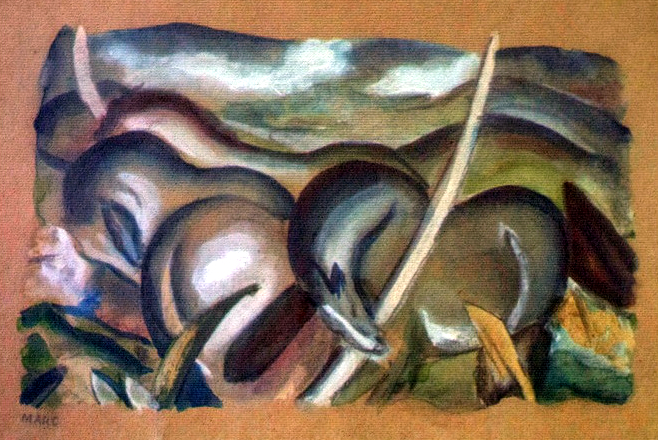
Pferde in Landschaft, 1911, aus dem Schwabinger Kunstfund

Ebenfalls im Blauen Jahr wies das Schloßmuseum Murnau in der Ausstellung Die Maler des „Blauen Reiter“ und Japan, die vom 21. Juli bis zum 6. November 2011 lief, erstmals auf den Einfluss japanischer Kunst auf die Künstler des Blauen Reiters hin. Sammlungsstücke der Maler, darunter die japanische Kunstsammlung Franz Marcs, sowie Werkbeispiele bildeten das Spektrum der Ausstellung, die den Zusammenhang zum „klassischen Japonismus“ herstellte.
Unter dem Gemälde Die blauen Fohlen aus dem Jahr 1913 wurde im Sommer 2013 eine Studie von zwei Katzen entdeckt, vermutlich ebenfalls 1913 von Marc gemalt. Es wurde in der Kunsthalle in Emden ab dem 3. Oktober des Jahres gezeigt.
Am 5. November 2013 wurde auf einer im Fernsehen übertragenen Pressekonferenz zum spektakulären Schwabinger Kunstfund eine Studie zu den Großen blauen Pferden aus dem Jahr 1911 mit dem Titel Pferde in Landschaft gezeigt, die aus dem Besitz des Kunsthändlers Hildebrand Gurlitt stammt. Früherer Eigentümer war das Kunst- und Gewerbemuseum Moritzburg in Halle (Saale).

### Franz Marc auf dem Kunstmarkt
Im Februar 2008 erreichte die Versteigerung von Weidende Pferde III aus dem Jahr 1910 bei Sotheby’s in London einen damaligen Rekordpreis von umgerechnet 16,5 Millionen Euro. Das war der doppelte Schätzpreis. Der Bieter blieb unbekannt.

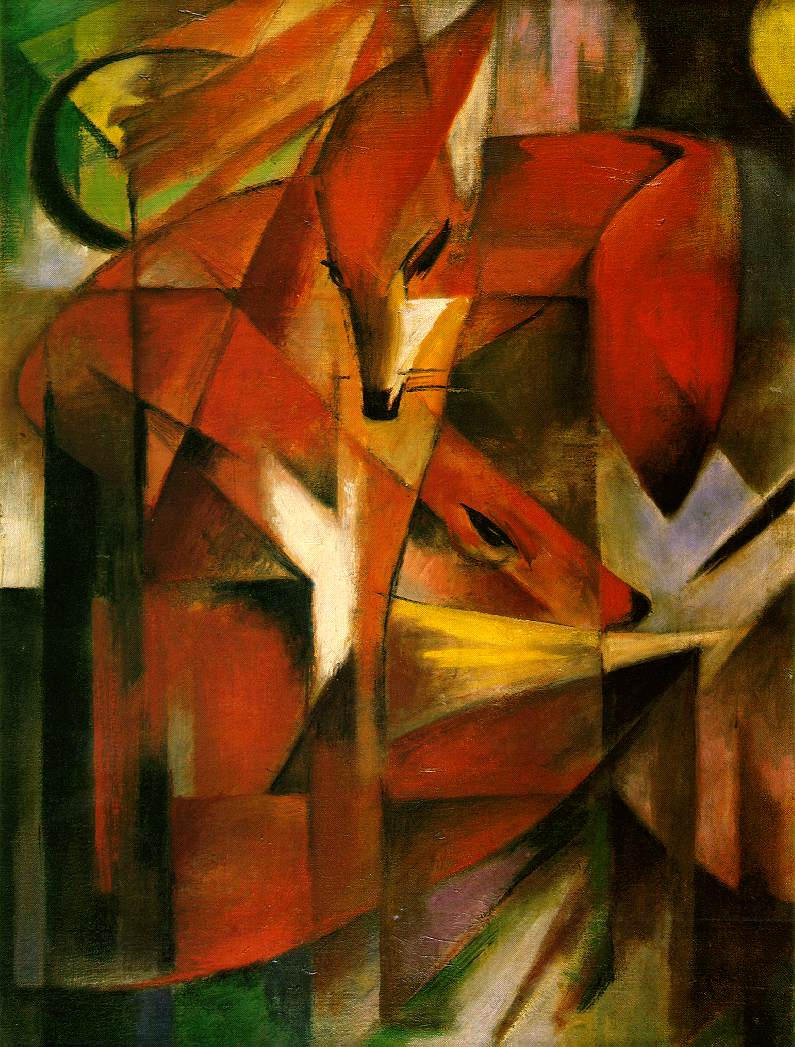
Füchse, 1913, Privatbesitz

Im Juni 2009 erzielte eines der letzten impressionistischen Gemälde Marcs, Springende Pferde, ebenfalls aus dem Jahr 1910, auf einer Versteigerung bei Christie’s in London umgerechnet 4,4 Millionen Euro. Es blieb damit knapp unter dem Schätzpreis.
Franz Marcs Drei Pferde aus dem Jahr 1912, eine kleine Gouache auf Karton, erzielte das Vierfache ihres Schätzpreises ebenfalls bei Christie’s im Jahr 2018. Mit Aufgeld erreichte es 15,4 Millionen Pfund, knapp 17,5 Millionen Euro.
Am 1. März 2022 wurde sein Gemälde Füchse aus dem Jahr 1913 bei Christie’s versteigert. Es war seit 1962 im Besitz des Museums Kunstpalast, Düsseldorf, und wurde auf Verlangen der Erben des früheren Besitzers Kurt Grawi restituiert. Sein Wert wurde auf 35 Millionen britische Pfund (etwa 42 Millionen Euro) geschätzt. Der nicht genannte Käufer bot in London über 42,6 Millionen Pfund, etwas mehr als 51 Millionen Euro.

## Nachlass

Pferd und Haus mit Regenbogen, Postkarte von Franz Marc an Paul Klee, 1913, Franz Marc Museum, Kochel

1949 bat Maria Marc den Galeristen Otto Stangl, den künstlerischen Nachlass ihres Mannes zu verwalten. Nach dem Tod von Maria Marc am 25. Januar 1955 wurde Stangl „Hüter des Franz-Marc-Nachlasses“; gemäß dem Vermächtnis der Witwe schenkte er einigen bedeutenden Museen eine von ihr festgelegte Anzahl von Gemälden.
Der schriftliche Nachlass Franz Marcs wurde 1973 vom Deutschen Kunstarchiv im Germanischen Nationalmuseum Nürnberg von der Galerie Stangl, München, käuflich erworben. Eine Komplettierung durch 200 Schriftstücke erfolgte als Schenkung eines Erben Stangls im Jahr 2005.
In Kochel am See befindet sich das 1986 gegründete und 2008 erweiterte Franz Marc Museum. Der Nachlassverwalter Otto Stangl hatte bereits bei der Gründung des Franz Marc Museums die Vision, es später zu erweitern, um die Fortsetzung der dem Blauen Reiter wichtigen Idee des „Geistigen in der Kunst“ durch die Abstraktion der Nachkriegszeit verständlich zu machen. Die Stiftung Etta und Otto Stangl vermachte dem Museum viele Werke, unter anderem Gemälde seiner Künstlerfreunde aus dem Umfeld des Blauen Reiters. Die unterschiedlichen Einflüsse auf die Kunst Franz Marcs sowie die Anregungen, die von ihr ausgingen, werden mit Werkbeispielen im Franz Marc Museum präsentiert.
Die von Franz Marc 1903 in Paris erworbene Kollektion japanischer Farbholzschnitte ist nicht vollständig erhalten. Aus seinem Nachlass gelangten 2009 21 Tuschzeichnungen und Holzschnitte sowie 17 illustrierte Bücher an das Schloßmuseum Murnau. Seit 1908 ließ Marc sich zumindest in drei chinesische und japanische Specksteine nach ostasiatischer Art seinen Namen bzw. sein Monogramm schneiden, um sie als Stempel auf Postkarten und Briefen zu verwenden.
Im Germanischen Nationalmuseum in Nürnberg befinden sich 26 von insgesamt 32 Skizzenbüchern aus den Jahren 1903 bis 1914. Sie wurden 1982 aus dem Nachlass erworben und 2019 in einer Sonderausstellung vom 23. Mai bis 1. September ausgestellt.

## Würdigungen

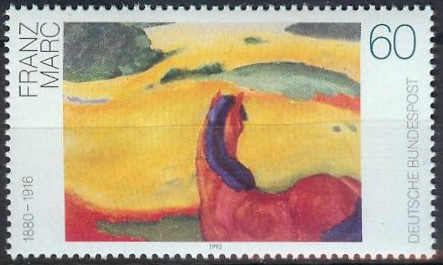
Briefmarke der Deutschen Bundespost aus dem Jahr 1992 mit Marcs Motiv Pferd in der Landschaft

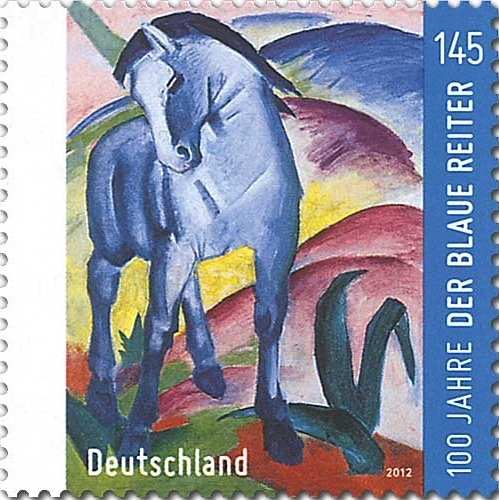
Briefmarke der Deutschen Post AG aus dem Jahr 2012 mit Marcs Motiv Blaues Pferd I

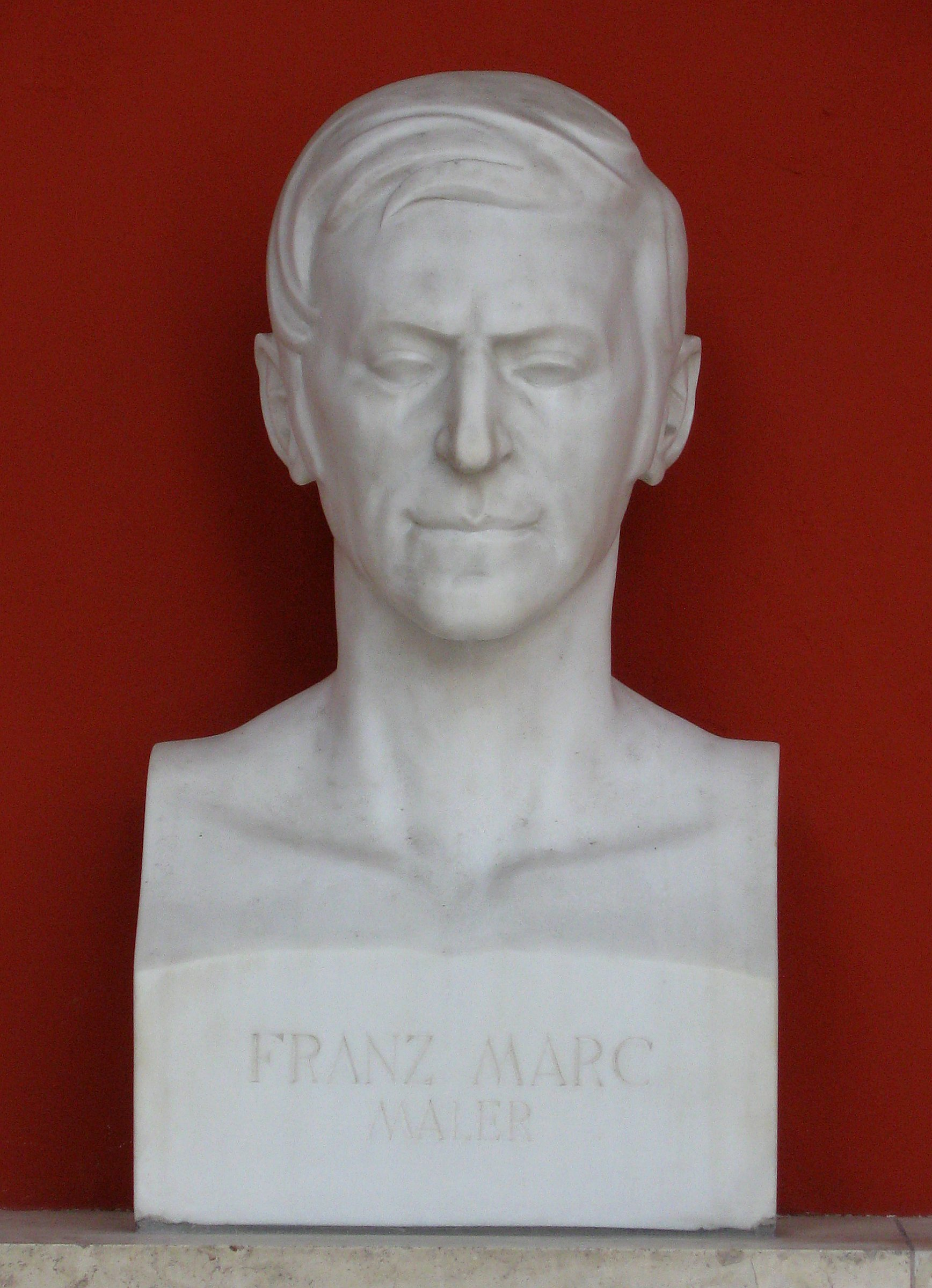
Büste in der Ruhmeshalle München

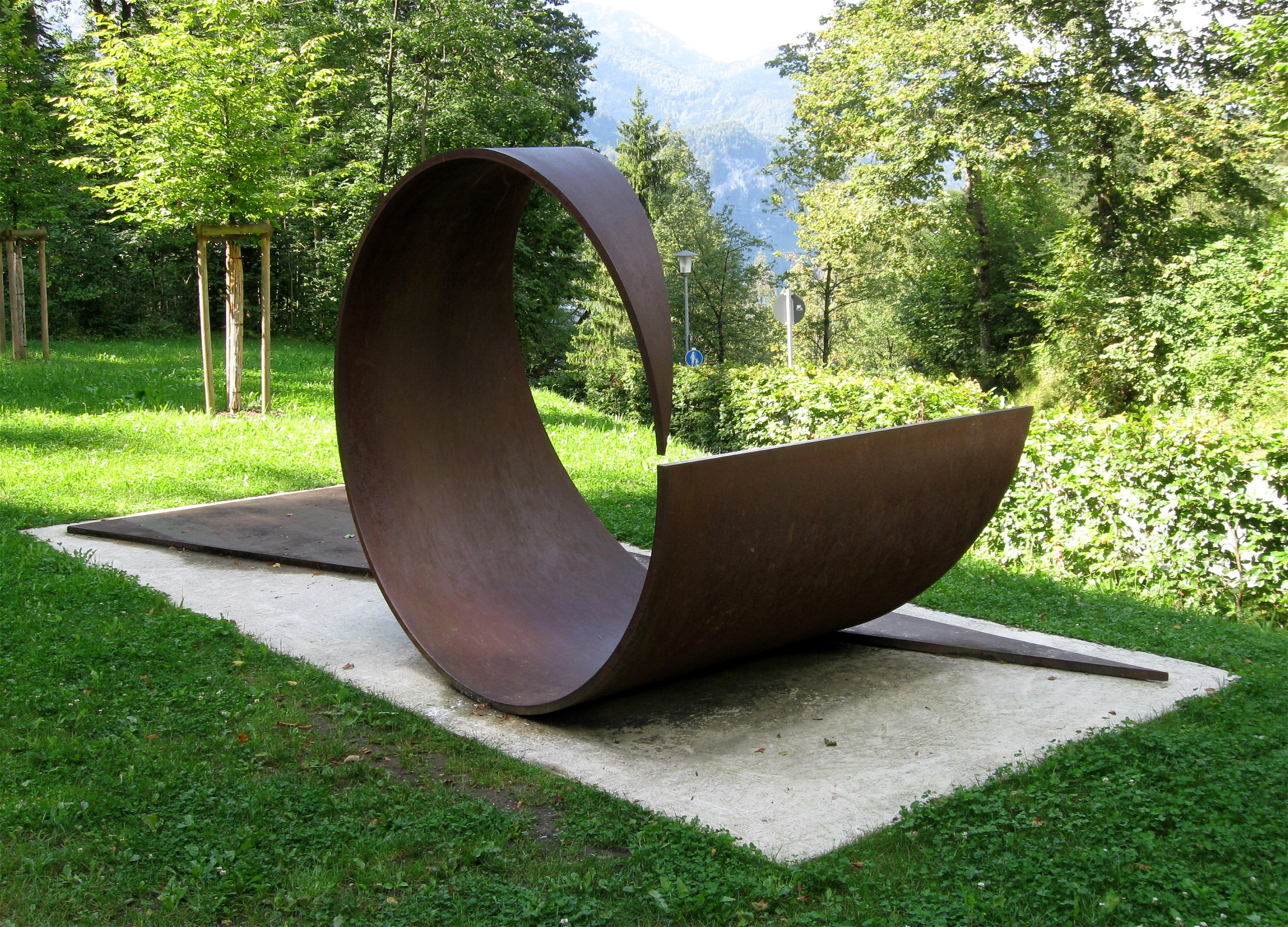
Alf Lechner: Hommage an Franz Marc, 1995, vor dem Franz Marc Museum

Franz Marc erfuhr vor allem im letzten Drittel des 20. Jahrhunderts verstärkte öffentliche Aufmerksamkeit.
In mehreren Städten Deutschlands sind Straßen nach Marc benannt, so in Fulda, Fürth, Hamburg, Landshut, Wolfsburg, Oldenburg, Puchheim, Vechta, Elmshorn, Heidelberg, Kochel am See, Köln, Kösching, Leverkusen, Mühlheim, Saarbrücken, Schifferstadt, Schweinfurt, Sindelsdorf, Töging und München.
Am 13. Oktober 2000 wurde ein 1991 entdeckter Asteroid nach ihm benannt: (15282) Franzmarc.
Die Deutsche Bundespost brachte am 15. Februar 1974 im Rahmen einer Doppelausgabe zum Deutschen Expressionismus eine Briefmarke mit den Roten Rehen im Wert von 30 Pfennig heraus, wobei die zweite Marke zu 40 Pfennigen Alexej von Jawlenskys Kopf in Blau zeigt. Im Rahmen der Serie „Deutsche Malerei des 20. Jahrhunderts“ gab die Deutsche Bundespost am 11. Juni 1992 eine 60-Pfennig-Sonderbriefmarke mit dem Motiv Pferd in der Landschaft heraus. Anlässlich des 100. Jahrestags des Blauen Reiters gab die Deutsche Post AG eine Sondermarke im Wert von 145 Eurocent heraus. Ausgabetag war der 9. Februar 2012, der Entwurf stammt von der Kommunikationsdesignerin Nina Clausing aus Wuppertal und orientiert sich am Werk Blaues Pferd I aus dem Jahr 1911 von Franz Marc.
Das 1986 eröffnete Franz Marc Museum wurde dem Künstler gewidmet. Drei Jahre später, 1989, wurde das frühere Gymnasium Markt Schwaben zu Ehren des Künstlers in Franz-Marc-Gymnasium umbenannt. In der Ruhmeshalle München ist seine Büste aufgestellt.
Der Freistaat Bayern feierte im Jahr 2011 zwei Jubiläen, den 125. Todestag des „Märchenkönigs“ Ludwig II. und zugleich den 100. Geburtstag des Blauen Reiters. Viele Ausstellungen in Museen zeigten in Sonderschauen die Werke der beteiligten Künstler, beispielsweise das Schloßmuseum Murnau, das Franz Marc Museum, das Buchheim Museum in Bernried und das Stadtmuseum Penzberg.
Im Jahr 2014, anlässlich des 100. Todesjahrs von Franz Marcs Künstlerfreund August Macke, eröffnete das Kunstmuseum Bonn die Ausstellung „August Macke und Franz Marc. Eine Künstlerfreundschaft“. Erstmals präsentierte sie etwa 200 Werke, die sich ausschließlich auf die Freundschaft der beiden Künstler und ihre Kunst beziehen. Von Januar bis Mai 2015 wurde sie im Münchner Lenbachhaus gezeigt.
Zum 100. Todestag des Künstlers am 4. März 2016 widmete ihm das Franz Marc Museum eine Ausstellungstrilogie unter dem Sammeltitel „Franz Marc – Zwischen Utopie und Apokalypse“, deren dritter Teil im Januar 2017 endete.

## Ausgewählte Werke
Gemälde

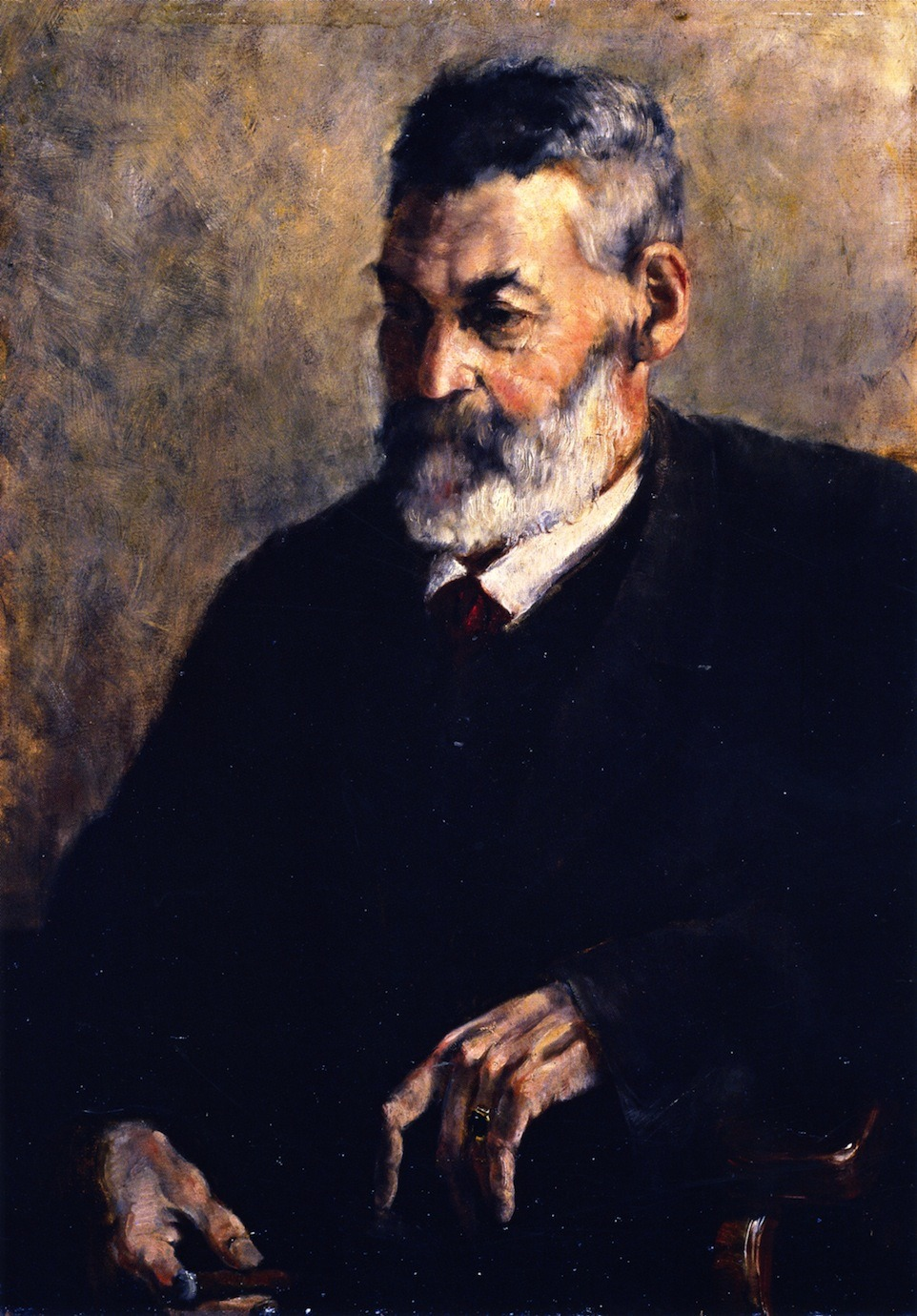
Bildnis des Vaters, 1902, Städtische Galerie im Lenbachhaus, München

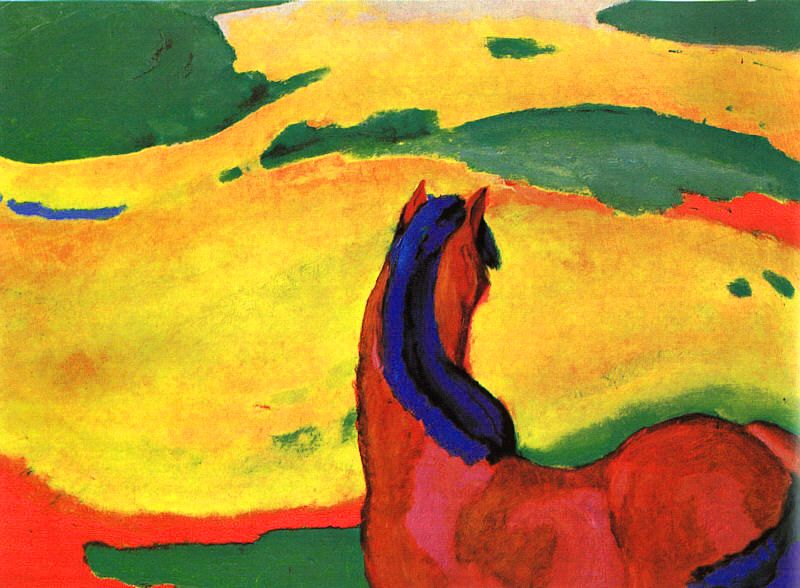
Pferd in der Landschaft, Museum Folkwang, Essen, 1910

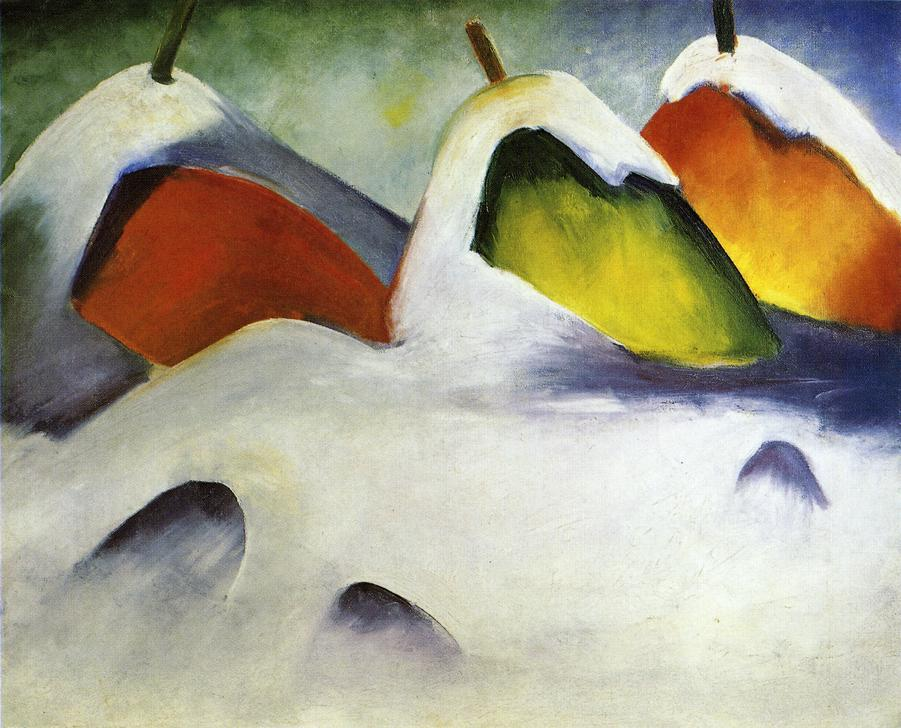
Hocken im Schnee, 1911, Franz Marc Museum, Kochel

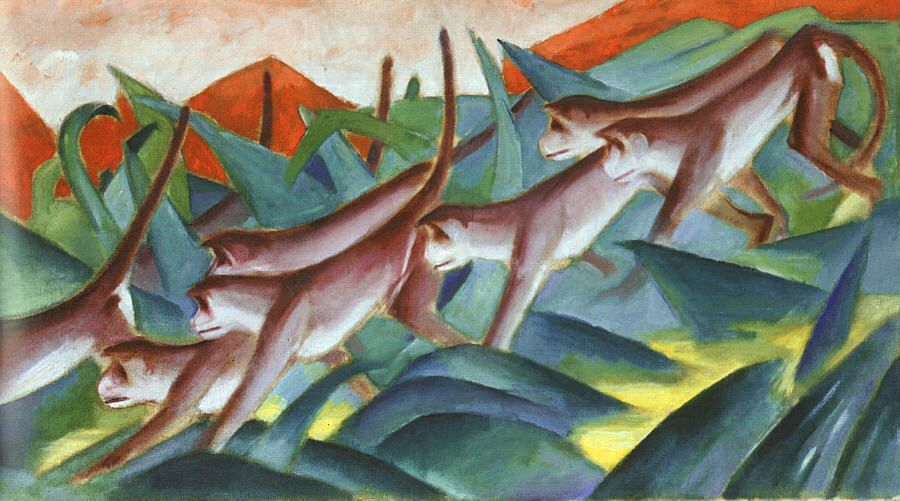
Affenfries, 1911, Hamburger Kunsthalle

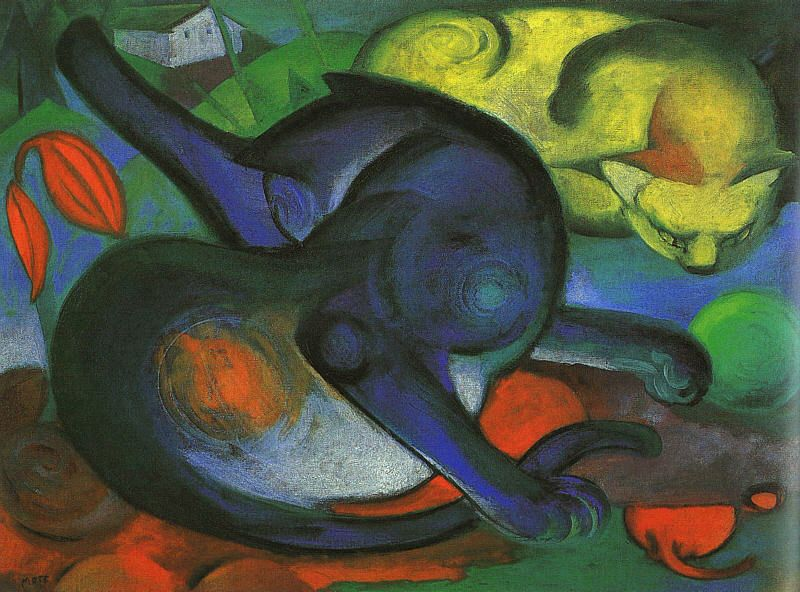
Zwei Katzen, blau und gelb, 1912, Kunstmuseum Basel, Basel

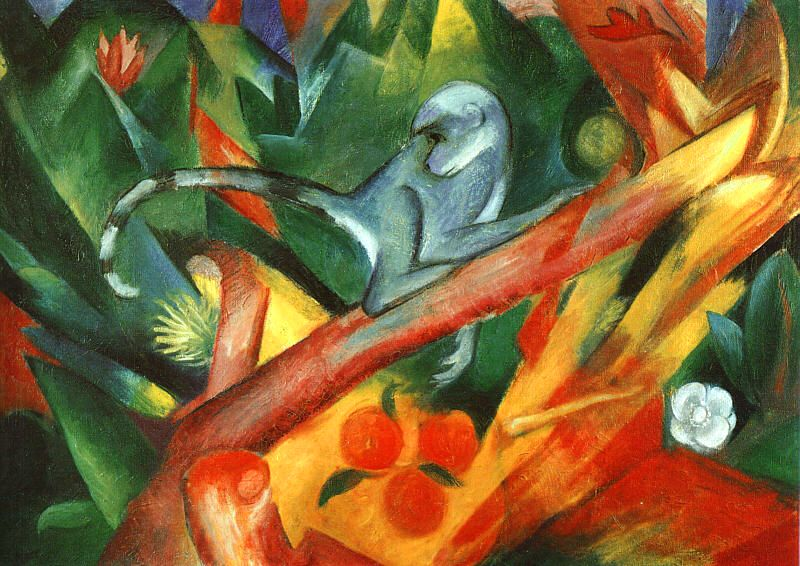
Das Äffchen, 1912, Städtische Galerie im Lenbachhaus, München

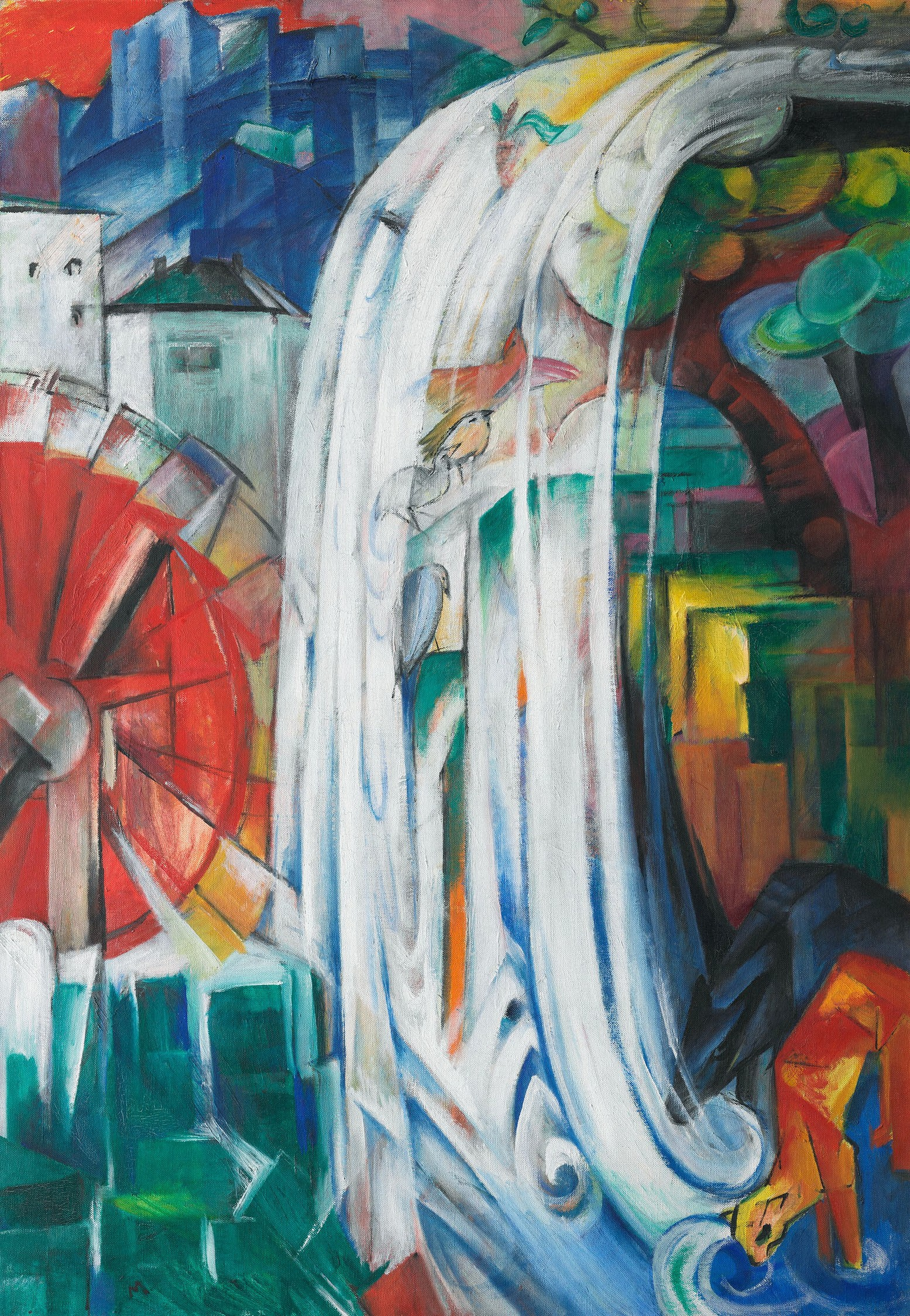
Die verzauberte Mühle, 1913, Art Institute of Chicago, Chicago

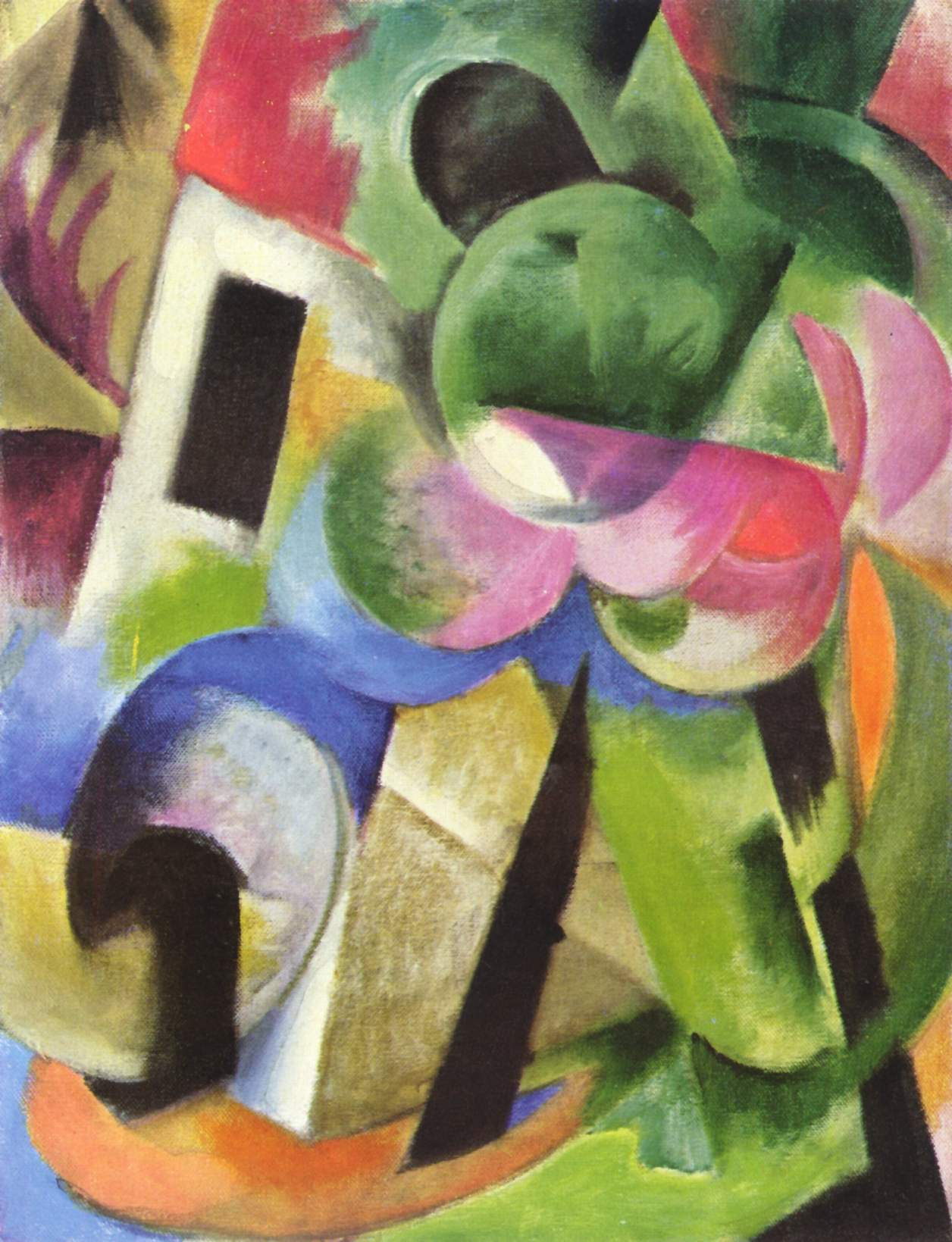
Kleine Komposition II (Haus mit Bäumen), 1914, Sprengel Museum, Hannover

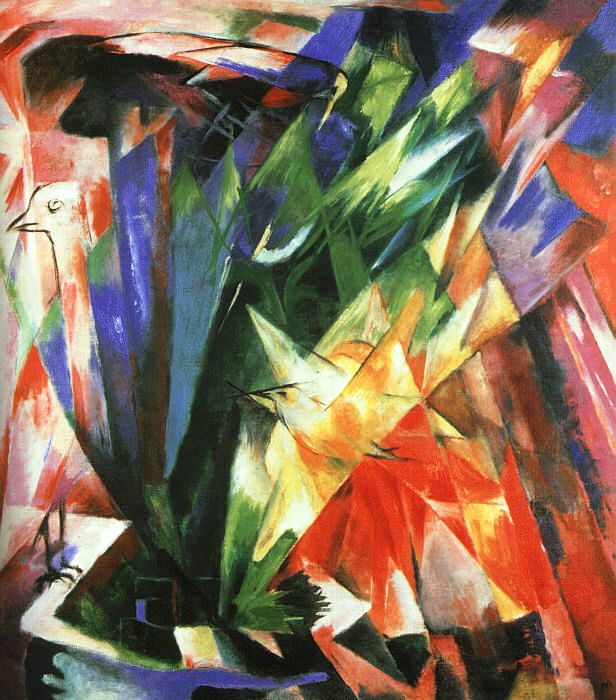
Vögel, 1914, Städtische Galerie im Lenbachhaus, München

- 1902: Bildnis der Mutter, Öl auf Leinwand, 98,5 × 70 cm, Städtische Galerie im Lenbachhaus, München
- 1902: Bildnis des Vaters, Öl auf Pappe, 73 × 50,8 cm, Städtische Galerie im Lenbachhaus, München
- 1902: Moorhütten im Dachauer Moos, Öl auf Leinwand, 43,5 × 73,6 cm, Franz Marc Museum, Kochel
- 1904: Indersdorf, Öl auf Leinwand, 40 × 31,5 cm, Städtische Galerie im Lenbachhaus, München
- 1905: Der tote Spatz, Öl auf Holz, 13 × 16,5 cm, Privatbesitz
- 1905: Kleine Pferdestudie II, Öl auf Pappe, 27 × 31 cm, Franz Marc Museum, Kochel
- 1906: Zwei Frauen am Berg, Skizze, Öl auf Leinwand, auf Pappe aufgezogen, 15,5 × 24,7 cm, Franz Marc Museum, Kochel
- 1907: Frau im Wind am Meer, Öl auf Pappe, 26 × 16 cm, Franz Marc Museum, Kochel
- 1908: Lärchenbäumchen, Öl auf Leinwand, 100 × 71 cm, Museum Ludwig, Köln
- 1908: Springender Hund, Öl auf Leinwand, 54,5 × 67,5 cm, Städtische Galerie im Lenbachhaus. München
- 1909: Kleines Pferdebild, Öl auf Leinwand, 16 × 25 cm, Franz Marc Museum, Kochel
- 1909: Rehe in der Dämmerung, Öl auf Leinwand, 100 × 70 cm, Städtische Galerie im Lenbachhaus, München
- 1909/10: Katzen auf rotem Tuch, Öl auf Leinwand, 50,5 × 60,5 cm, Privatbesitz
- 1910: Pferd in der Landschaft, Öl auf Leinwand, 85 × 112 cm, Museum Folkwang, Essen
- 1910: Akt mit Katze, Öl auf Leinwand, 86,5 × 80 cm, Städtische Galerie im Lenbachhaus, München
- 1910: Weidende Pferde I, Öl auf Leinwand, doubliert, 64 × 94 cm, Städtische Galerie im Lenbachhaus, München
- 1910: Rote Rehe I, Öl auf Leinwand, 87,6 × 88,3 cm, Privatbesitz
- 1911: Affenfries, Öl auf Leinwand, 75,5 × 135,5 cm, Hamburger Kunsthalle, Hamburg[126]
- 1911: Die kleinen blauen Pferde, Öl auf Leinwand, 61 × 101 cm, Staatsgalerie, Stuttgart,
- 1911: Der Stier, Öl auf Leinwand, 135 × 101 cm, Solomon R. Guggenheim Museum, New York
- 1911: Blaues Pferd I, Öl auf Leinwand, 112,5 × 84,5 cm, Städtische Galerie im Lenbachhaus, München
- 1911: Liegender Hund im Schnee, Öl auf Leinwand, 62,5 × 105 cm, Städelsches Kunstinstitut, Frankfurt am Main
- 1911: Die großen blauen Pferde, Öl auf Leinwand, 181 × 105 cm, Walker Art Center, Minneapolis / Minnesota
- 1911: Die roten Pferde, Öl auf Leinwand, 121 × 183 cm, Busch-Reisinger Museum, Cambridge / Massachusetts
- 1911: Rehe im Schnee, Öl auf Leinwand, 84,7 × 84,5 cm, Städtische Galerie im Lenbachhaus, München
- 1911: Bildnis Henri Rousseau, Hinterglasbild, 15,3 × 11,4 cm, Städtische Galerie im Lenbachhaus, München
- 1911: Die gelbe Kuh, Öl auf Leinwand, 140,7 × 189,2 cm, Solomon R. Guggenheim Museum, New York
- 1911: Hocken im Schnee, Öl auf Leinwand, 79,5 × 100 cm, Franz Marc Museum, Kochel
- 1911: Fuchs, Öl auf Leinwand, 50 × 63,5 cm, Von der Heydt-Museum, Wuppertal
- 1912: Die weiße Katze, Öl auf Karton, 50 × 60 cm, Kunstmuseum Moritzburg, Halle (Saale)[127]
- 1912: Kleine gelbe Pferde, Öl auf Leinwand, 104 × 66 cm, Staatsgalerie Stuttgart, Stuttgart
- 1912: Der Tiger, Öl auf Leinwand, 111 × 111 cm, Städtische Galerie im Lenbachhaus, München
- 1912: Zwei Katzen, blau und gelb, Öl auf Leinwand, 74 × 98 cm, Kunstmuseum Basel, Basel
- 1912: Im Regen, Öl auf Leinwand, 81,5 × 106 cm, Städtische Galerie im Lenbachhaus, München
- 1912: Rote Rehe II, Öl auf Leinwand, 70 × 100 cm, Pinakothek der Moderne, München
- 1912: Schweine, Öl auf Leinwand, 83 × 58 cm, Privatbesitz
- 1912: Schafe, Öl auf Leinwand, 76 × 49 cm, Saarlandmuseum, Saarbrücken
- 1912: Das Äffchen, Öl auf Leinwand, 70,4 × 100 cm, Städtische Galerie im Lenbachhaus, München
- 1912: Reh im Klostergarten, Öl auf Leinwand, 75,7 × 101 cm, Städtische Galerie im Lenbachhaus, München
- 1912: Im Regen, 1912. Öl auf Leinwand 81 × 105,5 cm. Städtische Galerie im Lenbachhaus
- 1912: Das blaue Pferdchen, Öl auf Leinwand, 58 × 73 cm, Moderne Galerie, Saarbrücken
- 1913: Die verzauberte Mühle, Öl auf Leinwand, 130,6 × 90,8 cm, Art Institute of Chicago, Chicago
- 1913: Tierschicksale, Öl auf Leinwand, 195 × 263,5 cm, Kunstmuseum Basel, Basel
- 1913:  Das arme Land Tirol, Öl auf Leinwand, 131 × 200 cm, Solomon R. Guggenheim Museum, New York
- 1913: Füchse, Öl auf Leinwand, 87 × 65 cm, Museum Kunstpalast, Düsseldorf, September 2021 Restitution erfolgt,[128] Übergabe Januar 2022
- 1913: Der Mandrill, Öl auf Leinwand, 91 × 131 cm, Pinakothek der Moderne, München
- 1913: Drei Katzen, Öl auf Leinwand, 72 × 102 cm, Kunstsammlung Nordrhein-Westfalen, Düsseldorf
- 1913: Bild mit Rindern, Öl auf Leinwand, 92 × 130,8 cm, Pinakothek der Moderne, München
- 1913: Schlafendes Pferd, Wasserfarbe und Tinte auf Papier, 46 × 40 cm
- 1913: Rehe im Wald I, Öl auf Leinwand, 100,5 × 104 cm, Phillips Collection, Washington
- 1913: Der Turm der blauen Pferde, Öl auf Leinwand, 200 × 130 cm, seit Kriegsende 1945 verschollen, gilt als Marcs wichtigstes Werk
- 1913: Die blauen Fohlen, Öl auf Leinwand, 55,7 × 38,5 cm, Kunsthalle in Emden, Emden
- 1913: Kleine Komposition I, Öl auf Leinwand, 46,5 × 41,5 cm, Privatbesitz
- 1913: Wildschweine, Öl auf Pappe, 73,5 × 57,5 cm, Museum Ludwig, Köln
- 1913: Liegender Stier, Tempera auf Papier, 40 × 46 cm
- 1914: Landschaft mit Haus, Hund und Rind, Öl auf Leinwand, Privatbesitz
- 1914: Heitere Formen, Öl auf Leinwand, im Krieg zerstört
- 1914: Spielende Formen, Öl auf Leinwand, 56,5 × 170 cm, Privatbesitz
- 1914: Kämpfende Formen, Öl auf Leinwand, 131 × 91 cm, Pinakothek der Moderne, München
- 1914: Zerbrochene Formen, Öl auf Leinwand, 112 × 84,5 cm, Solomon R. Guggenheim Museum, New York
- 1914: Kleine Komposition II, Öl auf Leinwand, 59,5 × 46 cm, Sprengel Museum, Hannover
- 1914: Kleine Komposition III, Öl auf Leinwand, 46,5 × 58 cm, Osthaus Museum, Hagen
- 1914: Kleine Komposition IV, Franz Marc Museum, Kochel
- 1914: Tirol, Öl auf Leinwand, 135,7 × 144,5 cm, Pinakothek der Moderne, München
- 1914: Rehe im Walde II, Öl auf Leinwand, 110 × 100,5 cm, Staatliche Kunsthalle, Karlsruhe

Zeichnungen
- 1906: Sitzende Bäuerin mit Huhn im Schoß, Farbige Kreide, Schloßmuseum Murnau
- 1907: Elefant, Kreide, 41,5 × 33,8 cm, Hamburger Kunsthalle, Hamburg

Druckgrafik

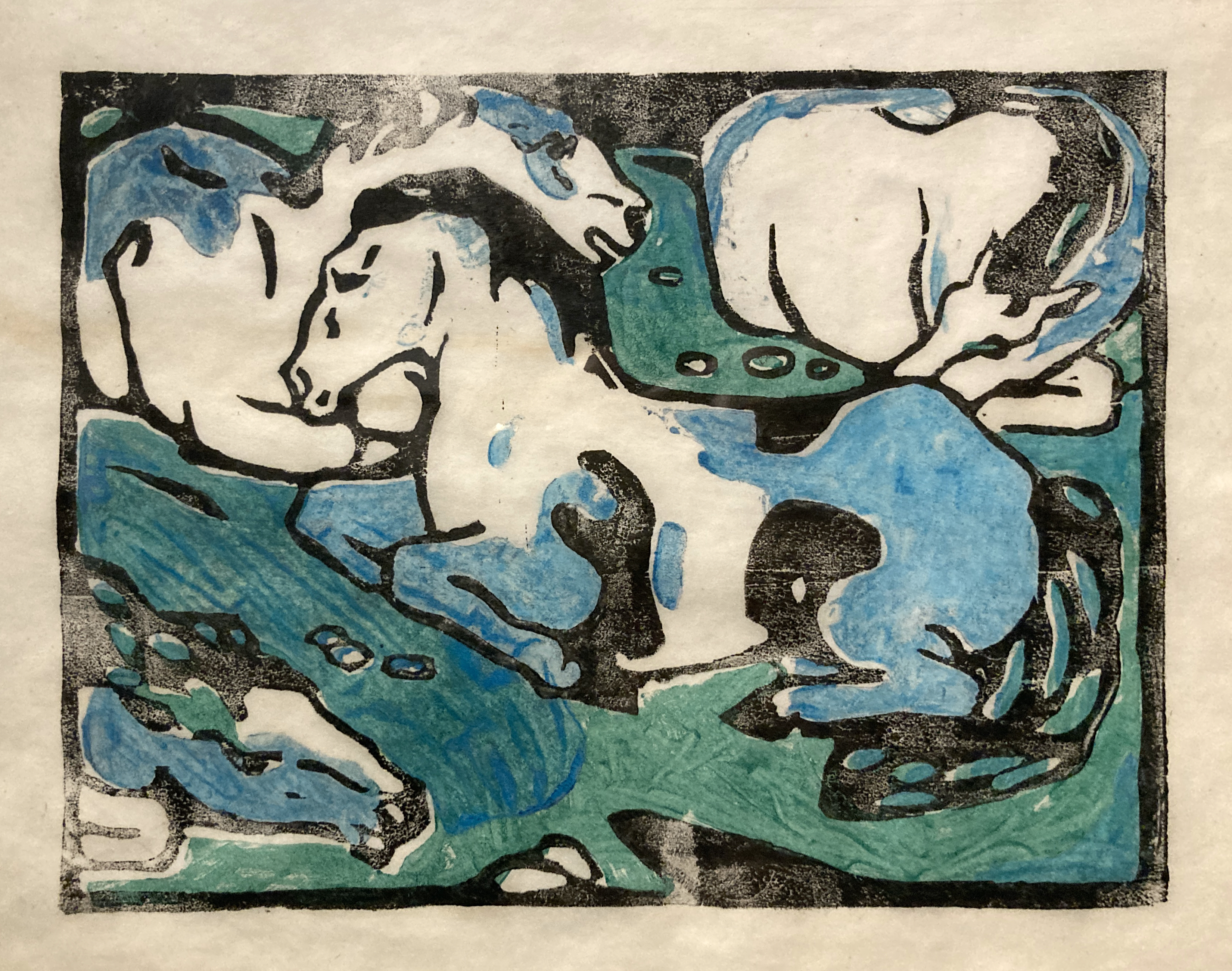
Ruhende Pferde, Holzschnitt, 1911/12, Albertina, Wien

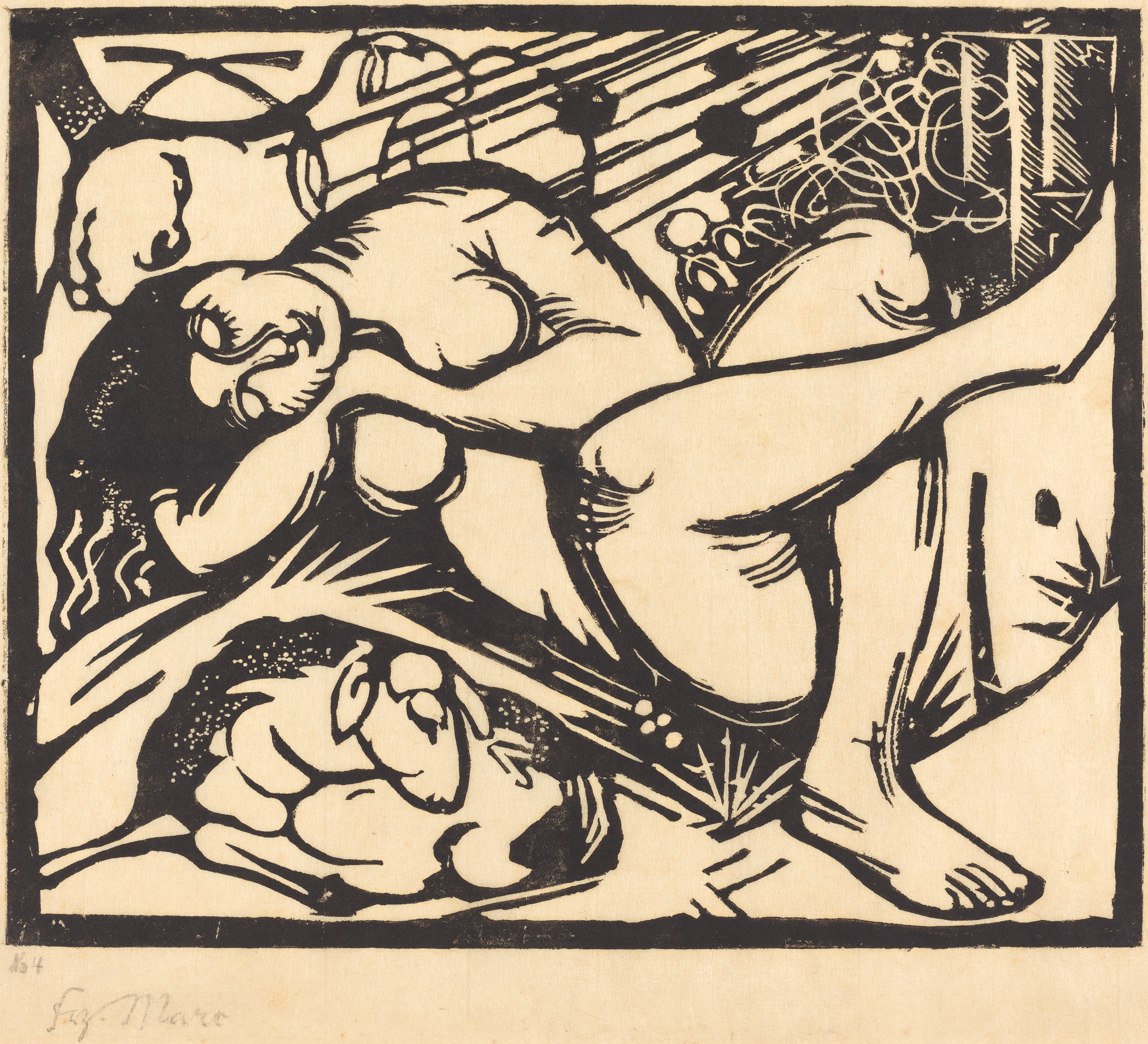
Schlafende Hirtin, Holzschnitt, 1912, National Gallery of Art, Washington, D.C.

- 1911/12: Ruhende Pferde, Holzschnitt, 25,5 × 38,2 cm, Albertina, Wien
- 1912: Versöhnung, Holzschnitt, erschienen in: Der Sturm, 3. Jahrgang, Nummer 125/126
- 1912: Schlafende Hirtin, Holzschnitt, 19,7 × 24 cm, British Museum, London
- 1913: Geburt der Pferde, Holzschnitt, 21,5 × 14,5 cm, Staatlich Graphische Sammlung, München
- 1913: Geburt der Wölfe, Holzschnitt, 25,3 × 18,5 cm, Stiftung Moritzburg Kunstmuseum des Landes Sachsen-Anhalt, Sammlung Kracht
- 1914: Schöpfungsgeschichte I (Der Pavian), Holzschnitt, 24 × 20 cm, Stiftung Moritzburg Kunstmuseum des Landes Sachsen-Anhalt, Sammlung Kracht
- 1914: Schöpfungsgeschichte II, Farbholzschnitt, 23,7 × 20 cm, Stiftung Moritzburg Kunstmuseum des Landes Sachsen-Anhalt, Sammlung Kracht

Skulpturen

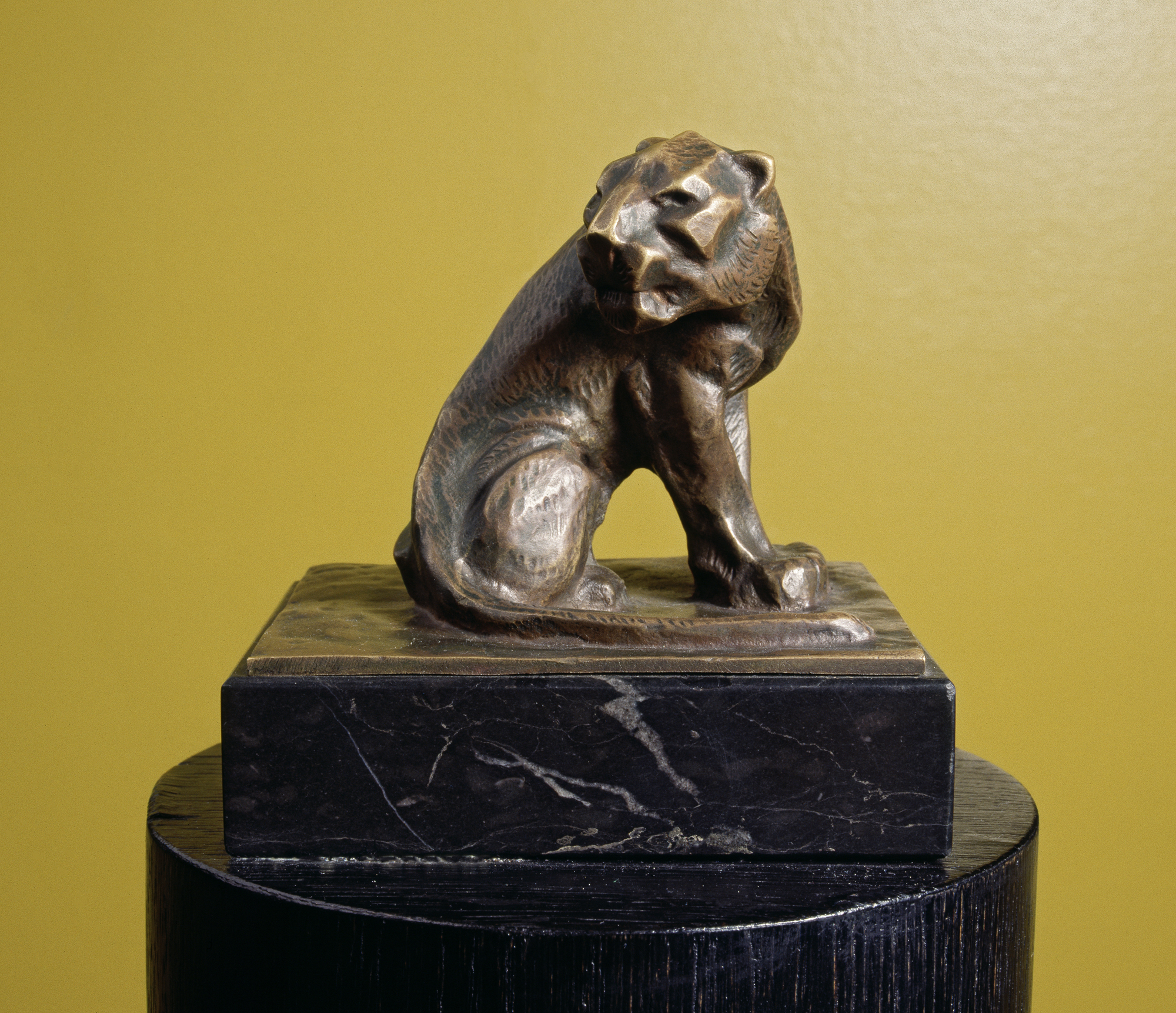
Der Panther, 1908, Städtische Galerie im Lenbachhaus

- 1908: Der Panther, Bronze, Höhe 9,5 cm, Städtische Galerie im Lenbachhaus, München
- 1908: Pferd, Bronze, Höhe 16,4 cm, Teilguss aus einer Doppelgruppe, Sammlung Franz Marc Stiftung
- 1908/09: Zwei Pferde, Bronze, Höhe 16,2 cm, Stiftung Moritzburg, Kunstmuseum des Landes Sachsen-Anhalt, Sammlung Kracht